# Catedral de Santiago de Compostela
A Catedral de Santiago de Compostela é um templo católico situada na cidade de Santiago de Compostela, capital da Galiza, Espanha. É a sé da arquidiocese homónima e foi construída entre 1075 e 1128, em estilo românico, na época das cruzadas e durante a Reconquista Cristã, tendo sofrido depois várias reformas que lhe adicionaram elementos góticos, renascentistas e barrocos.
Segundo a tradição, acolhe o túmulo do apóstolo Santiago Maior, padroeiro e santo protetor de Espanha, o que a converteu no principal destino de peregrinação cristã na Europa a seguir a Roma durante a Idade Média, através do chamado Caminho de Santiago, uma rota iniciática na qual se seguia a Via Láctea que se estendia por toda a Península Ibérica e Europa Ocidental. A peregrinação foi um fator determinante para a afirmação política dos reinos cristãos hispânicos medievais e na sua participação nos movimentos culturais da sua época. Atualmente continua a ser um importante destino de peregrinação, para o que contribui a renovada popularidade do Caminho de Santiago a partir dos anos 1990, que levou à catedral mais de 270 000 peregrinos registados.
A catedral foi declarada Bem de Interesse Cultural em 1896 e a chamada cidade velha de Santiago de Compostela, que se concentra em torno da catedral, foi incluída na lista do Património Mundial da UNESCO em 1985.

## História

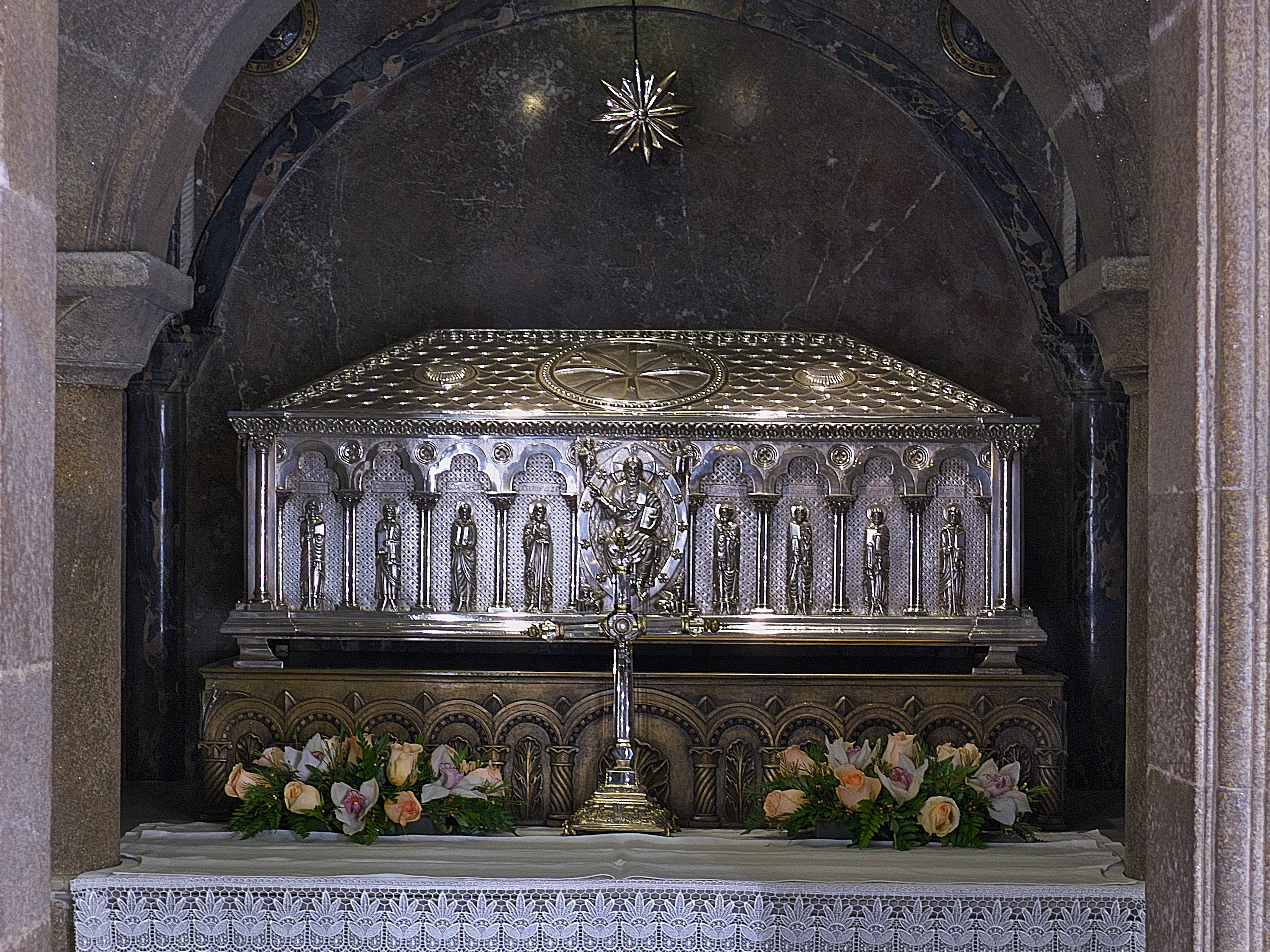
Urna de prata com os supostos restos mortais de Santiago Maior

Segundo a tradição católica, o apóstolo Santiago Maior difundiu o cristianismo na Península Ibérica nos anos 36–37 ou 40. No ano 44 foi decapitado em Jerusalém por ordem de Herodes Agripa I (neto de Herodes, o Grande) e os seus restos mortais foram depois trasladados para a Galiza numa barca de pedra. Devido às perseguições dos romanos aos cristãos da Hispânia, o seu túmulo foi abandonado no século III. Ainda segundo a lenda, este túmulo foi descoberto na segunda década do século IX pelo eremita Pelágio (ou Paio) depois de avistar umas luzes estranhas no céu durante a noite. Tendo comunicado a descoberta ao bispo de Iria Flávia, Teodomiro, este reconheceu o feito como um milagre e informou da descoberta o rei Afonso II das Astúrias e da Galiza. O rei ordenou a construção de uma capela no local da sepultura, dedicada ao culto do apóstolo. Diz a lenda que o rei foi o primeiro peregrino do santuário. A capela foi substituída por uma primeira igreja em 829, a qual deu lugar em 899 a uma outra, em estilo pré-românico. Esta última foi construída a partir de 872 por ordem de Afonso III e foi consagrada por dezassete bispos. O local tornou-se um destino de peregrinação cuja popularidade e importância foi aumentando gradualmente.
Em 997, Almançor, o poderoso hájibe (governador) e comandante do exército do Califado de Córdova, saqueou a cidade e arrasou a igreja, apenas deixando intacto o túmulo de Santiago. As portas e os sinos da igreja destruída foram levadas aos ombros pelos cativos cristãos para Córdova, onde foram usados numa mesquita.
A construção da catedral atual foi iniciada em 1075, durante o reinado de Afonso VI, com o patrocínio do bispo Diego Páez. Uma inscrição na capela do Salvador comemora o acontecimento: «Aos trinta anos do milésimo septuagésimo quinto depois da Encarnação do Senhor, em cujo tempo se fundou esta igreja de Santiago». Foi construída segundo o mesmo plano que a igreja de tijolo monástica de São Saturnino de Toulouse, provavelmente o maior edifício românico de França. A construção foi interrompida em várias ocasiões, pelo que se consideram três fases construtivas, a primeira das quais foi terminada em 1088, quando o bispo Diego Páez foi preso por traição, o que originou a primeira paragem das obras.
A segunda fase de construção decorreu de 1100 a 1140, tendo sido iniciada quando o Conde da Galiza Raimundo de Borgonha nomeou Diego Gelmires bispo de Compostela em 1100 e terminado com a morte do último. As obras decorreram sob a direção de Bernardo, o Velho («um mestre maravilhoso»), coadjuvado por Galperinus Robertus. É provável que mais tarde a direção das obras tivesse passado para o  Mestre Estêvão (o Mestre de Pratarias). As capelas absidais foram consagradas em 1105 e segundo o Códice Calixtino, a última pedra foi colocada em 1122, tendo a catedral sido consagrada em 1128. No período final desta segunda fase, Bernardo, o Moço terminou o edifício, enquanto Galperinus coordenou a construção. Bernardo construiu também uma fonte monumental diante do portal setentrional (da Acibechería) em 1122.
A terceira e última fase de construção foi iniciada em 1168, quando o capítulo da arquidiocese encarrega das obras o Mestre Mateus. Este respeita o projeto inicial e termina a construção dos últimos quatro tramos na nave maior, a cripta e o Pórtico da Glória. A catedral é definitivamente consagrada em abril de 1211, na manhã de quinta-feira da segunda semana da Páscoa, pelo arcebispo Pedro Muñiz e na presença do rei Afonso IX de Leão, do filho deste e de numerosas autoridades eclesiásticas e civis.
A igreja ganha o estatuto de sé episcopal em 1075, substituindo Iria Flávia, em grande medida graças à ação do bispo Gelmires e à sua importância crescente como lugar de peregrinação. O papa Calisto II (irmão de Raimundo de Borgonha) consolida-a como sé arcebispal em 1120. Ao longo dos séculos seguintes, a catedral foi objeto de numerosas ampliações e reformas, tanto no exterior como no interior.

### Descoberta do sepulcro
As origens do culto a Santiago na Galécia perdem-se nos anais dos tempos. Em finais do século VII difunde-se no noroeste da Península Ibérica a lenda de que o apóstolo teria sido enterrado nessas terras, depois de as evangelizar. A evangelização da Hispânia por Santiago é mencionada pelo arcebispo hispânico Isidoro de Sevilha (560–636) no seu tratado “De Ortu et Obitu Patrum” e pelo bispo inglês Adelmo de Malmesbury (639–709). Segundo esta lenda, na primeira década do século IX (é comum referir especificamente o ano 813), oito séculos depois da morte do apóstolo Santiago, um eremita chamado Pelágio (ou Paio), juntamente com outros fiéis, viu umas luzes estranhas perto de um lugar conhecido como Solovio, num bosque chamado Libredón, e comunica a ocorrência a Teodomiro, bispo de Iria Flávia. Depois de três dias de jejum, o bispo e o seu séquito deslocaram-se ao local e descobriram entre o matagal um monumento construído em placas de mármore, constituído por um pequeno edifício abobadado em ruínas. Numa câmara do interior havia um túmulo em mármore e um altar, pelo que não tiveram dúvida alguma de que se tratava do sepulcro do apóstolo e dos seus dois discípulos Atanásio e Teodoro.
O bispo comunicou o achado ao rei das Astúrias e Galiza Afonso II, o Casto, que se deslocou imediatamente com a sua corte ao local. O rei outorgou ao bispo as terras vizinhas do sepulcro, mais as suas respetivas rendas, e mandou construir uma pequena igreja sobre o cemitério (compositum) «supra corpus apostoli» ("por cima do corpo do apóstolo"), junto a um batistério e outra igreja dedicada ao Salvador. Algum tempo depois, num documento datado de 4 de setembro de 834, o rei dizia:
| “ | Pois nos nossos dias revelou-se-nos o prezado tesouro do bem aventurado Apóstolo, ou seja, o seu santíssimo corpo. Ao conhecê-lo, com grande devoção e espírito de súplica, apressei-me a ir adorar e venerar tão precioso tesouro, acompanhado da minha corte, e rendemos-lhe culto no meio de lágrimas e orações como Patrono e Senhor de Espanha, e pela nossa própria vontade, outorgámos-lhe o pequeno obséquio antes referido, e mandámos construir uma igreja em sua honra. | ” |
|   | — Afonso II, o Casto, 4 de setembro de 834.. |   |

### Igreja primitiva

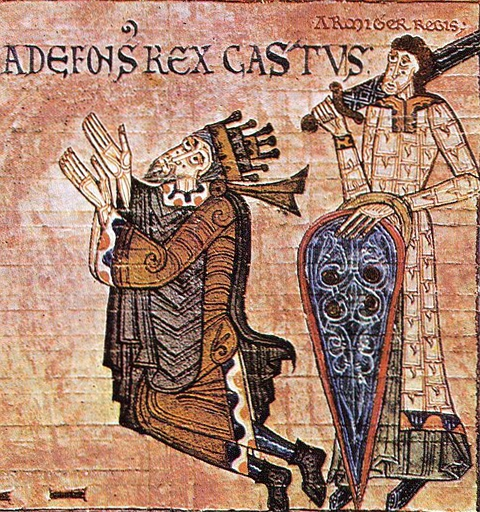
Iluminura do ' (início do século XII), com, o Casto, r., considerado o primeiro peregrino de Santiago

Dada a importância religiosa e política do achado, como já foi referido, o rei Afonso II mandou construir uma igreja pequena e simples. Para tal foram derrubadas as colunas existentes e construída uma parede rodeando a arca de mármore e formando uma nave de planta retangular, com uma pequena abside. A igreja foi coberta com um teto em madeira. A antiga cela do sepulcro foi mantida na cabeceira. Deste primeiro templo só se conserva o lintel da entrada e as bases das paredes. Aparentemente também existia um batistério a norte da igreja.[carece de fontes?]
No decurso de escavações levadas a cabo em 1879 por baixo da abside da catedral, dirigidas pelo historiador López Ferreiro, quando Miguel Payá y Rico era arcebispo de Compostela, foram descobertas as fundações do sepulcro primitivo, denominado "Arca marmarica", com restos de um altar que constava de uma lage lisa sobre um fuste de pedra de pedra também ele liso. Era de planta quadrada, com cerca de oito metros de lado, e tinha outro corpo central, mais pequeno e retangular, construído com grandes perpianhos; as paredes exteriores eram em alvenaria. Tinha um pórtico com colunas e era pavimentada com lajes de granito. A cobertura do sepulcro tinha uma orla de mosaico romano.
As escavações realizadas debaixo da nave maior da catedral evidenciaram também a presença de uma necrópole cujo uso se prolongou pelo menos desde a construção da igreja até à primeira metade do século XII e que ocupou o espaço de outra necrópole anterior, usada entre os séculos IV e VII. Os enterramentos estendiam-se ao longo da frente ocidental da igreja e em seu redor, com túmulos feitos com pedras e cobertos por lajes, outros escavados na rocha do subsolo e outros constituídos por uma lápide monolítica, por vezes com inscrições; foram também descobertos ainda sarcófagos monolíticos. Foram ainda encontrados dois recintos funerários adjacentes à basílica; num deles foi encontrado o túmulo de Teodomiro.[carece de fontes?]

### Igreja pré-românica
Durante o reinado de Afonso III, o Grande (r. 866–910), devido ao número crescente de peregrinos e às pequenas dimensões da igreja, decidiu-se construir um novo templo, de maiores dimensões e com melhor construção do que o existente. A nova igreja foi construída em estilo estilo pré-românico, com três naves e uma abside quadrangular, que integrou a igreja anterior no presbitério. As sepulturas de Santiago e dos seus discípulos não foram mexidas.

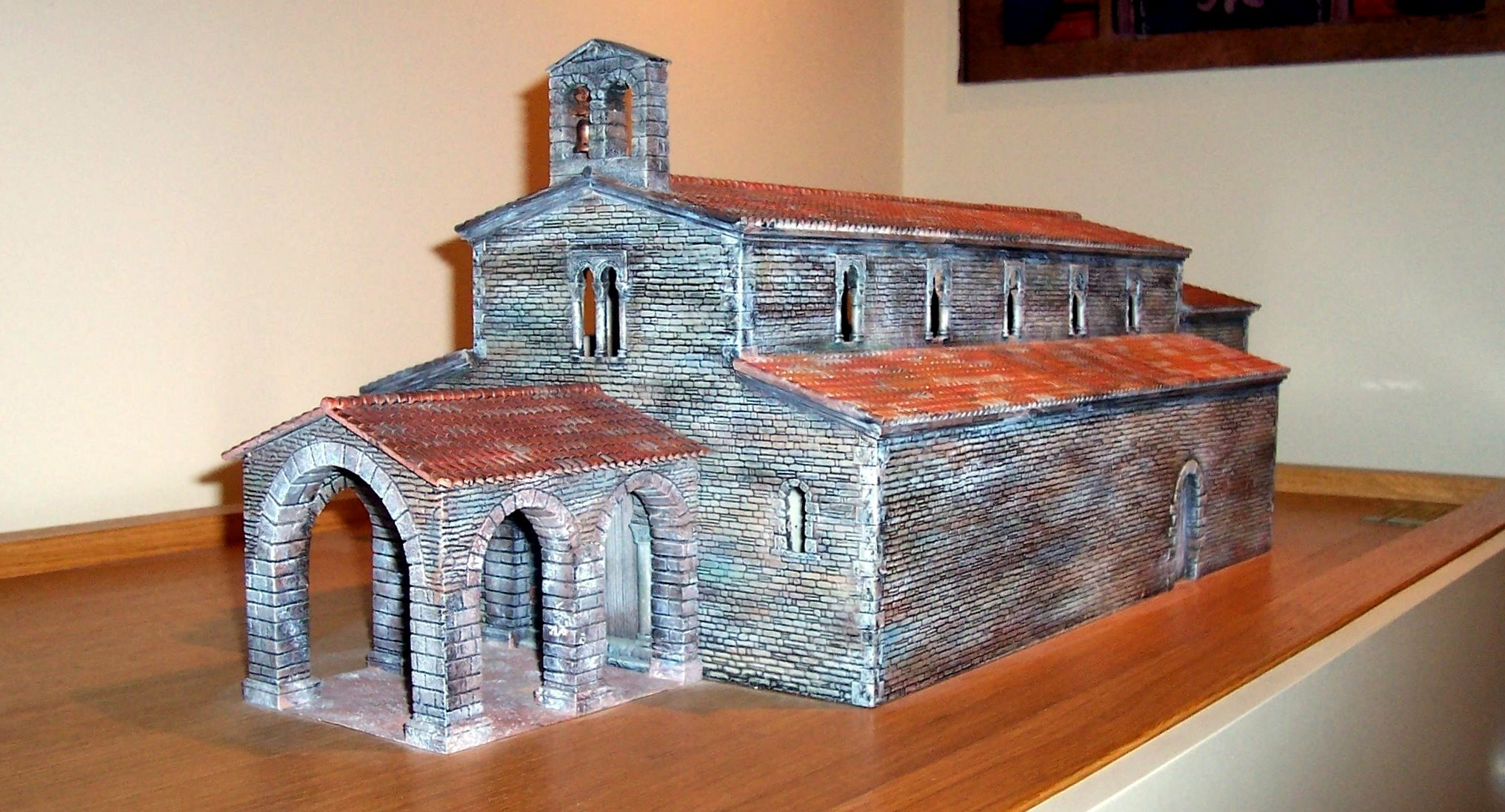
Maquete hipotética da catedral existente em 899

Na cabeceira central foi colocado um altar dedicado a São Salvador e nas absidíolas laterais foram construídos dois altares: um à direita, dedicado a São Pedro, e outro à esquerda, dedicado a São João Evangelista. Na fachada havia um nártex com pórtico e no lado norte foi mantido o edifício do batistério. O teto era de madeira, com duas águas. Ainda existem restos da parte superior de três janelas laterais, em arco de ferradura.
A consagração da nova igreja teve lugar com grande pompa em maio de 899. A ela assistiram «a família real, 17 bispos, 14 nobres e outras personalidades». Num livro em pergaminho da catedral conserva-se a escritura de doação por parte de Afonso III.
Em volta da igreja surgem na mesma época outras edificações, como os mosteiros de São Martinho Pinário e a sua Igreja de Santa Maria da Corticela, situado a norte da basílica, e o de São Paio de Antealtares, situado a leste. O primeiro paço episcopal data também dessa altura; situava-se a sul da igreja, aproximadamente no local onde depois se construiu a porta de Pratarias.
No verão de 997, Santiago de Compostela foi atacada por Almançor, o governante de facto do Califado de Córdova. Prevendo esse ataque, o bispo Pedro de Mezonzo tinha mandado evacuar a cidade. As hostes de Almançor incendiaram a cidade e o templo pré-românico, mas respeitaram o sepulcro do apóstolo, um gesto que é comparado ao de Átila ao poupar Roma. Antes de incendiar a igreja, o comandante muçulmano teria dado de beber ao se cavalo de uma pia de água benta existente perto da porta de Pratarias. A conservação do sepulcro permitiu que o Caminho de Santiado continuasse apesar da destruição do santuário, o qual voltou a ser reconstruído cerca do ano 1000 pelo bispo Pedro de Mezonzo.

### Igreja românica

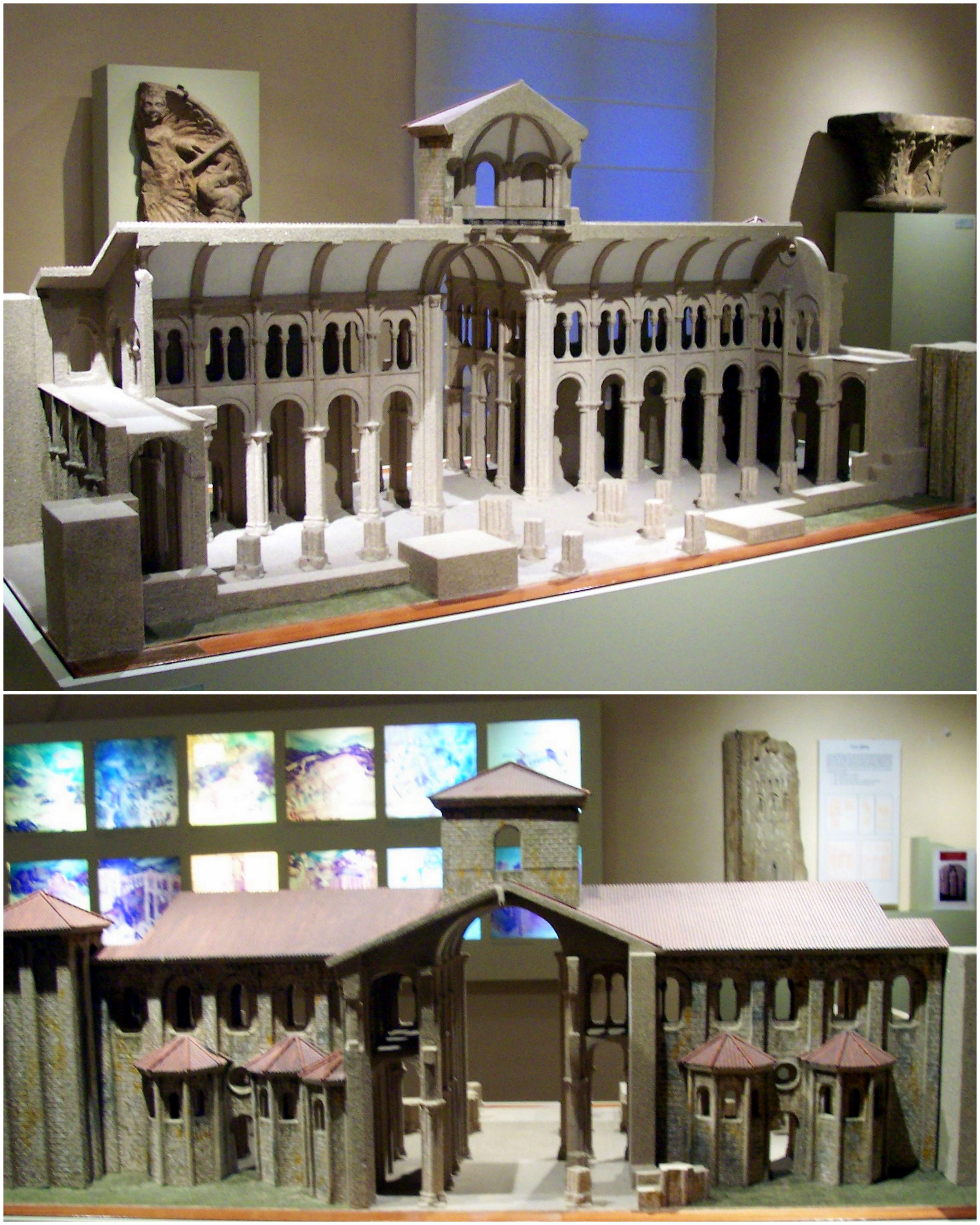
Maquete hipotética da catedral imediatamente após a reforma de 1075

O templo do século X também se mostrou pequeno para atender às numerosas peregrinações que acorriam a Santiago de Compostela. Sob o impulso do rei Afonso VI, o Bravo e do bispo Diego Páez em 1075 foram iniciadas as obras para construir uma grande catedral românica, as quais ficaram a cargo dos mestres de obras Bernardo, o Velho, que concebeu e desenhou o projeto, e do seu ajudante Galperino Roberto. Segundo Códice Calixtino, trabalharam na construção 50 canteiros. A destituição do bispo Diego Páez em 1088 fez parar as obras por algum tempo.
Cinco anos mais tarde, as obras estavam novamente em marcha, impulsionadas pelo recentemente nomeado administrador da diocese, Diego Gelmires, com o apoio do novo bispo Dalmácio e posteriormente também de Raimundo de Borgonha, nomeado Conde da Galiza em 1095. Em 1101, o Mestre Estêvão abandona a cidade de Compostela, deixando completas as capelas do deambulatório e iniciadas as obras da fachada das Pratarias. A partir daí os trabalhos prosseguiram com regularidade; em 1111 foram terminadas as obras no cruzeiro em 1122 (a acreditar no Códice Calixtino) foi colocada a última pedra. Diego Gelmires foi teve um papel fulcral não só na construção da catedral como na intensa atividade de construção vivida na cidade nessa época. Tendo sido nomeado bispo em 1100, em 1120 tornou-se o primeiro arcebispo de Compostela. Apesar de ter havido várias paragens nas obras, a grande quantidade de esmolas conseguidas possibilitou que a igreja fosse consagrada em 1128.[carece de fontes?]
Cerca de 1140 deu-se início a mais uma fase de construção, quando já estava, construídos e cobertos seis tramos das naves. Nesta fase as obras estiveram a cargo do Mestre Mateus, que respeitou a organização arquitetónica precedente e que em 1168 começou a construir o Pórtico da Glória. Não obstante as obras terem prosseguido por boa parte do século XIII, a catedral foi consagrada definitivamente em abril de 1211. Nos motivos esculpidos nos capitéis da nave central é patente a evolução dos diretores da obra: nos primeiros — a contar do cruzeiro — aparecem parelhas de animais fantásticos e reais (águias, leões, pombas e sereias) e, ocasionalmente, figuras humanas; os quatro últimos tramos já são claramente obra da oficina de Mateus: folhas lisas ou espiraladas, por vezes com figuras humanas assomando-se entre elas, monstros, leões, dragões e lobos.[carece de fontes?]

### Peregrinação

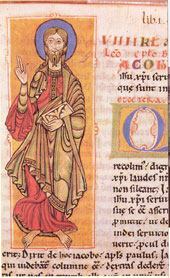
Iluminura com o Apóstolo Santiago no fólio 4 do Códice Calixtino (século XII)

Desde o início do século IX, com o achado das relíquias do apóstolo e com o patrocínio e proteção do rei Afonso III das Astúrias, a notícia espalha-se rapidamente por toda a Europa cristã e os peregrinos começam a acorrer ao lugar denominado Campus Stellae (provavelmente a origem do nome Compostela), o qual se converteu progressivamente num centro de peregrinação com a fundação de um convento e de diversas hospedagens na cidade. Em 850, Godescalco, bispo franco da diocese de Le Puy peregrinou até ao sepulcro e é considerado o primeiro peregrino estrangeiro documentado.
No século XII, religiosos da Ordem de Cluny elaboraram para o arcebispo Gelmires a “Historia Compostelana” e o “Codex Calixtinus”; este último foi publicado c. 1140. Os reis ibéricos promoveram a criação de uma rede de mosteiros clunicenses no norte da Península Ibérica, especialmente ao longo ou nas proximidades das rotas de peregrinação, os chamados Caminhos de Santiago, o que originou o aparecimento de grandes edifícios de estilo românico. A Igreja concedeu um privilégio, outorgado pelo papa Calisto II e confirmado pelo papa Alexandre III (p.  1159–1181), segundo o qual nos anos em que o dia de Santiago, 25 de julho, coincidisse com um domingo a peregrinação a Compostela dava aos peregrinos de Santiago as mesmas graças que eram concedidas aos peregrinos de Roma nos anos jubilares celebrados a cada 25 anos. A bula que confirma a atribuição desse privilégio, a Regis aeterni, datada de 1179 é a mais antiga bula de concessão que ainda existe.
Durante o século XIV assistiu-se a grandes convulsões sociais na Europa que desviaram os peregrinos para outros destinos. Por outro lado, a Reconquista absorveu toda a atenção económica e governamental dos reinos hispânicos para sul. O Grande Cisma do Ocidente em 1378 divide a cristandade e a situação no século XV, durante o qual ocorreram uma série de acontecimentos funestos no Velho Continente, como guerras, fome, peste negra e más colheitas, também não ajudou a revitalização da peregrinação a Santiago. Apesar de tudo, muitos fiéis continuaram a acorrer ao túmulo do apóstolo para cumprir a sua penitência, mas o Caminho foi caindo no esquecimento e ainda no final da Idade Média e mais acentuadamente na Idade Moderna, perdeu muita importância.[carece de fontes?]

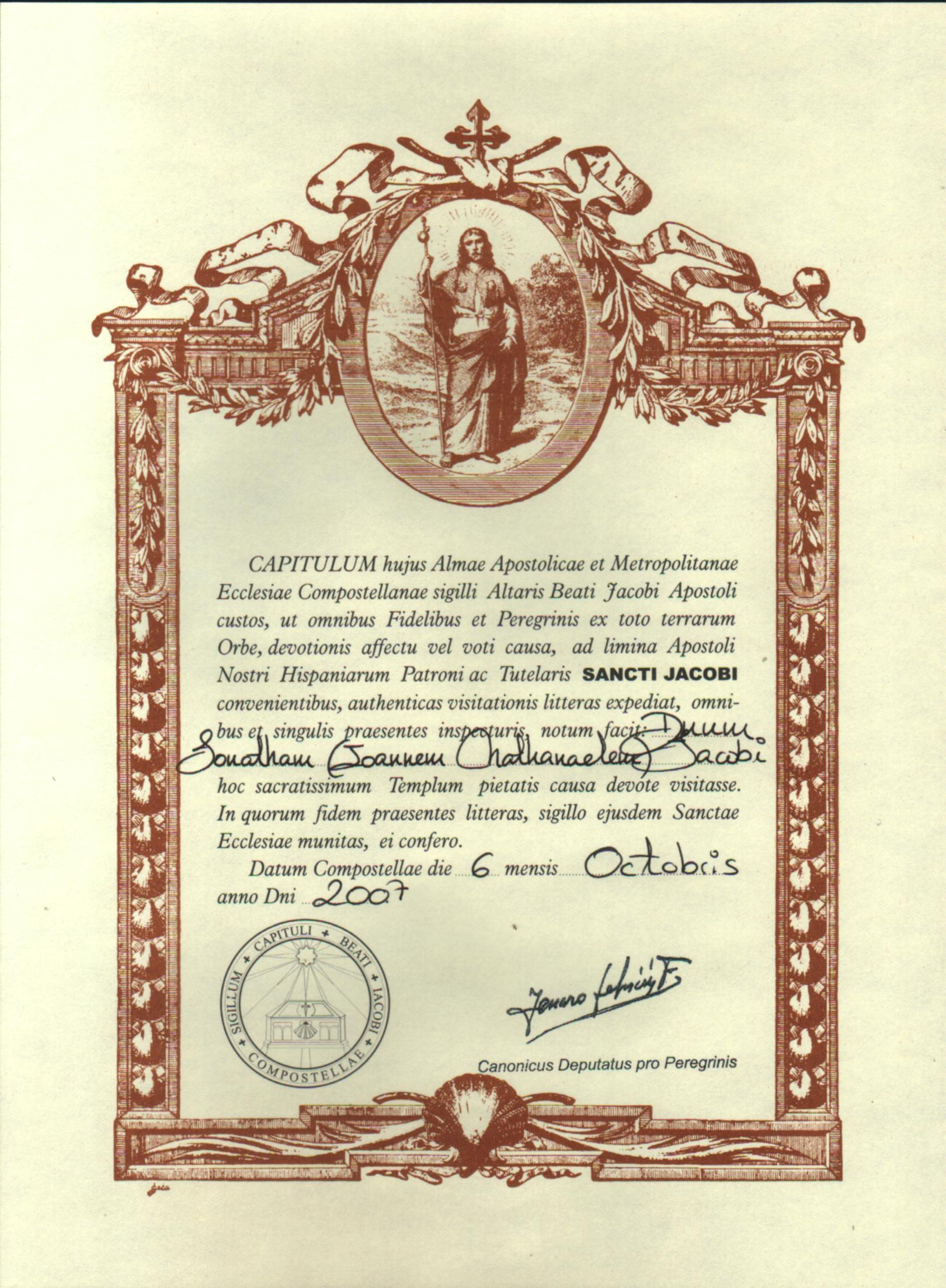
Uma "compostela", o documento emitido pela "Oficina do Peregrino" da catedral que atesta que o peregrino fez pelo menos os últimos 100 km do Caminho de Santiago

Desde o Ano Santo de 1993 que o governo autónomo galego promove o valor cultural da peregrinação a Santiago, focando-se principalmente na sua vertente de recurso turístico dirigido sobretudo a pessoas com o perfil do peregrino religioso tradicional. Nesse ano foi lançada um programa, o "Xacobeo 93", que envolveu um grande campanha publicitária e o restauro de tramos das rotas do Caminho de Santiago e de infraestruturas de apoio aos peregrinos, para o que teve  a colaboração das comunidades autónomas espanholas por onde passa o Caminho. As diversas rotas foram então devidamente sinalizadas com flechas amarelas, conchas de vieira (o símbolo da peregrinação jacobeia), cruzes de Santiago e outros sinais. Em 1993 a UNESCO inclui os Caminhos de Santiago na lista de Património Mundial.
Os trechos dos Caminhos são "trilhos de grande rota" que geralmente têm uma extensão de mais de 50 km e estão pensados para caminhadas de mais de dois dias. Tradicionalmente, os peregrinos que chegam à catedral requerem a "compostela", um documento que comprova que o seu titular fez a peregrinação «com sentido cristão: `devotionis affectu, voti vel pietatis causa´, ou ainda numa atitude de busca espiritual». A compostela é emitida pela Oficina do Peregrino, um organismo da catedral, e para a obter, o peregrino tem que comprovar que fez pelo menos os últimos 100 km do Caminho a pé ou a cavalo ou os últimos 200 km em bicicleta. Essa prova é feita mediante a apresentação da "credencial do peregrino", uma pequena caderneta de papel que é carimbada ao longo do percurso, em igrejas, albergues e também outros locais como postos de turismo, sedes municipais ou até cafés e restaurantes, geralmente pelo menos duas vezes por dia.
Durante a Idade Média, a "compostelá" era um meio de indulgência, que reduzia a metade o tempo de permanência no purgatório; quando concedida em anos jubilares compostelanos, era obtida uma indulgência plena. Por sua vez, no passado a credencial do peregrino era basicamente uma carta de recomendação passada pelo padre da paróquia do peregrino, que atestava a condição de peregrino recomendável, a quem se podia oferecer hospitalidade. Servia também como salvo-conduto para as autoridades civis, militares e eclesiásticas ao longo do Caminho.
Há numerosas rotas de peregrinação compostelana, que foram criadas ao longo dos séculos. A rota (ou, com maior rigor, o conjunto de rotas, pois há algumas variantes) mais concorrida é o Caminho Francês, cujos pontos de entrada mais usados em Espanha são os portos de montanha de Somport (via toledana), nos Pirenéus aragoneses e de Roncesvales, nos Pirenéus navarros e percorre o norte da Península, passando por Pamplona, Logronho, Burgos, Leão, Astorga e Ponferrada. É um percurso de grande riqueza histórica, cultural e artística, ao qual se juntam outras rotas.[carece de fontes?] desde a década de 1980 que o Caminho tem vindo a ser percorrido por cada vez mas peregrinos; o número de peregrinos registados, que em 1987 foi de 2 905, aumentou para 270 800 no ano jubilar de 2010; no ano jubilar de 1993 foi 99 436 e em 2009 (não jubilar, portanto menos concorrido) foi 145 877. Em 2017 foram registados mais de 300 000, um número alcançado no início de dezembro.

### Reformas dos séculos XVII e XVIII

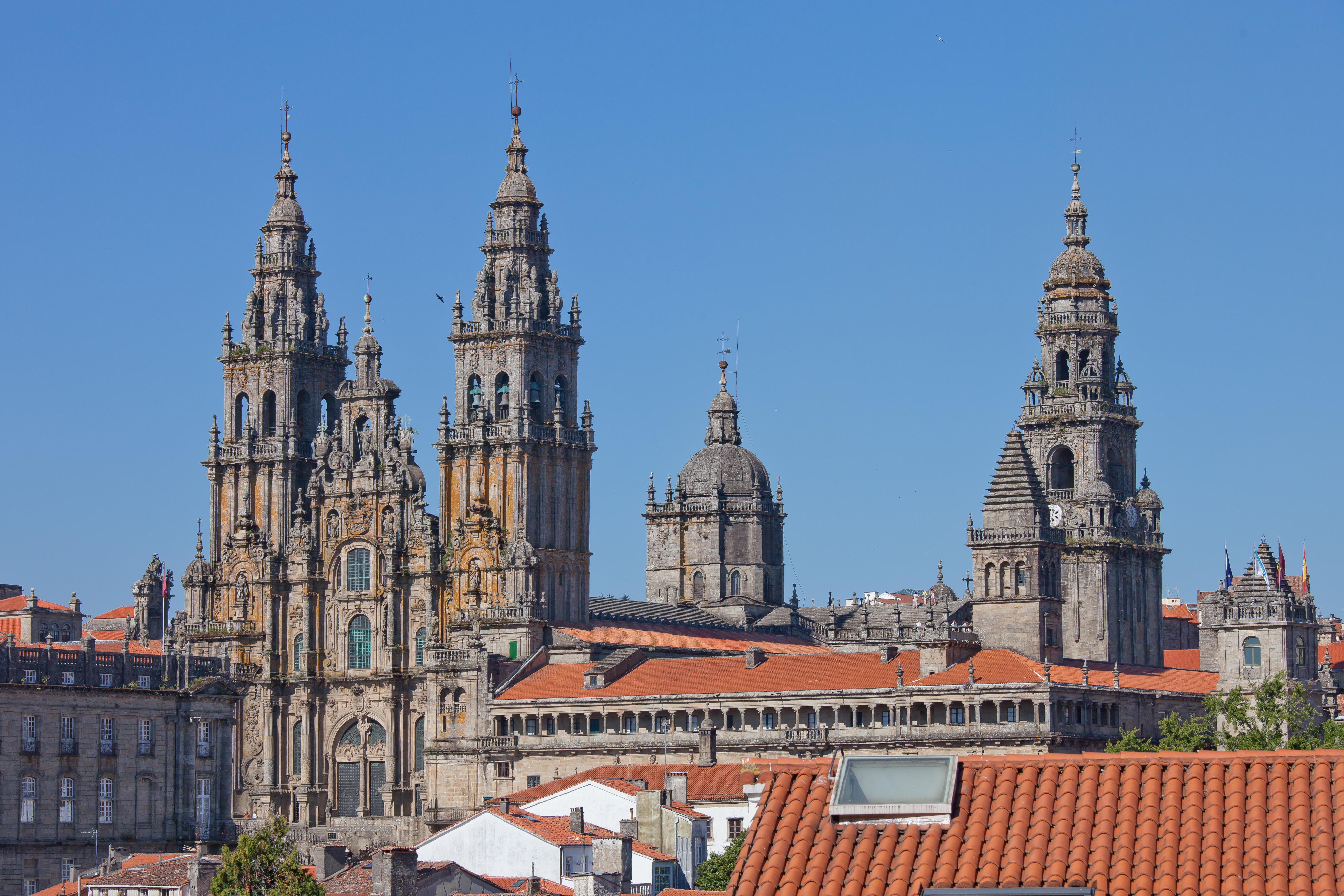
Vista geral da catedral desde sudoeste (lado da fachada barroca do Obradoiro)

Durante os séculos XVII e XVIII foram levadas a cabo transformações profundas na catedral, tendo sido introduzidos elementos barroco, tanto no interior como no exterior da basílica. As obras começaram a partir de 1643, quando Filipe IV outorga um renda anual para financiar as obras na cabeceira. Em 1649 chega a Santiago José Vega y Verdugo, que introduz verdadeiramente o barroco na catedral. Em 1657 o arquiteto madrileno Pedro de la Torre inicia a remodelação da capela maior.[carece de fontes?]
No século XVIII, o arcebispo Malvar decide modificar a cabeceira, ampliando-a em direção à Praça da Quintana, para o que encomendou a Miguel Ferro Caaveiro os planos da obra. Este entregou pelo menos dois esboços, seguindo «as ideias do excelentíssimo senhor arcebispo», tendo os plantas sido desenhadas pelo arquiteto Melchor de Prado y Mariño. O primeiro projeto previa a demolição da parede construída por Peña de Toro na Praça da Quintana para fechar a fachada oriental, a Porta Santa e as capelas do Salvador e de Nossa Senhora, a Branca, para erigir um corpo retangular na continuação da abside, junto ao coro, situado na nave maior, e abrir espaço para a sacristia e um panteão para os arcebispos. O segundo projeto, maior do que o primeiro, implicava a demolição das capelas de São Pedro, São João, São Bartolomeu e do Espírito Santo, que seriam trasladadas para a zona ampliada, assim como a construção de um novo pórtico em frente à fachada das Pratarias «com o fim de conservar os monumentos que há na antiga (que permanece ilesa) à semelhança da principal ou do Salvador». A morte do arcebispo em 1795 fez abortar este projeto de reforma.[carece de fontes?]

## Exterior da catedral
A Catedral de Santiago foi modificada em numerosas ocasiões desde a sua construção, com diversas obras e ampliações (torres, claustro, paredes, capelas, etc.) que foram alterando substancialmente a planta em cruz latina original. Atualmente é um edifício complexo, do qual dificilmente o visitante consegue ter uma perceção clara da sua arquitetura e distribuição dos diversos espaços e estruturas. Para ter uma visão global do edifício, é mais eficaz apreciar a grande maquete atualmente exposta na secção da Praça de Pratarias do Museu das Peregrinações e de Santiago.

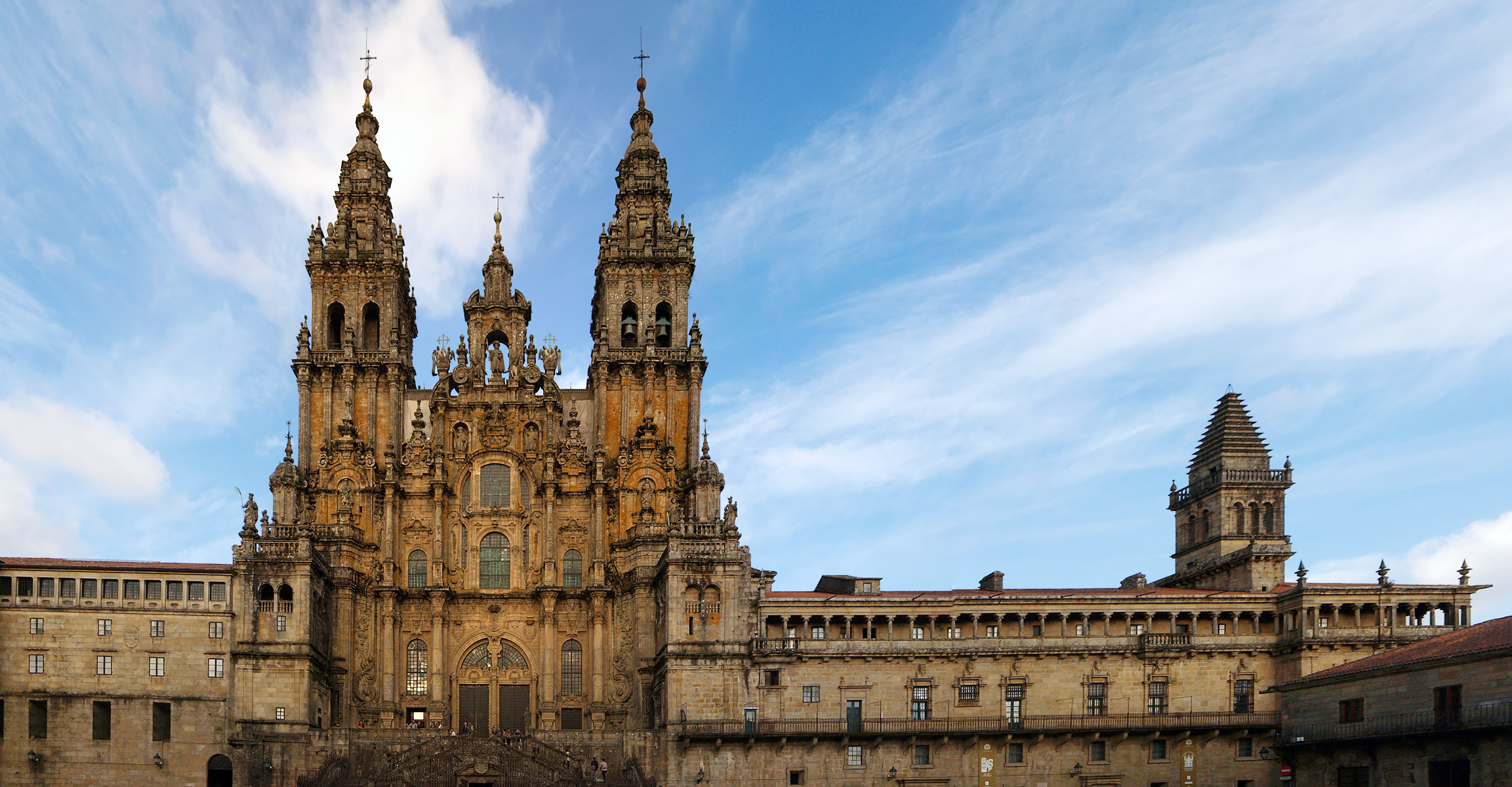
Fachada ocidental (na Praça do Obradoiro) atual

O “Guia do Peregrino” escrito por Aymeric Picaud entre 1135 e 1140, integrado no Códice Calixtino, constitui a primeira descrição detalhada do que era a cidade de Santiago e a sua catedral no século XII, às quais dedica todo o capítulo IX. Picaud descreve as dimensões da basílica: 53 "alturas de homem" (em latim: status hominis) de comprimento por 39 de largura e 14 de altura interior, ou seja, respetivamente, 90, 66 e 24 metros (López Ferreiro corrigiu estas medidas para 97, 65 e 22 metros), as suas 9 naves (6 pequenas e 3 grandes), 9 torres, 29 colunas, 63 janelas, 3 pórticos principais e 7 pequenos, etc. Descreve detalhadamente as três portas principais: a setentrional ou Francígena, a meridional (a que não chama de Pratarias, um nome surgido mais tarde) e a porta ocidental. Desta última há muito menos detalhes («são tantos os motivos que é que é impossível descrevê-los»), mas menciona a imagem e cenas da Transfiguração. O certo é que quando visitou a catedral, ainda não estavam terminados os últimos tramos da nave nem podia ainda existir tal porta, pelo que se supõe que o que descrevia era o projeto que nunca chegou a ser realizado e que Mateus redesenhou anos depois.
| “ | A ambiguidade com que o Códice Calixtino descreve uma suposta fachada ocidental da catedral anterior à obra de Mateus, assim como a ausência de vestígios arqueológicos ou arquitetónicos dela, levam a concluir que, ainda que seja possível que existisse um projeto, e mesmo uma oficina onde se trabalhasse em peças destinadas a essa porta, a catedral não foi terminada até à construção da fachada exterior do Pórtico da Glória. | ” |
|   | — Yzquierdo Peiró, 2011. |   |

Na atualidade, cada uma das fachadas forma com as respetivas praças conjuntos urbanísticos magníficos. A fachada barroca do Obradoiro foi realizada por Fernando de Casas Novoa em 1738 e protege o Pórtico da Glória, uma obra-prima da escultura românica, concluída pelo Mestre Mateus em 1188. A porta de Acibechería é também barroca; foi iniciada por Lucas Ferro Caaveiro e Clemente Fernández Sarela e terminada por Lois Monteagudo. A única fachada medieval que ainda subsiste, ainda que também com modificações, é a das Pratarias, construída pelo Mestre Estevo em 1103.[carece de fontes?]

### A fachada ocidental do Mestre Mateus

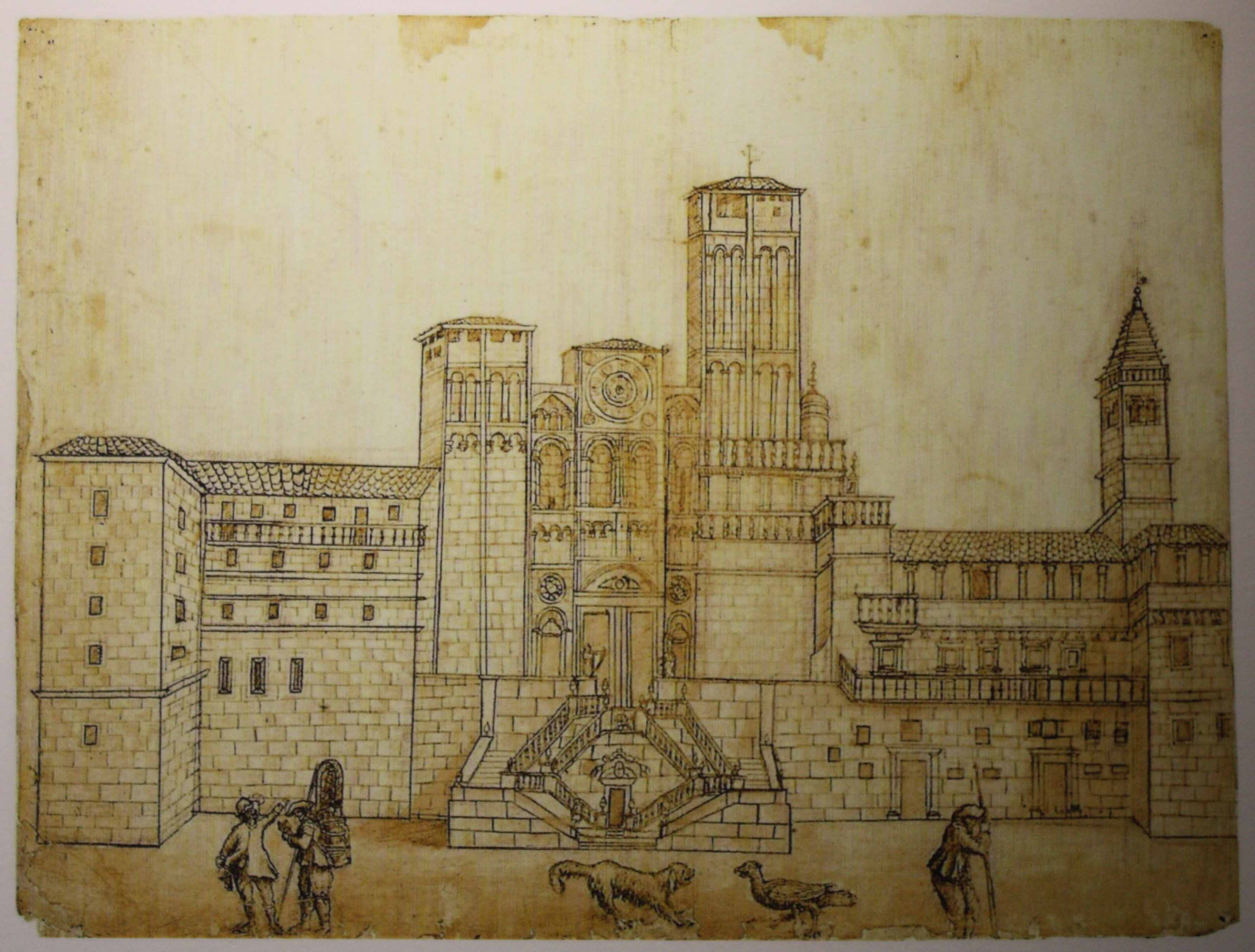
Fachada ocidental, românica, num desenho de José Vega y Verdugo de 1657

Quando se diz que o Mestre Mateus completou os últimos tramos da nave principal da catedral, está falar-se da cripta ou catedral velha, do Pórtico da Glória e da fachada ocidental que se abria para o que é hoje a Praça do Obradoiro. Esta fachada conservou-se intacta até que no início do século XVI se fizeram as primeiras modificações, que consistiram no fecho dos arcos de acesso à igreja (então aberta dia e noite para os peregrinos) com grandes portas, o que implicou a retirada das primeiras estátuas e outros elementos da fachada exterior. Foram também feitas outras modificações, como a instalação de novas escadarias de acesso ao templo, mas seria a construção da fachada barroca de Casas Novoa em 1738 que modificaria substancialmente a fachada originalmente românica de Mateus, da qual apenas se mantiveram os dois corpos inferiores das torres laterais.[carece de fontes?]
A representação gráfica mais antiga disponível da fachada ocidental românica é um desenho realizado por volta de 1657 por José Vega y Verdugo, o cónego encarregado da administração dos fundos de conservação da catedral. Esse desenho serviu para ilustrar ao cabido compostelano as reformas que se propunha levar a cabo, mas não apresenta o estado real da fachada nessa data, pois inclui as reformas propostas. Estas incluíam igualar a altura das torres e eliminar os telhados que as cobriam, além de modificar o cimo do corpo central adicionando uma série de capitéis barrocos. Não há registo de que essas reformas tivessem sido concretizadas.[carece de fontes?]
Segundo a reconstituição hipotética de como seria a catedral no século XIII, na fachada exterior abria-se um grande arco central, tão largo como a nave central e com pelo menos oito metros de altura, e dois arcos laterais, em correspondência com os arcos do Pórtico da Glória e com as naves do interior. Cada um destes arcos laterais era rematado em cima por uma rosácea. Sobre este primeiro corpo formado pelos arcos de acesso havia um segundo corpo com quatro grandes janelas com arcos quebrados, das quais Casas Novoa manteve as duas laterais e eliminou as centrais. Os corpos eram separados por um beiral com arcos de meio ponto onde estavam esculpidos bustos de anjos (cinco destes bustos são conservados no Museu da Catedral). Havia ainda um terceiro corpo, centrado, que era encimado por uma enorme rosácea — que no século XVI era chamada "espelho grande" — rodeada por quatro pequenos óculos, na face ocidental da tribuna, enquanto que nas outras faces havia outras de menor dimensão. Em ambos os lados da fachada erguiam-se duas altas torres de base quadrada, rematadas com telhados de quatro águas. No desenho acima mencionado de Vega y Verdugo pode observar-se que a torre da esquerda — hoje denominada da Carraca — tinha menos um corpo do que a da direita — hoje chamada das Campás (dos sinos).[carece de fontes?]

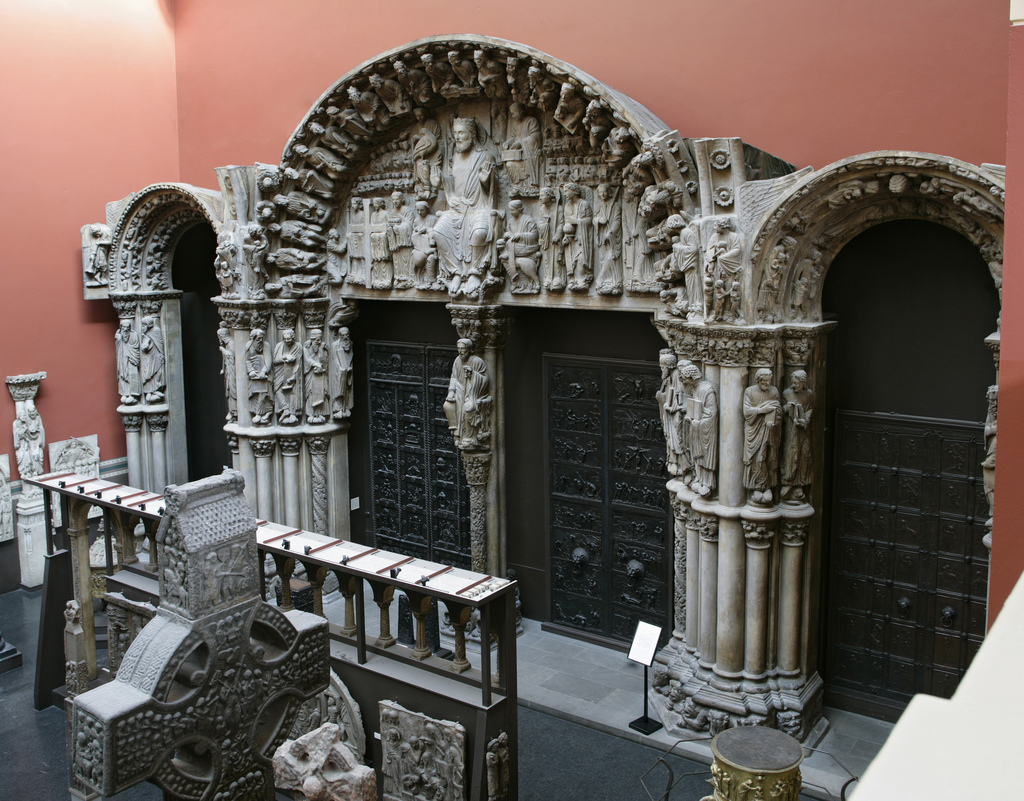
Maquete do Pórtico da Glória no Museu Vitória e Alberto de Londres

Em 1519 o cabido encarregou o Mestre Martín de Blas de fechar os arcos de acesso. Dado o tamanho do arco central, este foi dividido em dois por um pilar para serem colocadas duas portas, o que implicou a eliminação da arquivolta do arco e de algumas das imagens que estavam na face externa das colunas laterais. A construção das escadarias de acesso no século XVII levou à destruição do portal românico da cripta e a construção da fachada barroca de Casas Novoa no século XVIII levou à retirada do resto das imagens que Mateus colocara na fachada exterior e de algumas da contraporta, onde atualmente só se conservam seis estátuas, não se sabendo quantas podem ter existido.[carece de fontes?]
Apesar da maior parte dos elementos arquitetónicos da fachada românica terem desaparecido ou terem sido reutilizados sem que fosse possível a sua identificação, algumas das estátuas retiradas foram identificadas. Assim, por exemplo, as estátuas dos reis David e Salomão estão atualmente no terraço de acesso à catedral, sobre as escadas do Obradoiro,[carece de fontes?] e as estátuas de Abraão e Jacó encontram-se no Museu de Pontevedra. Outras estátuas com a mesma origem são atualmente propriedade particular — duas estão na posse dos herdeiros de Franco, possivelmente Abraão e Isaac; outra que representaria um rei sentado e decapitado, que alguns identificam com Afonso II; e uma cabeça masculina que provavelmente pertenceu a outras das colunas-estátua da fachada.
Algumas peças da rosácea principal da tribuna foram recuperadas nas escavações levadas a cabo na escadaria da catedral em 1961 e estão hoje expostas no Museu da Catedral na reconstrução parcial da autoria de Chamoso Lamas. Segundo Yzquierdo Peiró, essas peças eram todas do núcleo central, tendo-se perdido todo o anel que o rodeava, decorado com elementos geométricos. As outras rosáceas, mais pequenas, das faces norte, sul e leste, conservam-se in situ na tribuna da catedral. No museu são ainda conservadas algumas aduelas da arquivolta do arco central e outras do arco da direita. Estas últimas eram paralelas às que ainda estão no arco direito do Pórtico da Glória, com cenas semelhantes do castigo aos pecadores.[carece de fontes?]
A estrutura das torres até ao segundo corpo foi respeitada nas reformas posteriores, que apenas retocaram parte das fachadas e erigiram os corpos superiores.[carece de fontes?]

#### Pórtico da Glória

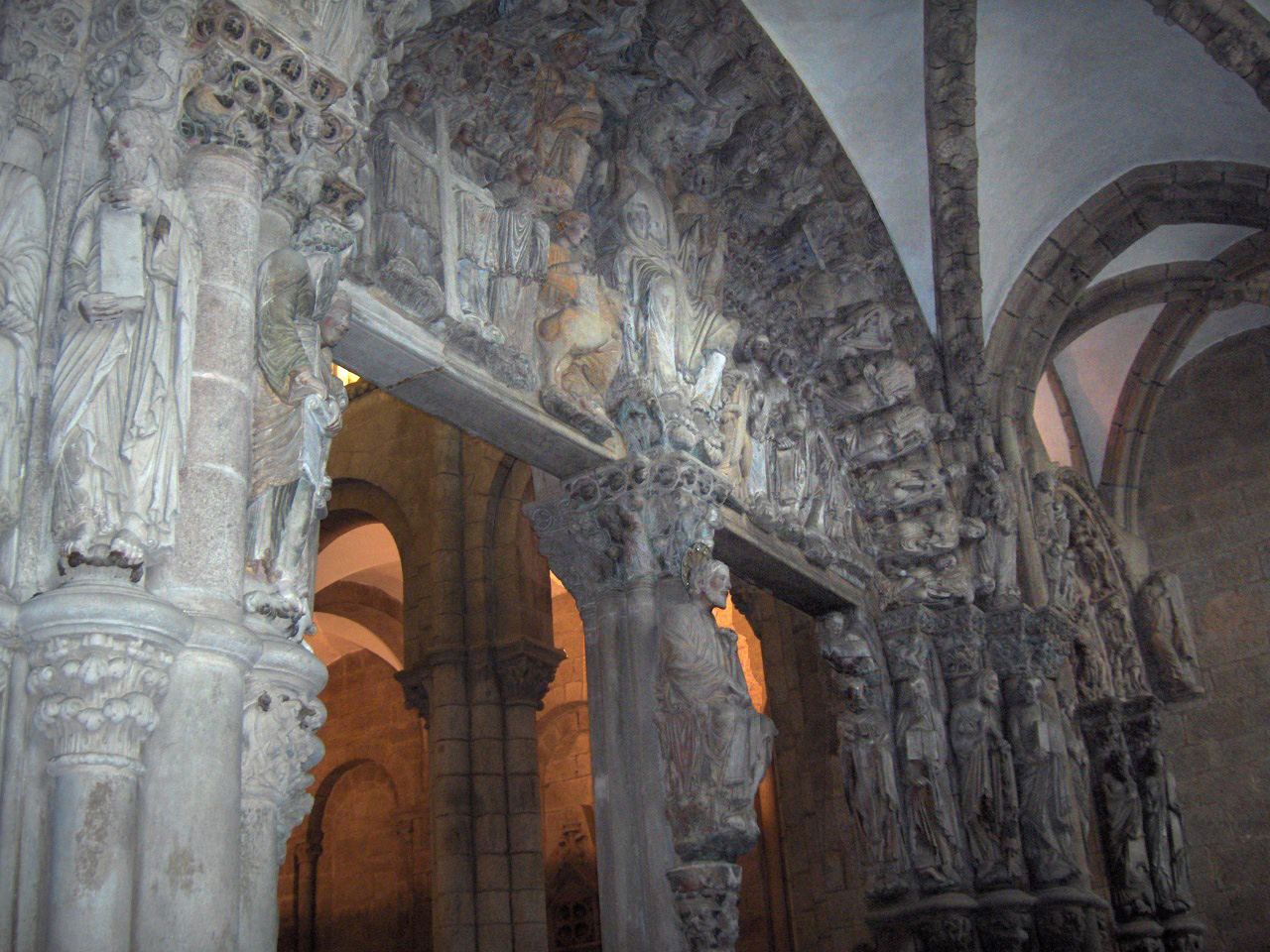
Pórtico da Glória

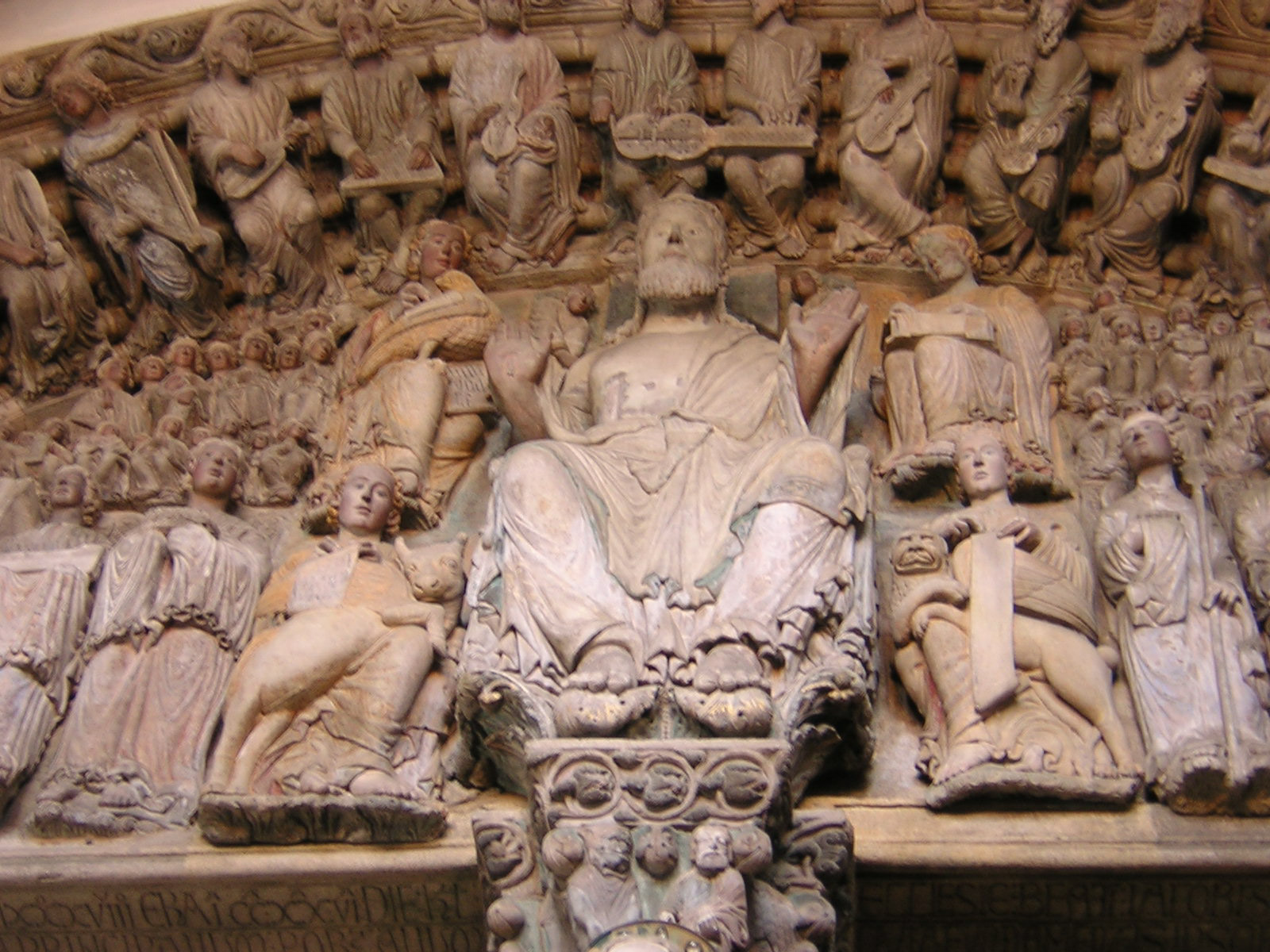
Pantocrator no tímpano do Pórtico da Glória

O Pórtico da Glória é um pórtico românico realizado pelo Mestre Mateus e pela sua oficina por encomenda do rei Fernando II de Leão e da Galiza (r. 1157–1188), que para o efeito atribuiu cem maravedis anuais, entre 1168 e 1188. Este último ano está inscrito em pedra na catedral como sendo o da sua finalização. A 1 de abril de 1188 foram colocados os lintéis do pórtico e a conclusão do conjunto prolongou-se até 1211, ano em que o templo foi consagrado com a presença do rei Afonso IX.
O pórtico é constituído por três arcos de meio ponto que correspondem às três naves da igreja e são suportados por grossos pilares com colunas adossadas. O arco central é maior do que os restantes e o único que tem tímpano; é dividido por uma coluna central, o mainel, com a figura de Santiago. Verticalmente, a parte inferior é formada pelas bases das colunas decoradas com animais fantásticos, a parte média é constituída por colunas que sustentam as estátuas adossadas dos apóstolos e a parte superior pelos arcos que coroam as três portas. O conjunto escultórico é uma representação iconográfica de diferentes símbolos do Apocalipse de São João e de outros textos do Antigo Testamento.
A estrutura arquitetónica do pórtico tem três níveis verticais: em baixo, a cripta simboliza o mundo térreo; o pórtico propriamente dito, que constituía a porta de entrada ocidental da catedral, que durante a Idade Média estava sempre aberta, representa a Jerusalém Celeste; acima do pórtico situava-se a tribuna, na qual rosáceas faziam com que o interior da catedral estivesse iluminada durante todo o dia.[carece de fontes?]

##### Tímpano
A disposição arquitetónica do tímpano foi baseada na descrição de Cristo feita por São João Evangelista no Apocalipse (cap. 1, 1-18). No centro é representado o Pantocrator, com a imagem de Cristo em Majestade mostrando nas mãos e nos pés as chagas da Crucificação. Rodeando Cristo há um tetramorfos com as figuras dos quatro evangelistas com os seus atributos: à esquerda São João com a águia, abaixo São Lucas com o boi, à direita em cima, São Mateus sobre o cofre do cobrador de impostos e abaixo São Marcos com o leão.
Em ambos os lados dos evangelistas, atrás de São marcos e de São Lucas, aparecem quatro anjos de cada lado com objetos da Paixão de Cristo. Uns seguram, sem as tocarem diretamente, a cruz e a coroa de espinhos (à esquerda) e a lança e a os quatro cravos (à direita); outros seguram a coluna na qual Cristo foi açoitado e bacia em que Pôncio Pilatos lavou as mãos. Sobre as cabeças desses anjos há dois grupos de numerosas almas dos justos, quarenta no total. Na arquivolta do tímpano central representam-se, sentados, os 24 anciãos do Apocalipse, cada um deles segurando um instrumento musical ou uma taça, como se preparassem um concerto em honra de Deus.

##### Mainel

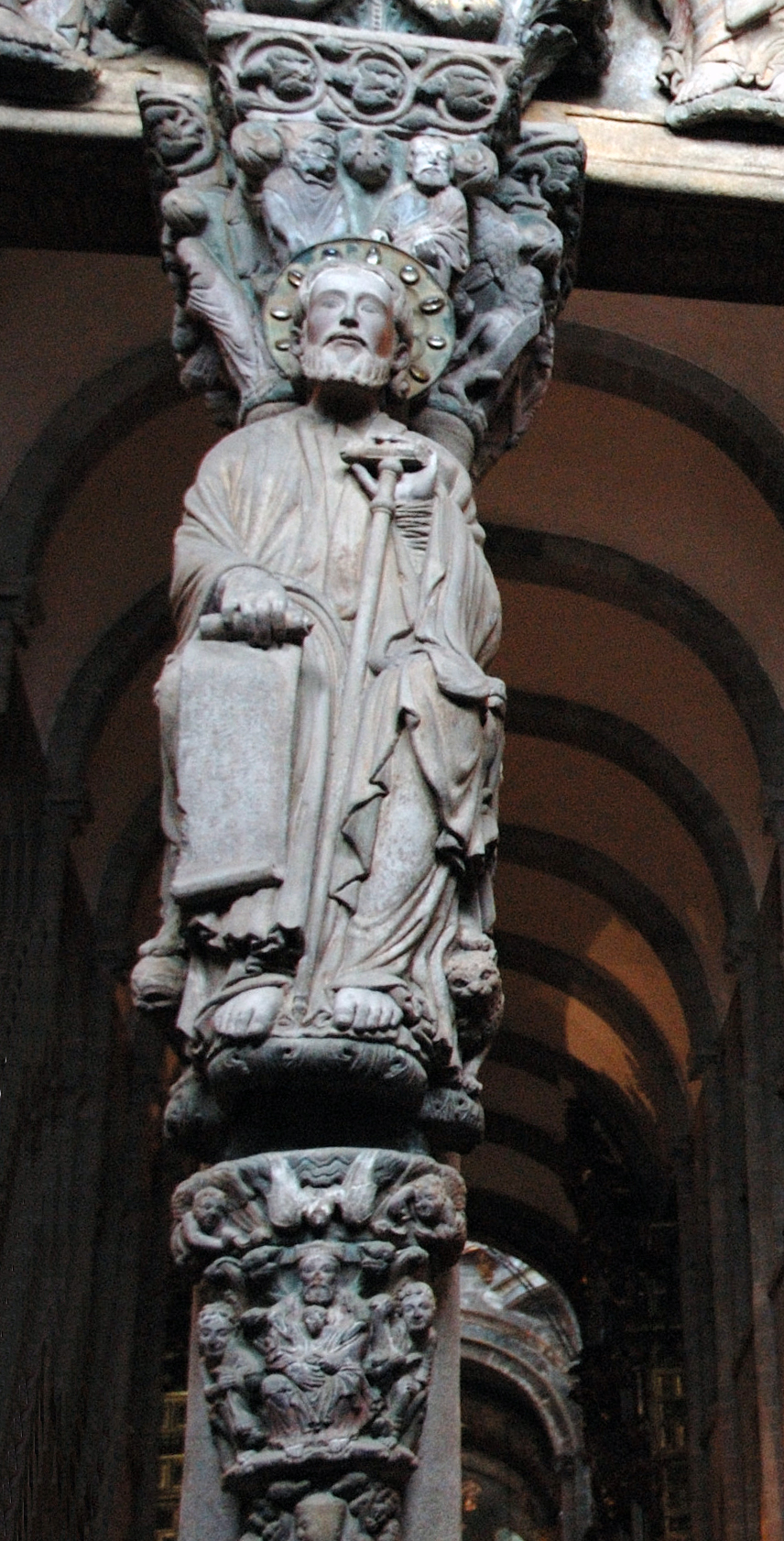
Mainel com Santiago Apóstolo com um bastão de peregrino

No mainel encontra-se a figura sentada de Santiago Apóstolo com um bastão de peregrino, como padroeiro da basílica. Santiago segura um pergaminho onde está escrito "Misit em Dominus" ("enviou-me o Senhor"). A coluna termina sobre a sua cabeça com um capitel onde se representam as tentações de Cristo em três das suas faces; na que está virada para o interior da igreja rezam dois anjos ajoelhados. Ao pé do santo há outro capitel com as figuras da Santíssima Trindade. Por baixo do apóstolo é representada a Árvore de Jessé, nome dado à árvore genealógica de Jesus Cristo desde Jessé, o pai do rei David. Esta é a representação mais antiga deste tema na iconografia religiosa da Península Ibérica. O mainel repousa sobre uma base onde há uma figura com barba até ao peito (quiçá representando Noé) e dois leões. Ao pé desta coluna central, na parte superior interior virada para o altar maior da catedral, encontra-se uma  figura ajoelhada que segundo a tradição representa o próprio Mestre Mateus, segurando uma cartela no qual está escrito "Architectus". Esta imagem é conhecida popularmente como "santo dos croques" em galego ou "santo dos coscorrones" em castelhano, um nome ligado à tradição dos estudantes baterem com a cabeça contra a figura em vésperas de exame, tradição essa que foi posteriormente adotada pelos visitantes da catedral. Diz-se que que Mateus foi castigado pela sua soberba a ficar eternamente de costas para a sua obra, impedido de contemplar a sua obra. Este hábito provocou danos à escultura, pelo que o acesso a ela tem vindo a ser limitado.[carece de fontes?]

##### Jambas

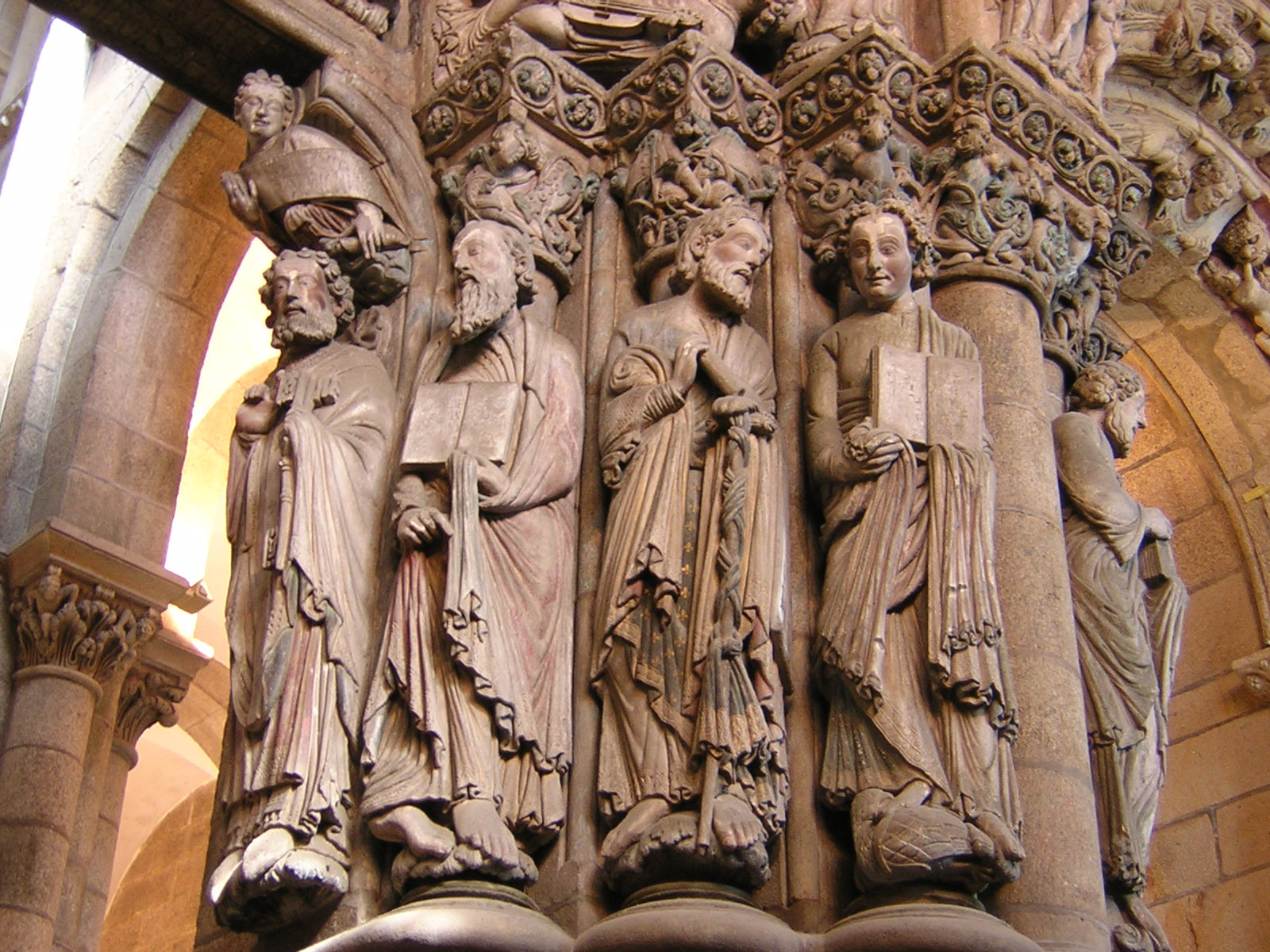
Apóstolos numa das jambas do Pórtico da Glória

Nas jambas em coluna da porta central e nas duas portas laterais estão representados apóstolos, profetas  outras figuras, com os seus atributos iconográficos. Todas são coroadas com o respetivo capitel onde há representações de animais e cabeças humanas com motivos de folhas. Todas as figuras eram policromadas e tinham o seu nome escrito nos livros ou pergaminhos que seguram nas mãos.[carece de fontes?]
Os quatro pilares assentam em possantes bases onde estão representados grupos de diversos animais e cabeças humanas. Para alguns autores, estas imagens são figuras de demónios e simbolizam que o peso da glória (neste caso o  pórtico) esmaga o pecado. Outros dão uma interpretação apocalítica, com guerras, fome e morte (representadas pelas bestas), situações que só se conseguem evitar com a inteligência humana (as cabeças dos anciãos).[carece de fontes?]

##### Portas laterais
O arco da porta direita representa o Juízo Final. A arquivolta dupla é dividida em duas partes iguais por duas cabeças. Alguns autores identificam estas cabeças com as figuras do arcanjo Miguel e Cristo, enquanto que para outros são Cristo-Juiz e um anjo e há ainda fontes que indicam que representam Deus Pai e Deus Filho. À direita dessas cabeças aparece representado o Inferno, com figuras de monstros (demónios) que arrastam e torturam as almas dos condenados. À esquerda é representado o Céu dos escolhidos, com figuras de anjos com bebés que representam as almas salvas.
No arco da porta esquerda há representações de cenas do Antigo Testamento, com os justos que esperam a chegada do Salvador. No centro da primeira arquivolta está Deus Criador, que benze o peregrino e segura o livro da Verdade Eterna. À sua direita está Adão, despido, Abraão, com o dedo indicador levantado, e Jacó. Com eles estão mais duas figuras, que podem ser Noé (novo pai da humanidade para salvá-la do Dilúvio e Esaú ou Isaac e Judá. Á esquerda de Deus vê-se Eva, Moisés, Aarão, David e Salomão. Na segunda arquivolta, a superior, dez pequenas figuras representam as tribos de Israel.

### Fachada ocidental atual (do Obradoiro)
A fachada ocidental da catedral, chamada do Obradoiro, dá acesso à nave principal. Está virada para a Praça do Obradoiro, a mais emblemática da cidade. O seu nome é uma alusão ao estaleiro ou oficina (obradoiro) de canteiros que funcionava na praça durante a construção da catedral.

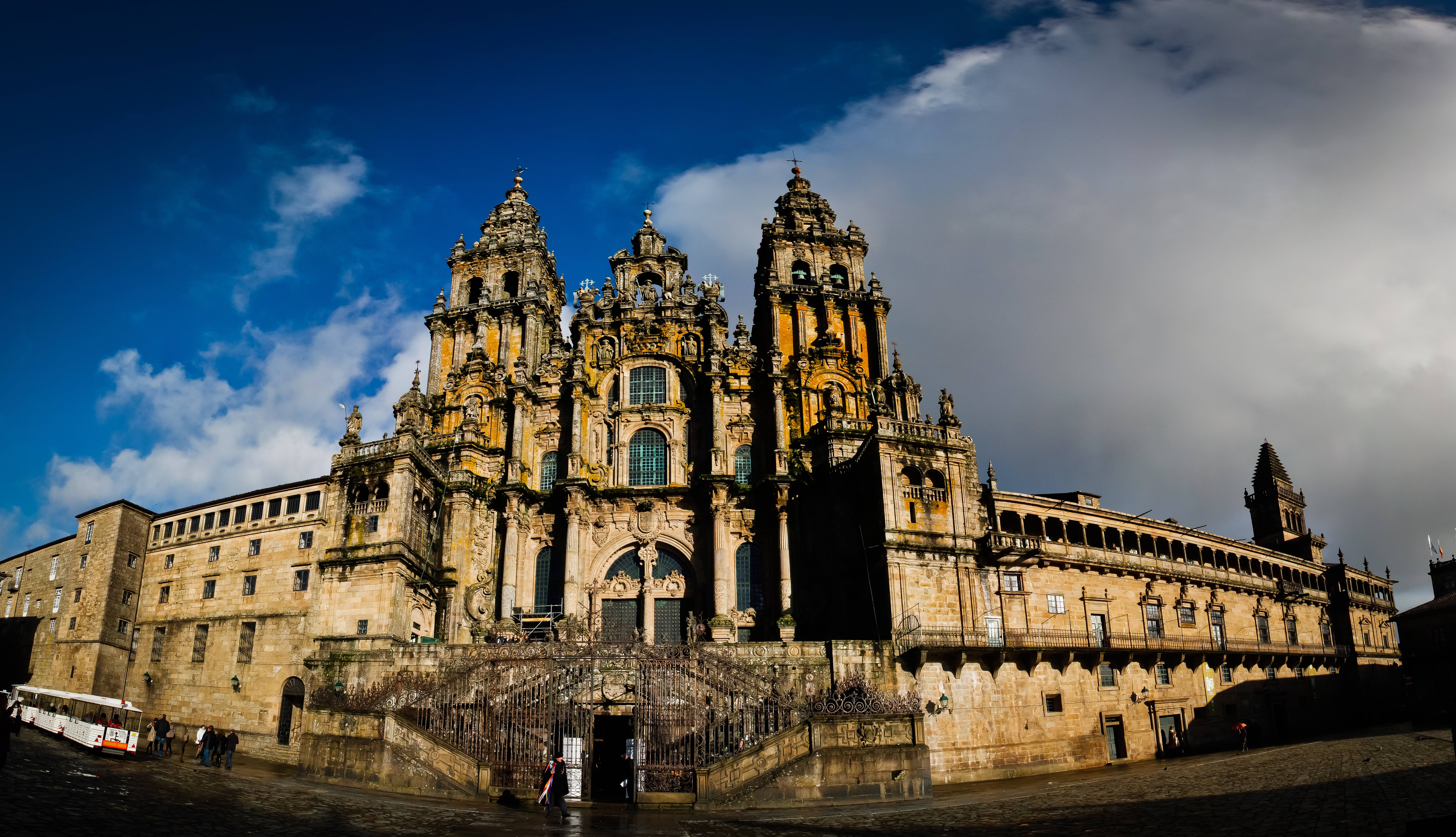
Fachada do Obradoiro

Para proteger o Pórtico da Glória da deterioração que sofria devido às inclemências meteorológicas, esta fachada e as suas torres sofreram várias reformas desde o século XVI, como já referido. Em 1738 o cabido decidiu construir a atual fachada barroca devido à «ruína de que padece o espelho [rosácea] e à falta que faz a torre pela igualdade com a outra», para o que contratou Fernando de Casas Novoa, discípulo de Domingo de Andrade. A fachada desenhada por aquele arquiteto dispõe de grandes janelas envidraçadas que permitem iluminar o interior e situa-se entre as torres das Campás (à direita [sul]) e da Carraca (à esquerda [norte]). Para a sua construção começou por derrubar-se o que então restava da fachada medieval. A meio do corpo central está a figura de Santiago Apóstolo e num nível mais abaixo os seus dois discípulos Atanásio e Teodoro, todos vestidos de peregrinos. A meio encontram-se uma urna, representando o sepulcro encontrado no século IX e a estrela que representa as luzes avistadas pelo eremita Pelágio, entre anjos e nuvens. Na torre da direita (sul) está Maria Salomé, mãe de Santiago, e na torre da esquerda o seu pai Zebedeu. Sobre a balaustrada da parte esquerda pode ver-se Santa Susana e São João e na da direita Santa Bárbara e Santiago Menor.
A porta da catedral está num nível bastante mais elevado do que o da Praça do Obradoiro, pelo que para subir até à entrada há uma escadaria, construída em 1606 por Ginés Martínez em estilo renascentista, inspirada na que Giacomo Vignola desenhou para o Palácio Farnese em Roma, em forma de losango, com dois lanços que rodeiam a entrada para a antiga cripta românica do Mestre Mateus, denominada popularmente "Catedral Velha". Entre o plano da fachada do Obradoiro e o antigo portal românico (o Pórtico da Glória) há um nártex coberto.[carece de fontes?]
A fachada tornou-se um símbolo da catedral e da cidade de Santiago de Compostela, o que é atestado, por exemplo, pelo facto de aparecer no reverso das moedas de um, dois e cinco cêntimos de euro de Espanha.[carece de fontes?]

### Fachada meridional (das Pratarias)

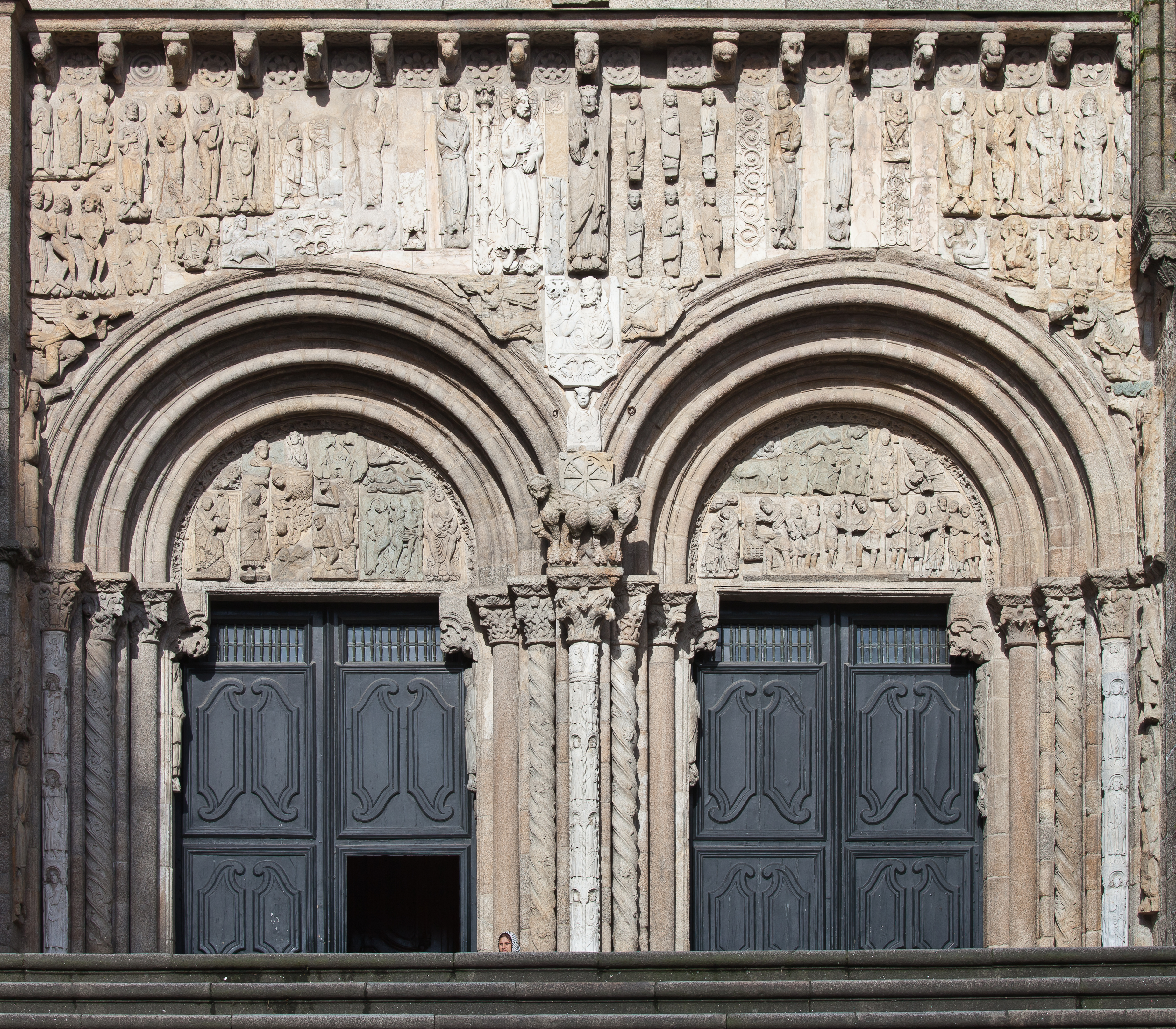
Portões da fachada das Pratarias

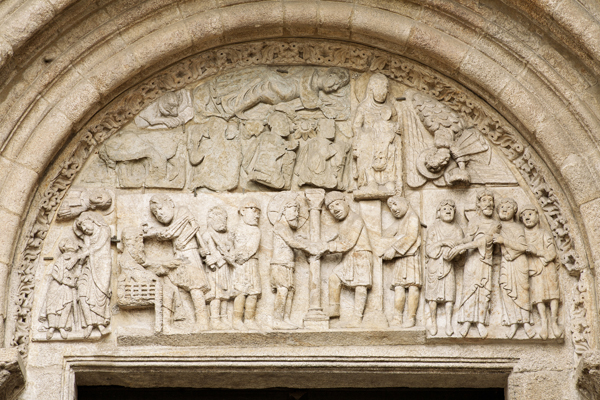
Detalhe da fachada das Pratarias

A fachada das Pratarias (em galego: das Praterías) é a fachada do lado sul do cruzeiro da catedral e é a única fachada românica que ainda se conserva. Foi edificada entre 1103 e 1117 e durante os séculos posteriores foram-lhe sendo adicionados outros elementos provenientes de outras partes da catedral, como o Pórtico do Paraíso ou o Coro Pétreo. Outras modificações substanciais foram a construção da Torre do Relógio no século XIV e da Fachada do Tesouro. A Praça das Pratarias é delimitada pela catedral e pelo seu claustro em dois dos seus lados. Em frente à Fachada das Pratarias encontra-se a Casa do Cabido. O nome das Pratarias deve-se ao facto da praça ser o local da cidade onde se concentravam as oficinas e lojas de ourives de prata.[carece de fontes?]
Consta de duas porta de entrada com arquivoltas e tímpanos intensamente decorados. As arquivoltas assentam sobre onze colunas adossadas; a central e a dos extremos são de mármore branco e as restantes são de granito. Na do centro aparecem as figuras de doze profetas e nas laterais estão representados os apóstolos. Sobre os tímpanos há um grande friso que está separado do corpo superior por uma franja sustentada por cachorros grotescos; neste nível encontram-se duas janelas decoradas com arquivoltas românicas.
No friso central encontra-se Cristo, com várias outras personagens e diversas cenas; à sua direita há seis pequenas figuras de meninos cantores que pertenceram ao Coro Pétreo do Mestre Mateus e que foram colocados neste pórtico em finais do século XIX. A disposição original dos elementos iconográficos foi desvirtuada desde que no século XVIII foram introduzidas numerosas imagens da antiga fachada da Acibechería então desmantelada. Num medalhão central aparece o Pai Eterno (ou Transfiguração de Jesus) com as mãos abertas e sobre os arcos do extradorso figuram quatro anjos com trombetas que anunciam o Juízo Final.
No tímpano da porta esquerda aparece Cristo tentado por um grupo de demónios. À direita aparece uma mulher meio despida com uma caveira nas mãos, que pode ser Eva ou a mulher adúltera, sentada sobre dois leões. Nas jambas estão representados Santo André e Moisés. No contraforte esquerdo o rei bíblico David sentado no seu trono com as pernas cruzadas, translúcidas através do fino tecido da sua roupa, e tocando uma viola, personifica o triunfo sobre o mal e é uma obra destacada do românico, esculpida pelo Mestre Estevo, conhecido como o Mestre de Praterías.. No mesmo contraforte há também uma imagem da criação de Adão e de um Cristo bendizendo. Muitas destas figuras procedem da fachada românica norte, ou do Paraíso, substituída pela atual fachada da Acibechería e foram colocadas no século XVIII.
No tímpano da porta direita há várias cenas da Paixão de Cristo e da Adoração dos Reis Magos. Numa das jambas pode ver-se a inscrição que comemora a colocação da primeira pedra: ERA / IC / XVI / V IDUS / JULLII. A inscrição segue o calendário romano e segundo a contagem da chamada era hispânica corresponde a 11 de julho de 1078. Uma imagem, não identificada, com uma raposa que devora uma lebre e outra, frente a esta, com uma mulher mal vestida com um animal no colo, procedem de outro lugar. Na parede da Torre Berenguela, há outras imagens que representam a criação de Eva, Cristo num trono e o sacrifício de Isaac.

### Fachada setentrional (da Acibechería)

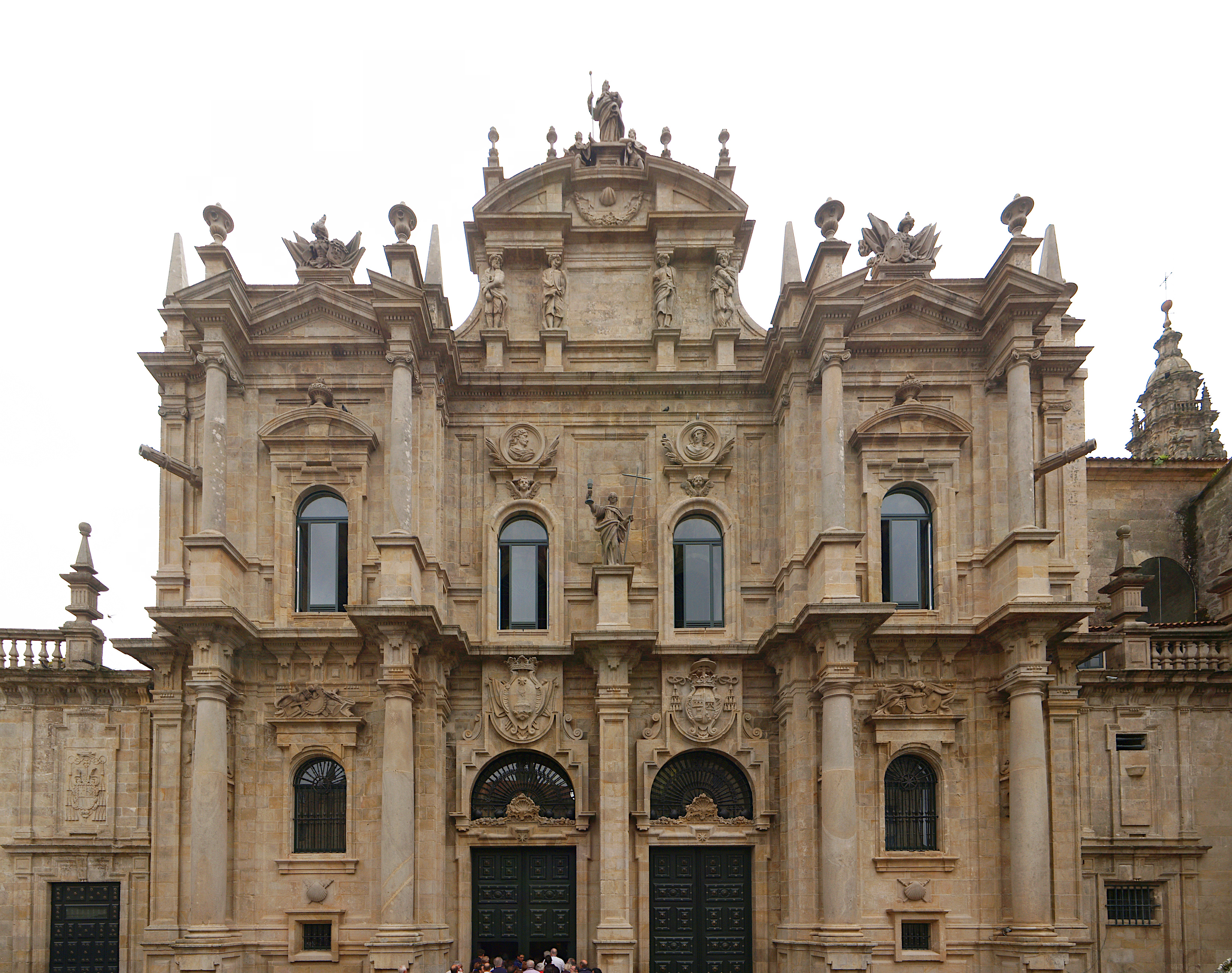
Fachada da Acibechería

A Fachada da Acibechería é a fachada do lado norte do cruzeiro e abre-se para a Praça da Imaculada. Em frente dela situa-se o Mosteiro de São Martinho Pinário onde desde o século XIX funciona o seminário maior. É nela que desemboca o últmo trecho dos caminhos francês, primitivo, do norte e inglês, cujos peregrinos entravam na catedral pela antiga Porta Francígena ou do Paraíso, existente antes da construção da atual fachada. O portal românico foi construído em 1122 por Bernardo, tesoureiro da catedral, e foi demolida depois de ter sofrido em incêndio em 1757. Algumas peças de escultura que se salvaram foram colocadas na fachada das Pratarias, enquanto que as restantes que não desapareceram integram atualmente parte da coleção do Museu da Catedral.[carece de fontes?]
A nova fachada foi projetada em estilo barroco por Lucas Ferro Caaveiro, que iniciou as obras e realizou o primeiro e segundo corpos. Quando apresentou o projeto de finalização em 1762, o cabido não o aceitou e encomendou um novo projeto a Ventura Rodrígez, que o apresenta em 1765. A obra foi terminada em 1769 por Domingo Lois Monteagudo e Clemente Fernández Sarela em estilo neoclássico, mas ainda conservou alguns traços barrocos.
Na parte superior encontra-se uma estátua de Santiago do século XVIII, com dois reis a seus pés em posição de oração: Afonso III das Astúrias (r. 866–910) e o seu filho Ordonho II (r. 910–924). No centro encontra-se a estátua da Fé. A fachada foi restaurada em 2011, readquirindo então o seu aspeto original.

### Fachada oriental (da Quintana)
Esta fachada constitui a face exterior da cabeceira da catedral e fecha o lado ocidental a Praça da Quintana. No século XVII José Vega y Verdugo desenhou unha estrutura para fechar a cabeceira da catedral, a qual era então formada por diversas capelas e portas dispostas irregularmente. Foi assim criada a fachada da catedral que dá para a Praça da Quintana, uma parede uniforme de pedra que oculta a cabeceira original, disposta em três panos e contendo três portas principais — de sul para norte: Porta Real, Porta Santa e Porta dos Abades. Há ainda uma porta acessória, ao lado da Porta Santa.[carece de fontes?]

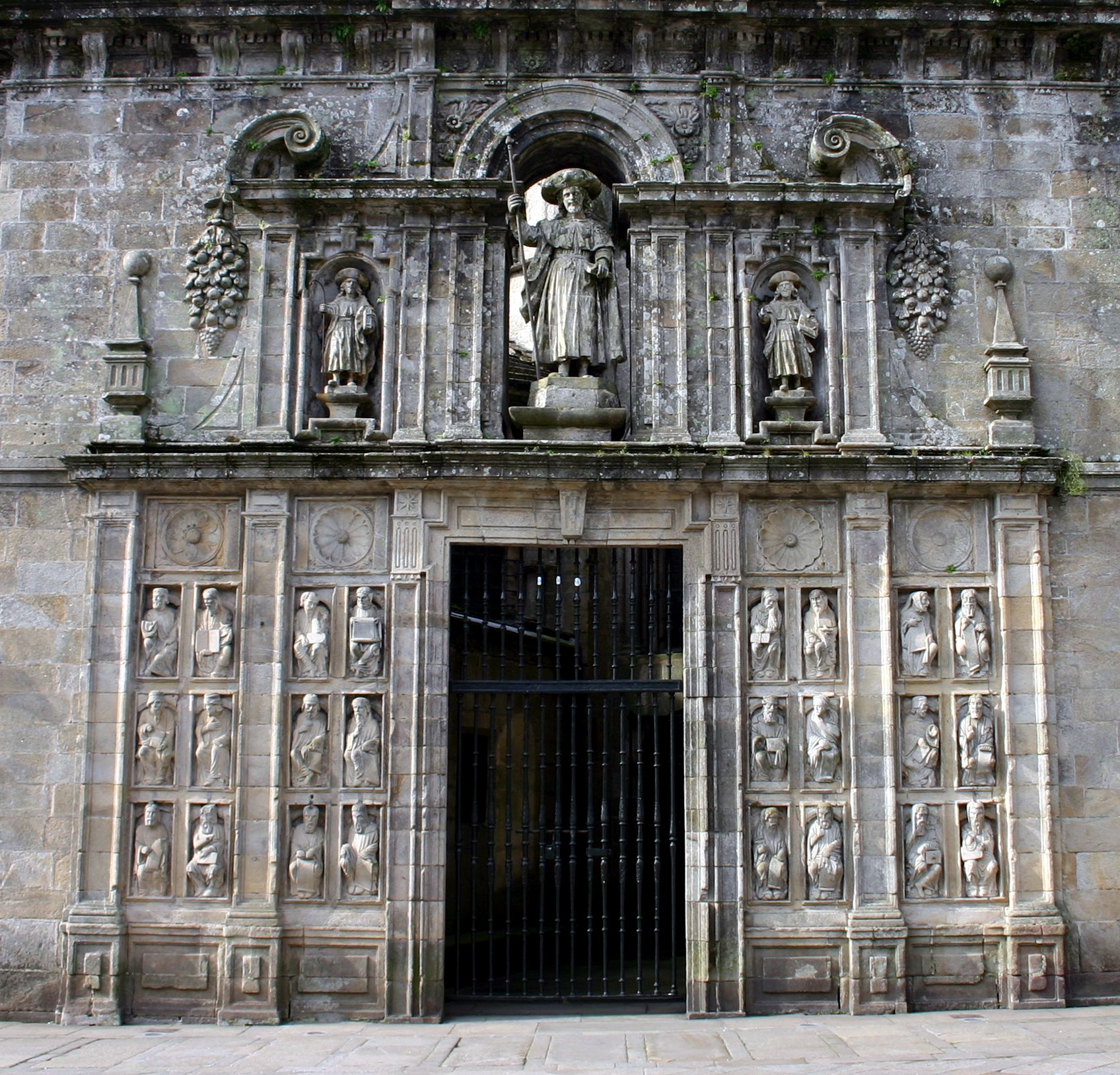
Porta Santa ou Porta do Perdão, na fachada oriental

A Porta Real é de estilo barroco e a sua construção foi iniciada sob a direção de José Peña del Toro em 1666 e finalizada por Domingo de Andrade en 1700, que ergueu quatro grandes colunas flanqueando a porta, que abarcam dois andares de janelas, uma balaustrada com grandes pináculos e uma edícula com uma escultura equestre de Santiago (atualmente desaparecida), profusamente ornamentada com cachos de fruta e troféus militares em grande escala. A porta é coroada com o escudo real debaixo de um frontão curvo. Era por esta porta que os reis de Espanha entravam na catedral, daí o seu nome.
A chamada Porta Santa ou Porta do Perdão é a mais próxima das escadarias. Geralmente está fechada com uma grade e só é aberta nos anos jubilares e no dia 31 de dezembro do ano anterior. Foi uma das primitivas sete portas menores e foi dedicada a São Paio, cujo convento se encontra em frente, pelo que também foi conhecida como Porta de São Paio. Na realidade, a verdadeira Porta Santa não é a que se vê na Praça da Quintana, mas a que se encontra no interior, aberta na parede românica do deambulatório. O portal que se abre para a Quintana apresenta em ambos os seus lados 24 figuras de profetas e apóstolos, entre os quais o próprio Santiago, que provêm do antigo Coro Pétreo do Mestre Mateus. Sobre ela, num segundo corpo adicionado em 1694, em nichos, encontra-se a imagem de Santiago com os seus discípulos Atanásio e Teodoro ao seu lado. Este programa iconográfico explica a denominação popular de Porta dos 27 Sábios.[carece de fontes?]
A porta da Quintana dá acesso a um corredor estreito onde estão sepultados alguns membros da família Abraldes e que conduz à verdadeira Porta Santa, pela qual se entra no deambulatório da abside da catedral. Desde 2004, é uma porta de bronze, obra do escultor santiaguês Suso León, que substituiu a anterior, colocada em 1993, da autoria de Paco Leiro. Esta última está atualmente exposta no Museu da Catedral. Na face externa há imagens de Jesus, Santiago e peregrinos; na face interna, há seis cenas da vida do apóstolo: como pescador no lago de Tiberíades, escoltando Jesus, evangelizando na Galiza, a decapitação, a trasladação do seu corpo e a descoberta do sepulcro.[carece de fontes?]
A Porta dos Abades, mais a norte, abre-se para a Quintana dos Vivos ou dos Palácios (nome dado à parte superior da Praça da Quintana). É da autoria de Peña del Toro.[carece de fontes?]

### Torre das Campás

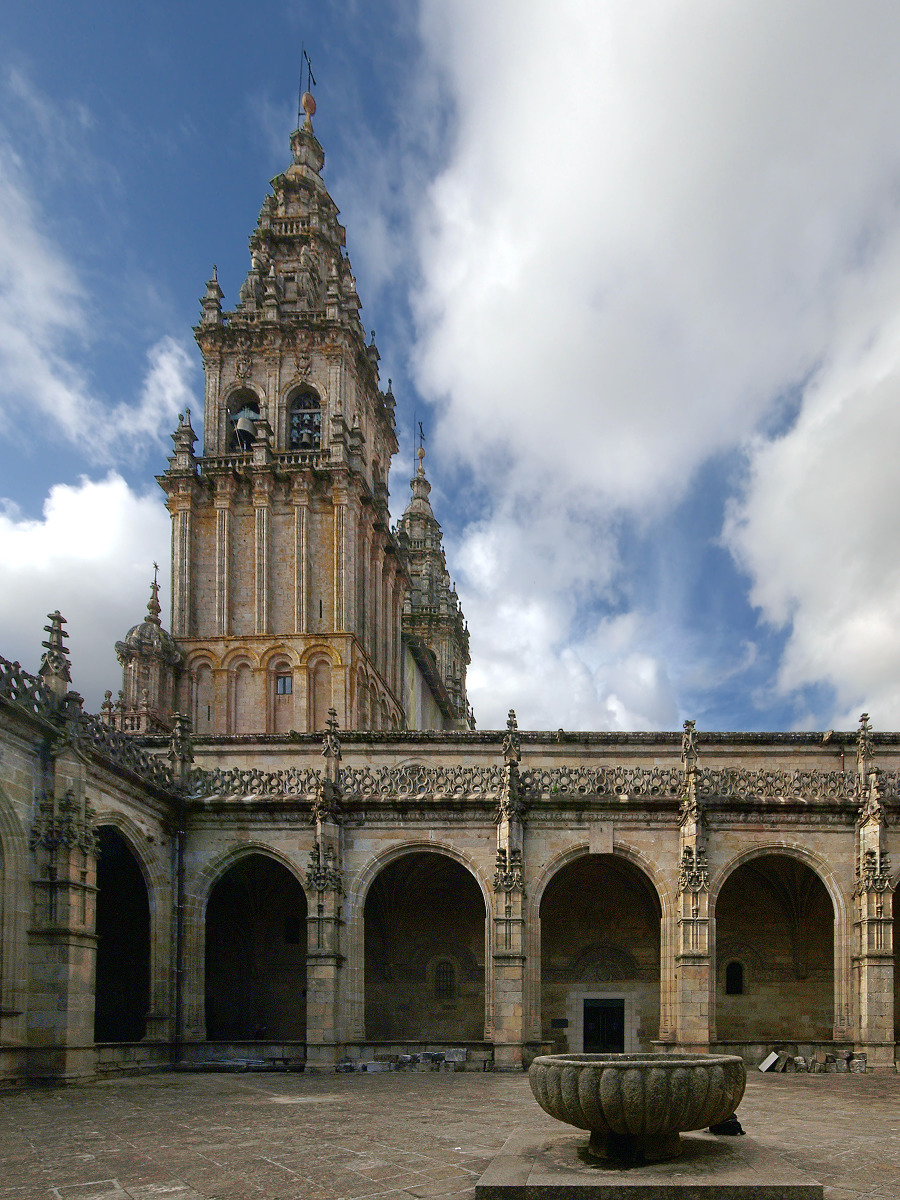
Torre das Campás vista do claustro

As torres que originalmente se encontravam na fachada principal da catedral, atualmente chamada do Obradoiro, eram românicas e foram modificadas entre os séculos XV e XVIII. A situada do lado da epístola (direito; sul) denomina-se "das Campás" ("dos sinos") e a do lado oposto (do Evangelho, esquerdo; norte) "da Carraca" (da matraca). Ambas têm entre 75 e 80 metros de altura.
O primeiro corpo da torre das Campás foi construído no século XII, tendo sofrido várias modificações no século XV. Em 1483 o rei Luís XI de França doou dois sinos, os maiores dos treze com que conta atualmente. Devido a uma inclinação na estrutura detetada entre os séculos XVI e XVII teve que ser reforçada com contrafortes. Entre 1667 e 1670 José Peña del Toro dirigiu a construção do corpo em estilo barroco no qual se encontram alojados atualmente os sinos; a obra foi terminada por Domingo de Andrade. A arquitetura das torres provoca um grande efeito de perspetiva graças às suas linhas verticais e ao escalonamento dos seus andares.

### Torre da Carraca
Situa-se na extremidade esquerda da fachada do Obradoiro, onde esta pega com o Paço de Gelmires. Como a sua companheira do lado contrário, foi erigida sobre outra anterior da época românica. Foi projetada por Fernando de Casas Novoa em 1738, imitando a torre das Campás realizada por Peña del Toro e Domingo de Andrade no século XVII. A sua decoração barroca com todo o tipo de ornamentação logrou uma unificação arquitetónica em toda a fachada.
Em abril de 2010 foi instalada uma réplica fiel da antiga matraca que deu o nome à torre, por não ser possível o restauro da antiga, que a fazer parte do acervo do Museu da Catedral. A cópia do antigo instrumento foi realizada com o mesmo tipo de madeira de castanheiro. Consta de quatro caixas de ressonância retangulares com uma lingueta em cada uma que produz som ao rodar sobre um eixo dentado e bater. As caixas estão colocadas em forma de cruz e cada braço mede um pouco mais de dois metros. Este antigo instrumento, atualmente em desuso na liturgia, era tocado durante as celebrações da Semana Santa como símbolo de dor pela morte de Jesus, para evitar o som dos sinos durante essa época de recolhimento.

### Torre do Relógio ou Berenguela
A Torre do Relógio, também chamada da Trindade ou, com toda a justiça, "a Berenguela", situa-se na esquina entre as praças das Pratarias e da Quintana. Segundo a tradição a sua construção foi iniciada em 1316, sob o impulso do arcebispo Rodrigo de Padrón, como torre defensiva. Após a morte de Rodrigo, o seu sucessor Berenguel de Landória continuou a obra, se bem que alguns autores alegam que esses dados podem não estar corretos. Quando foi nomeado mestre maior da catedral, Domingo de Andrade prosseguiu a sua construção e entre 1676 e 1680 foram erguidos mais dois corpos; com a utilização de diversas estruturas, conseguiu obter um conjunto harmonioso e ornamental, com um coroamento em forma de pirâmide e uma lanterna como remate final (em cujo interior são mantidas permanentemente acesas quatro lâmpadas de incandescência). A torre tem 75 metros de altura.
Em 1833 foi instalado na torre um relógio de quatro esferas (uma por cada lado), realizado por Andrés Antelo por encomenda do arcebispo Rafael de Vélez. O mecanismo do relógio tem dois sinos, uma para as horas, chamado Berenguela, e outro, mais pequeno para os quartos de hora. Os sinos foram fundidos em 1729 por Güemes Sampedro. A Berenguela (o feminino deve-se ao facto de "sino" ser campá em galego e campana em espanhol, ambos substantivos femininos) tem um diâmetro de 255 centímetros, 215 cm de altura e aproximadamente 9,6 kg; o sino dos quartos pesa 1,839 kg e tem 147 cm de diâmetro e 150 cm de altura. Os sinos originais racharam, o que obrigou à sua substituição; as réplicas atuais foram fundidas em Asten, nos Países Baixos, pela casa Eijsbouts em 1989 e foram colocados na catedral em fevereiro de 1990.

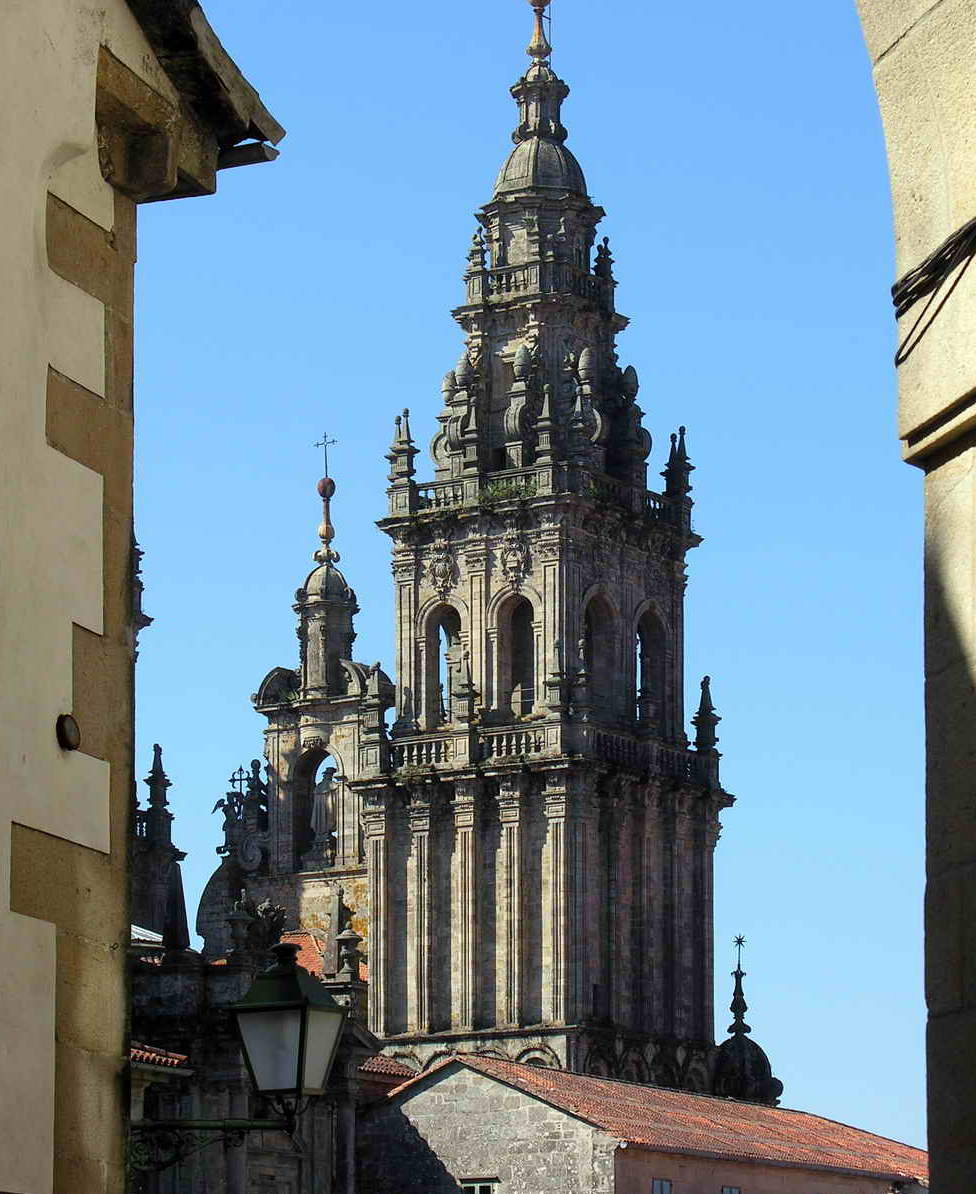
Torre da Carraca
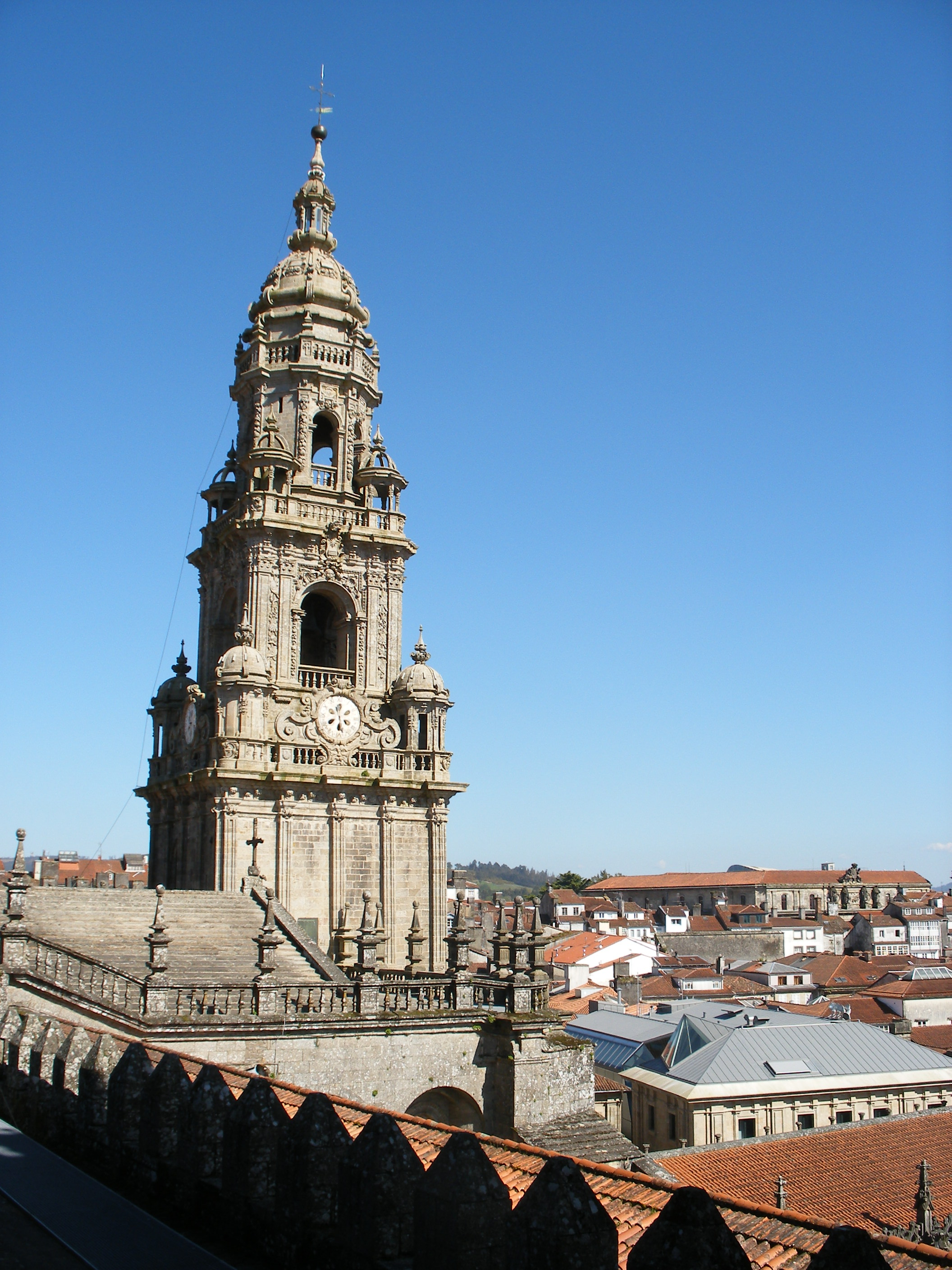
Torre da Berenguela
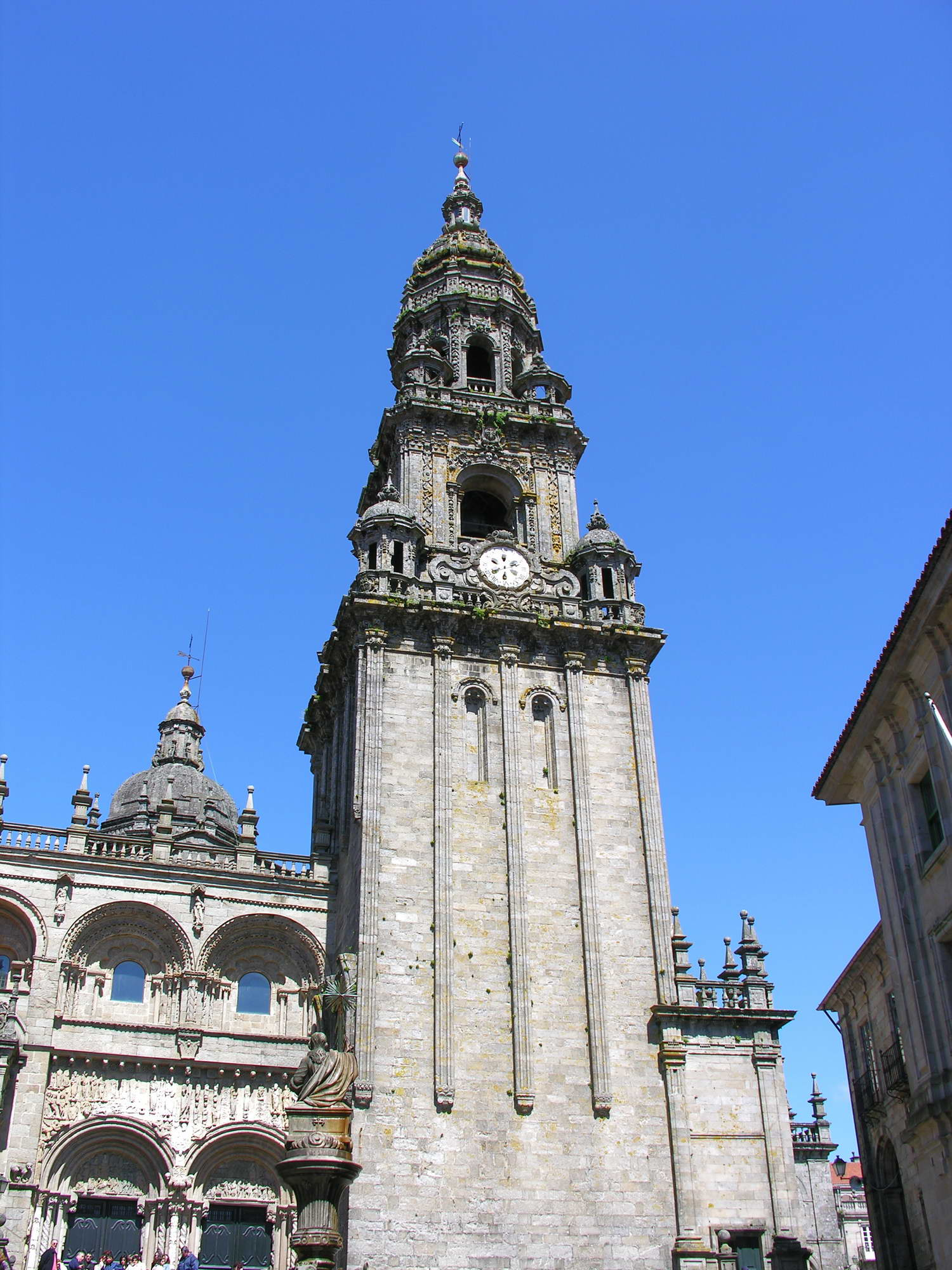
Torre da Berenguela
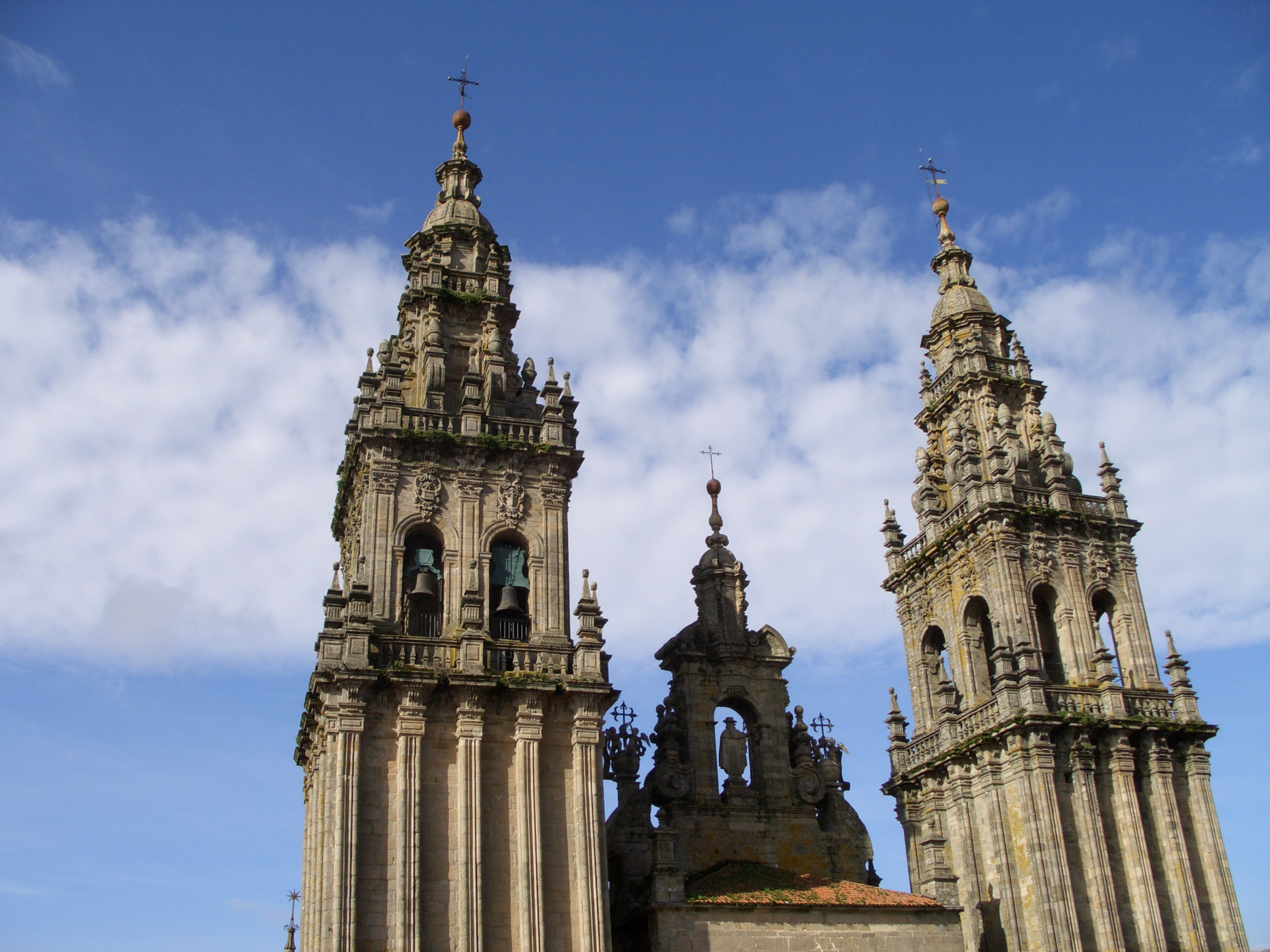
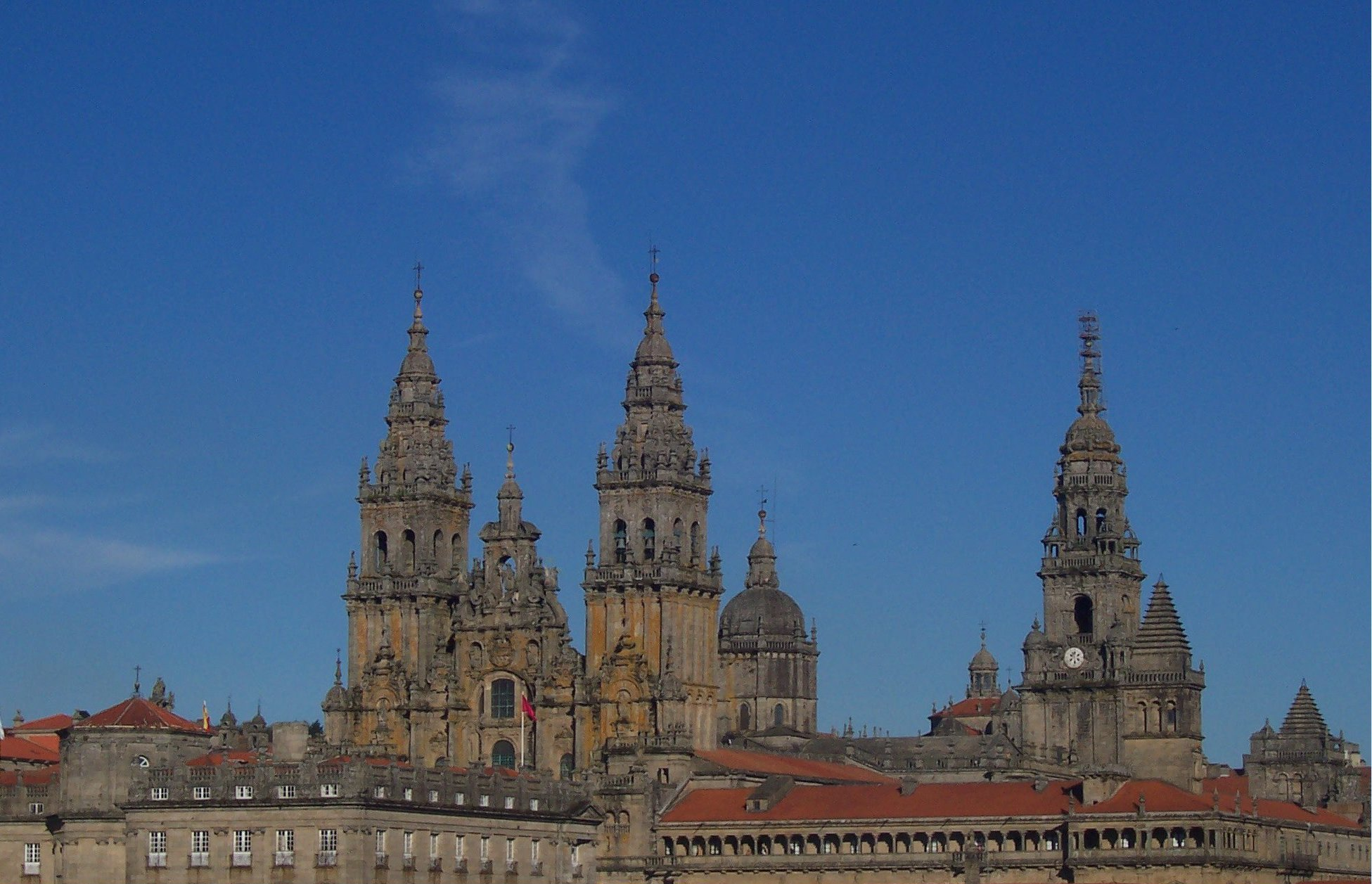
A catedral vista de sudoeste (lado da Fachada do Obradoiro)

## Interior da catedral

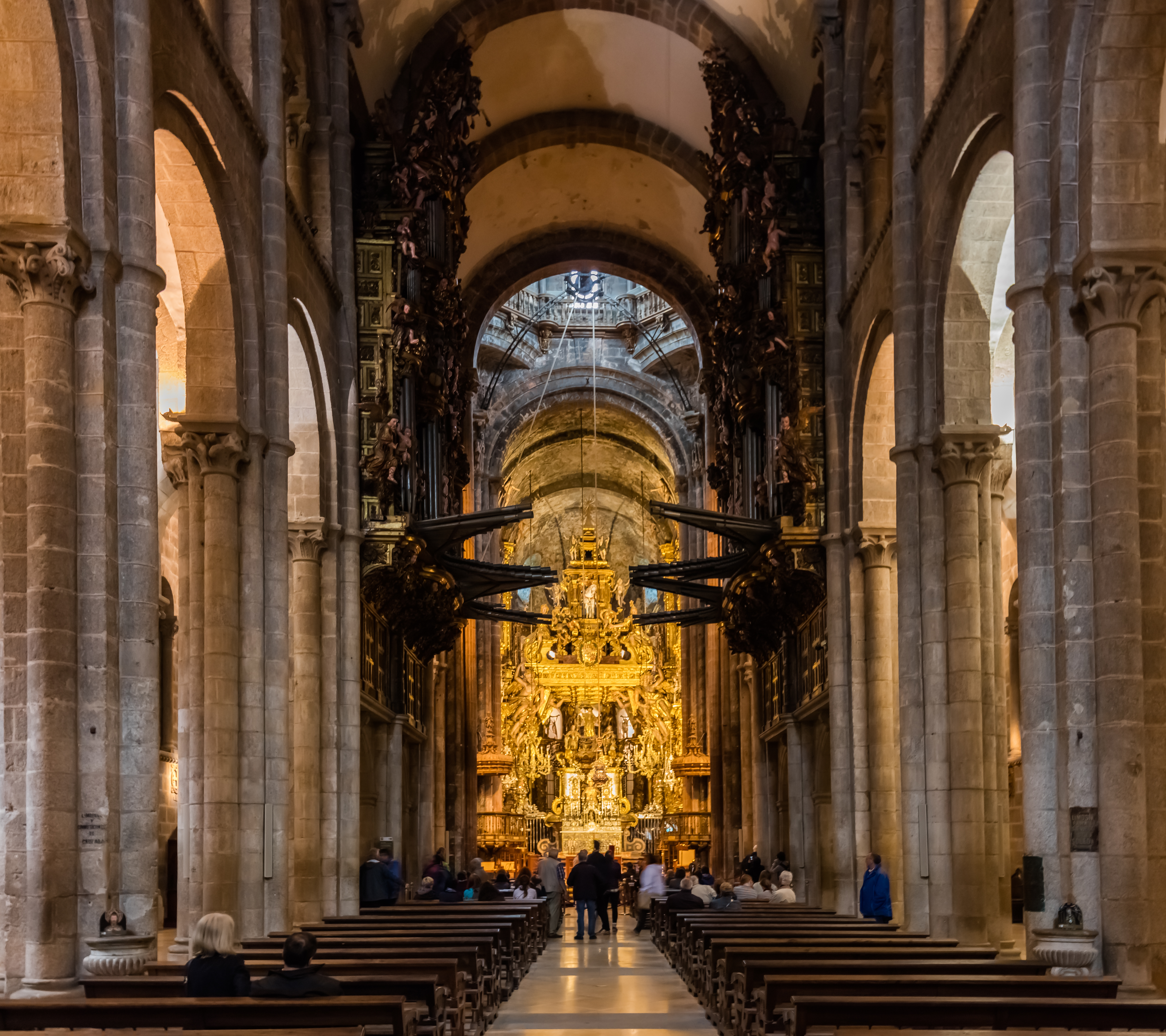
Nave central

A estrutura do edifício ocupa uma área de 8 000 metros quadrados. Consta de uma planta basilical de cruz latina de três naves, também no transepto, e trifório (chamado localmente tribuna), o qual liga diretamente com o paço episcopal, conhecido na atualidade como Paço de Gelmires. Na cabeceira situa-se a capela-mor, rodeada por uma charola pela que se acede a cinco capelas radiais menores. Esta estrutura segue os exemplos franceses dos templos de peregrinação, novas formas construtivas chegadas através do Caminho.
As naves central e laterais têm cerca de 100 metros de comprimento e o cruzeiro cerca de 70 metros. A altura da nave central é de 22 m na chave da abóbada em todo o seu percurso e na abóbada do cruzeiro atinge a altura máxima de 32 m. O zimbório, de estilo gótico, é do final do século XIV e início do século XV e substitui o antigo em estilo românico; situa-se sobre o centro do transepto.
Em redor do altar mor, o deambulatório era originalmente composto por cinco capelas românicas absidais, a central, do Salvador, de planta quadrada, e outras quatro nas naves transversais. Sobre as naves que flanqueiam a nave principal, da qual estão separadas por quarenta e dois pilares de núcleo quadrado e colunas adossadas, há um trifório coberto com uma abóbada de quarto de canhão e uma varanda com janelas com arcos duplos. A nave central é coberta com uma abóbada de berço sustentada por arcos torais. As naves laterais têm abóbadas de aresta.
A iluminação provém das frestas existentes nos dois pisos das naves laterais do período românico; as frestas da capela maior são polilobadas e  as do deambulatório são em olho de boi. A ornamentação interior pode apreciar-se principalmente nos capitéis decorados com cenas históricas ou bíblicas da ábside e nos adornos vegetais da galeria.
A igreja tinha originalmente três portais principais já descritos e sete portas menores.

### Capela-mor

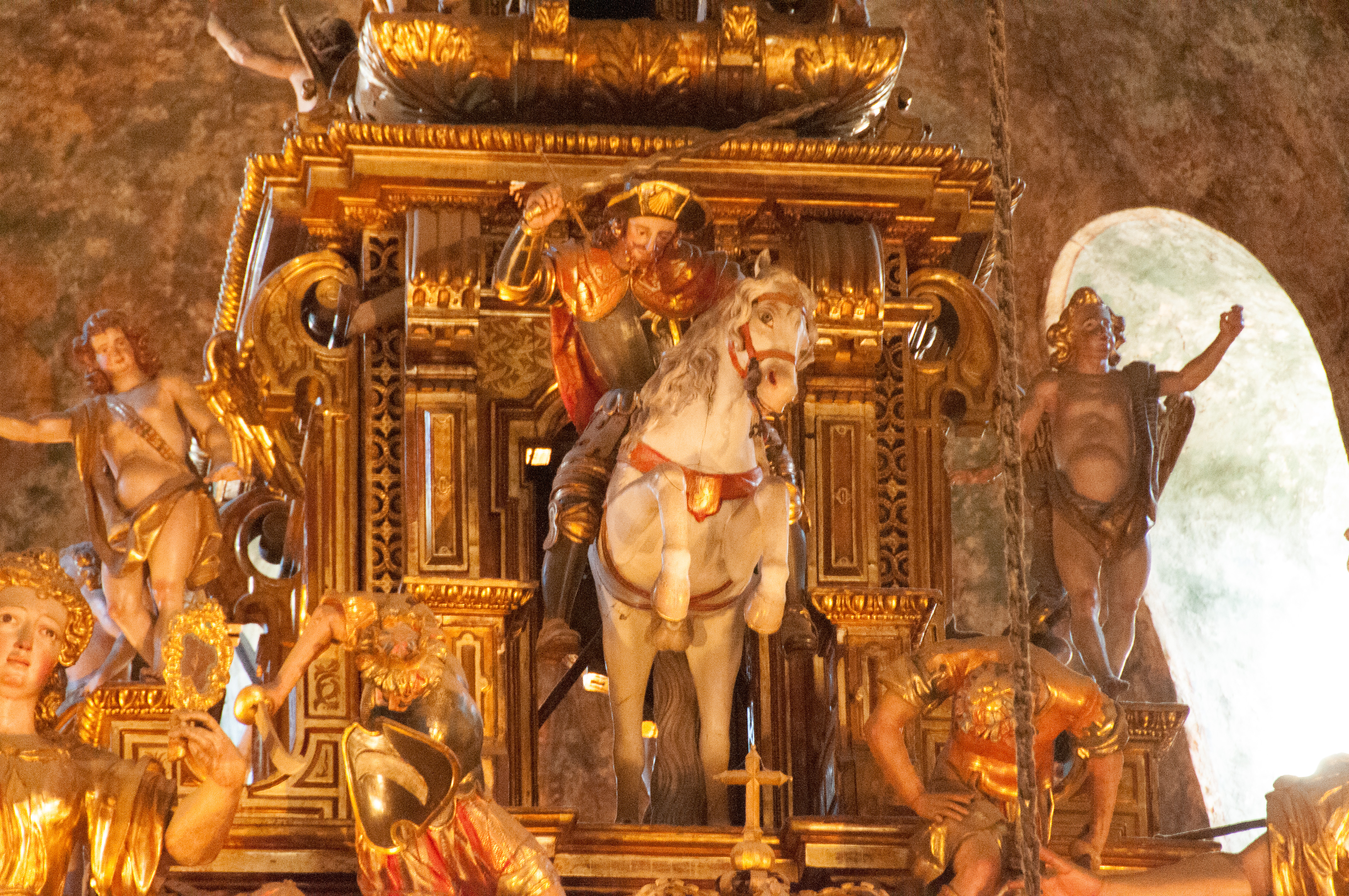
Imagem de Santiago Mata-Mouros no cimo da capela-mor

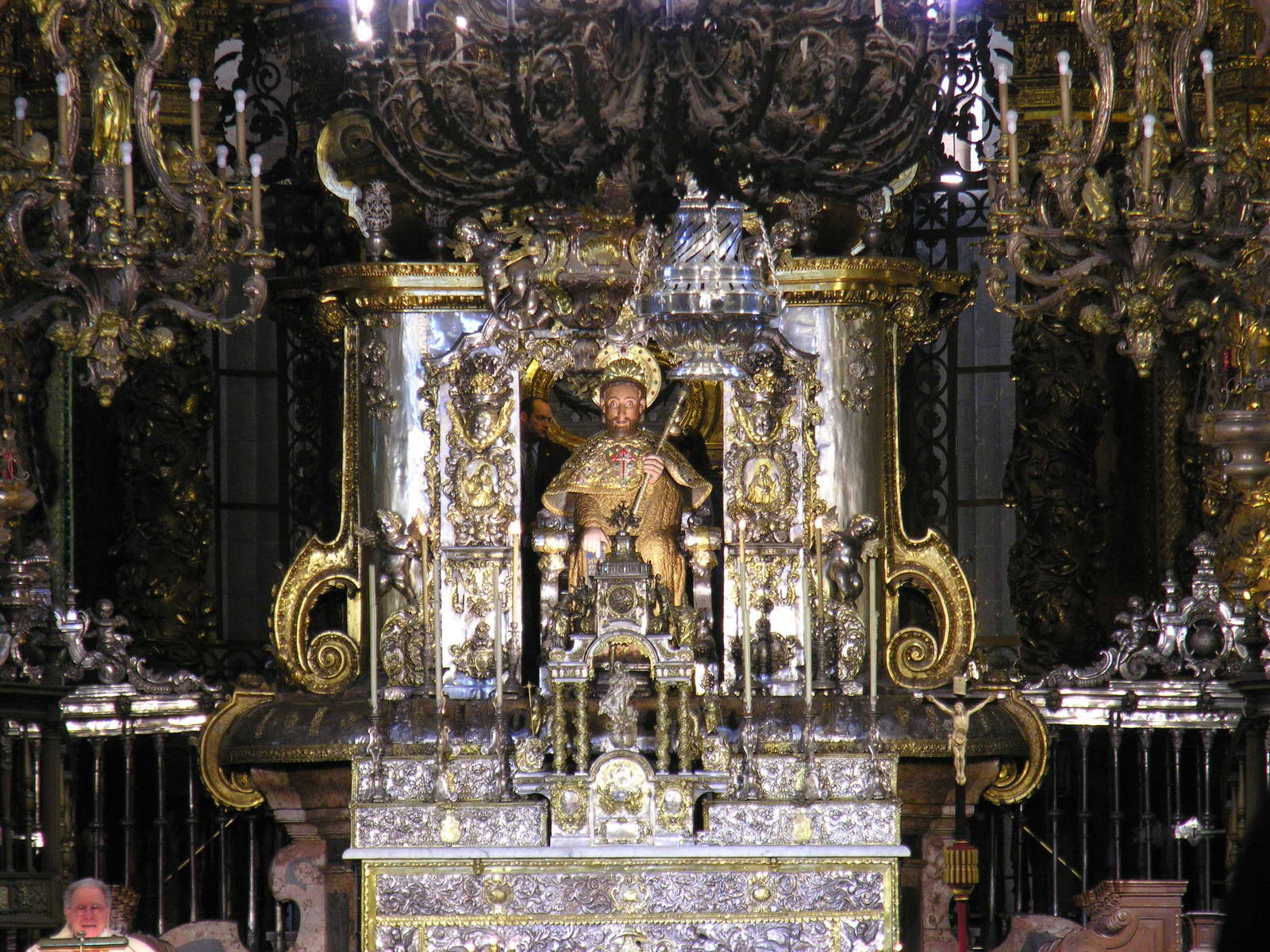
Capela-mor

A capela-mor era originalmente românica, mas foi completamente reformada durante o período barroco, a partir de 1657, por ordem de José Vega y Verdugo, o mestre de obras nomeado pelo papa Inocêncio X. Nas obras desse período trabalharam diversos artistas notáveis, como o catalão Onafre, Bernardo Cabrera ou o ourives Xosé Clemente, sob a direção do salmantino José Peña de Toro e sobre um projeto inicial de Pedro de la Torre. Os pilares e colunas românicas foram então revestidas por colunas salomónicas, jaspes vermelhos e mármores negros. Quando Vega y Verdugo abandonou as obras para ir para Granada, em 1672, só estava construído o primeiro corpo do baldaquino, cujas obras são continuadas por Domingo de Andrade, que em vez da cúpula prevista optou por uma de forma piramidal de três corpos.
No centro da capela encontra-se o mausoléu do apóstolo, conhecido como o camarín. Por cima deste ergue-se o altar, construído igualmente por Andrade. Este desenhou três representações do santo. Dentro do camarín está uma imagem sentada de pedra policromada de 1211 de Santiago Apóstolo vestido como peregrino com uma esclavina de prata profusamente adornada com pedras preciosas, com uma cartela onde se lê «Hic est corpus divi Iacobi Apostoli et Hispaniarum Patroni» ("Este é o corpo de Santiago Apóstolo e Padroeiro da Espanha"). É tradição que os visitantes da catedral subam pela parte posterior do altar, através de uma escadaria dupla ali existente que liga os dois lados do deambulatório, para o "abraço do santo", que consiste em abraçar a imagem pelas costas. Sobre o tabernáculo está representado Santiago peregrino, a quem quatro reis prestam homenagem: Afonso III, Ramiro I, Fernando, o Católico e Filipe IV; as estátuas dos quatro reis são da autoria do leonês Pedro del Valle.
Quatro pares de anjos sustentam o artesoado da cobertura, sobre a qual se encontra a terceira representação de Santiago, a cavalo, uma obra de Mateo de Prado (m. 1677), rodeado por imagens das virtudes cardinais, uma em cada um dos ângulos, todas da autoria de Pedro del Valle: a prudência, a justiça, a força e a temperança. A coroar o altar encontra-se a arca do corpo do apóstolo, encimada por uma estrela e transportada por anjos.
A prata usada na construção do frontal do altar, no sacrário, no expositor e na imagem da Imaculada foi doada pelo arcebispo de origem mexicana António de Monroy que esteve à frente da arquidiocese de Compostela entre 1685 e 1715. Detrás do camarín há um pequeno retábulo da autoria de Pedro de la Torre com cenas da vida do santo. Na entrada da capela há dois púlpitos renascentistas, um de cada lado, com mais cenas da vida do apóstolo, realizado por Juan Bautista de Celma em 1578.
As abóbadas e arcos conservam vestígios de cinco etapas pictóricas: pinturas medievais, outras renascentistas de Juan Bautista de Celma, barrocas de Pedro de Mas ou tardo-barrocas de Gabriel Fernández, que as pintou junto com as do zimbório do cruzeiro entre os anos 1766 e 1767.[carece de fontes?]
Debaixo do camarín está o suposto sepulcro de Santiago e dos seus dois discípulos Atanásio e Teodoro. Por receio das frequentes incursões de piratas ingleses, especialmente de Francis Drake, que ameaçava Compostela depois de desembarcar na Corunha em 1589, por ordem do arcebispo Juan de Sanclemente as relíquias foram trasladadas e escondidas no chão da abside ao lado da capela-mor.[carece de fontes?]

#### Controvérsia sobre a autenticidade das relíquias

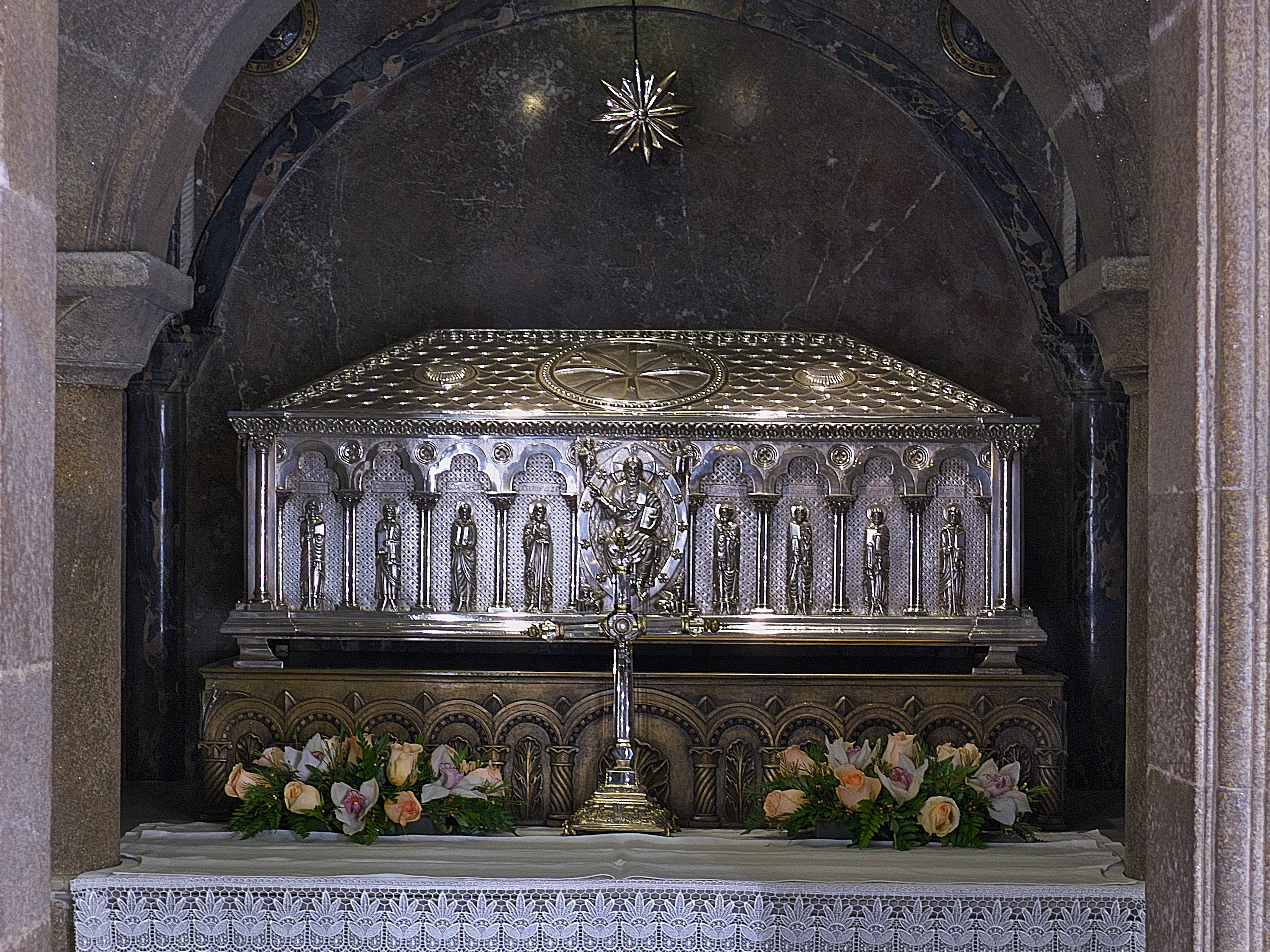
Urna de prata onde estão as relíquias de Santiago

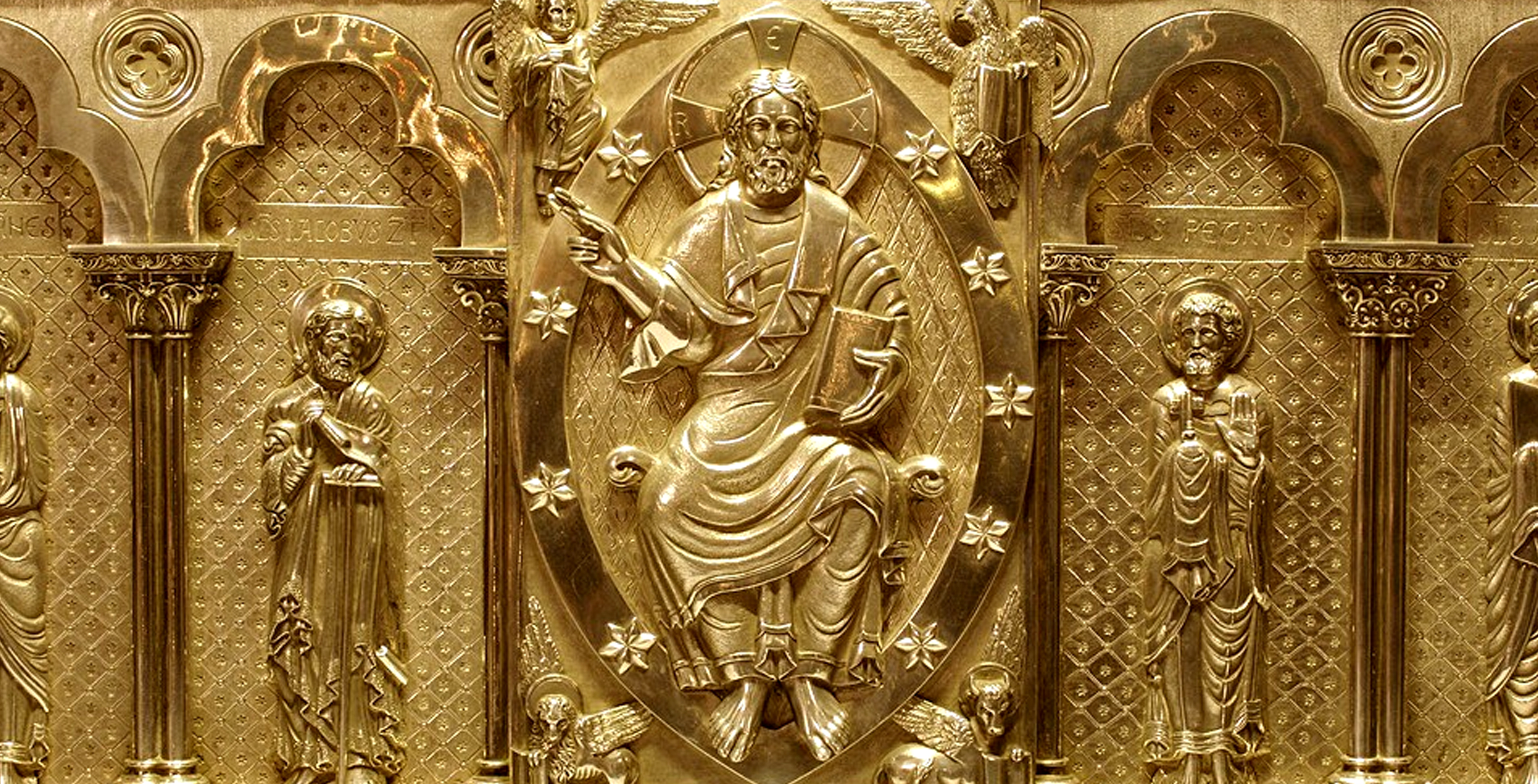
Detalhe da urna de Santiago

Com o passar dos séculos foi-se esquecendo o lugar exato onde se encontravam as relíquias do apóstolo, que só foram redescobertas quando o cardeal Miguel Payá y Rico decidiu recuperá-las, para o que ordenou diversas escavações, que foram dirigidas por Antonio López Ferreiro.
As escavações culminaram com a descoberta de uma urna na zona da abside a 28 ou 29 de janeiro de 1879, que continha ossos num abrigo de tijolos maciços e lajes de pedra que parecia ter sido feita às pressas, situado atrás do altar da capela-mor. López Ferreiro aproveitou os trabalhos para escavar e reabilitar o mausoléu romano. Depois de uma análise feita pela Universidade de Santiago de Compostela, a Santa Sé empreendeu um processo que culminou na autenticação das relíquias pelo papa Leão XIII em 1884 mediante a bula Deus Omnipotens.
Na realidade nunca se encontraram provas científicas sobre os restos que se conservam debaixo do altar da catedral e a autenticidade dos mesmos foi posta em dúvida em numerosas ocasiões, como por exemplo e entre outros pelo  historiador católico Claudio Sánchez Albornoz:
| “ | [..] apesar de todos esforços da erudição de ontem e de hoje, não é possível, porém, alegar a favor da presença de Santiago em Espanha e da sua trasladação para ela, uma só notícia remota, clara e autorizada. Um silêncio de mais de seis séculos rodeia a conjetural e inverosímil chegada do apóstolo ao Ocidente, e de um a oito séculos a não menos conjetural e inverosímil traslatio. Só no século VI surgiu entre a cristandade ocidental a lenda da predicação de Santiago em Espanha; mas ela não chegou à Península até finais do século VII. | ” |
|   | — C. Sánchez Albornoz. En los albores del culto jacobeo in Compostellanum 16 (1971), páginas 37–71.. |   |

Por um lado, foi documentada arqueologicamente a existência prévia de um cemitério de origem céltica que foi reutilizado em várias épocas por diversas grupos: pelos primeiros cristãos chegados à região da Galiza (depois do ano 250, aproximadamente), pelos suevos, que ocuparam o que viria a ser o Reino da Galiza entre 411 e 585 e pelos visigodos , os "godos do ocidente", um povo germânico que ocupou a Hispânia entre 585 e 711, que conquistou o Reino Suevo e teve a sua capital em Toledo. Estes achados só provam que Compostela era uma necrópole pré-cristã, mas não clarifica nada a respeito do túmulo de Santiago, cujos restos tanto poderiam pertencer ao apóstolo (o tráfico de relíquias começava a desenvolver-se nesse período como a qualquer outro mártir cristão.[carece de fontes?] Em 1900, o hagiógrafo Louis Duchesne afirma que quem realmente está enterrado em Compostela é o religioso herege Prisciliano.
Em todo caso, uma vez reconhecidos pela Santa Sé os restos do apóstolo, foram levadas a cabo reformas na cripta para mostrar as relíquias numa nova urna de prata cinzelada de estilo românico, com a imagem central do Majestas Domini Cristo em Majestade numa mandorla rodeado pelo tetramorfo e pelos apóstolos em ambos os lados, que foi realizada segundo o desenho de José Losada em 1886 e colocada sobre um altar de mármore.

### Outras capelas

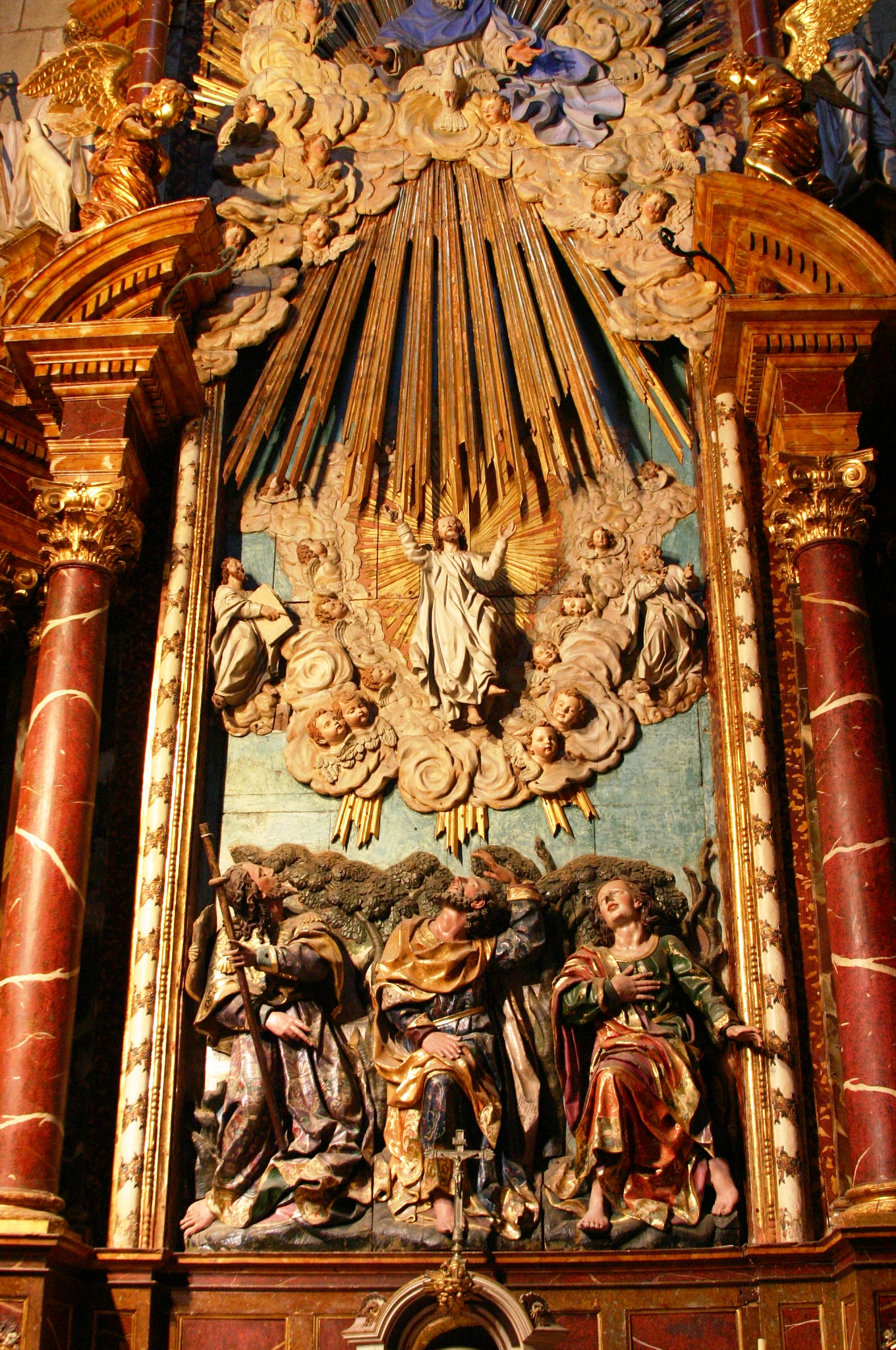
Retábulo da Capela de Alba com a Transfiguração de Jesus

Em redor do núcleo principal da catedral abrem-se diversas capelas datadas de várias épocas e diferentes dimensões e riqueza ornamental. O Códice Calixtino regista nove capelas, cinco na abside e quatro nas naves menores. As primeiras estavam dispostas radialmente, em redor do deambulatório e eram as seguintes: do Salvador, no centro; de São Pedro (hoje da Açucena) e São João Evangelista nos lados; e as de Santo André e de Santa Fé de Conques (hoje de São Bartolomeu) nas extremidades. Na nave que dá para a Acebechería existiam as capelas de São Nicolau e da Santa Cruz (hoje de Mondragón). Na nave que dá para as Pratarias situavam-se as capelas de São Martinho ou de São Frutuoso — que foi fundida com a de Santo André e atualmente é conhecida como capela do Pilar, — e o altar de São João Batista, no local agora ocupado pelo Pórtico Real. Com o passar dos séculos foram construídas novas capelas e acabando-se com outras.
Seguidamente enumeram-se as capelas atualmente existentes, seguindo um percurso que começa no Pórtico da Glória e percorre a catedral no sentido dos ponteiros do relógio.
Capela de Alba
Foi construída em 1529 e é acessível pelo extremo noroeste do claustro. Tem um retábulo no qual é representada a Transfiguração produzido na oficina de José Gambino, o expoente máximo da escultura rococó galega.
Capela das Relíquias e Panteão Real
Foi construída entre 1520 e 1535 por encomenda do arcebispo Alonso III de Fonseca ao arquiteto Juan de Álava (discípulo de Juan Gil de Hontañón) e pioneiro do estilo plateresco. Coberta com uma abóbada em cruzaria, inicialmente era uma dependência para uso do cabido e em 1535 acolheu o Panteão Real. Em 1617 foi convertida para a função atual de capela das relíquias.
Contém uma importante coleção de relíquia que foi iniciada durante a Idade Média com os restos mortais dos bispos da catedral. Os relicários estão num retábulo neogótico que substituiu o anterior de Bernardo de Cabrera e Gregorio Español e datado de 1630, que foi feito em pedaços por um incêndio em 1920, que contudo não danificou os relicários nem as relíquias. O novo retábulo foi desenhado por Rafael de la Torre e talhado pelo escultor compostelano Maximino Magariños em 1924; foi uma doação da comunidade de emigrantes galegos em Cuba.
Na Capela das Relíquias encontra-se igualmente o Panteão Real, constituído por diversas sepulturas da coroa de Leão que originalmente se encontravam capela de santa Catarina, de onde foram trasladadas em 1535. Um século mais tarde foram construídos arcossólios nas paredes da capela, onde foram colocados, entre outros, os sepulcros de Fernando II, Berengária de Barcelona, Afonso IX, Raimundo de Borgonha e Joana de Castro (segunda esposa de Pedro I de Castela).
Capela do Pilar
Esta capela resulta da união das antigas capelas de Santo André e de São Frutuoso (ou de São Martinho), construídas por ordem do arcebispo Diego Gelmires. A nova edificação foi da iniciativa do arcebispo António de Monroy e tinha como fim a sua utilização como sacristia. A obra foi encomendada em 1696 a Domingo de Andrade e foi continuada pelo novo mestre de obras Fernando de Casas Novoa após a morte do seu antecessor em 1712. Em 1713, Monroy decide convertê-la em capela e ali colocar o seu sepulcro, o que obrigou Casas Novoa a redesenhar o espaço. As obras terminaram em 1719, mas a decoração só se deu por concluída em 1723.
A capela tem planta retangular e cúpula oitavada, profundamente lavrada com conchas de vieira e escudos do mecenas e do cabido, com um candeeiro decorado com talhas de motivos militares e heráldicos. Foi usada como sacristia até 1879, quando por ordem do cardeal Miguel Payá y Rico passou a ter unicamente a função de capela.
O retábulo foi realizado por Miguel de Romay, que seguiu um desenho de Fernando de Casas. É de mármore branco com incrustações coloridas. A imagem central da Virgem do Pilar é de pedra e foi talhada em Saragoça. Tem várias estátuas da autoria de Diego Fernández de Sande: uma do arcebispo Monroy orando ante a Virgem, realizada por Diego Fernández de Sande; um Cristo crucificado em alabastro; e São Domingos de Gusmão, São Sebastião, São Tomé (ou talvez São Tomás de Aquino) e São João Batista.

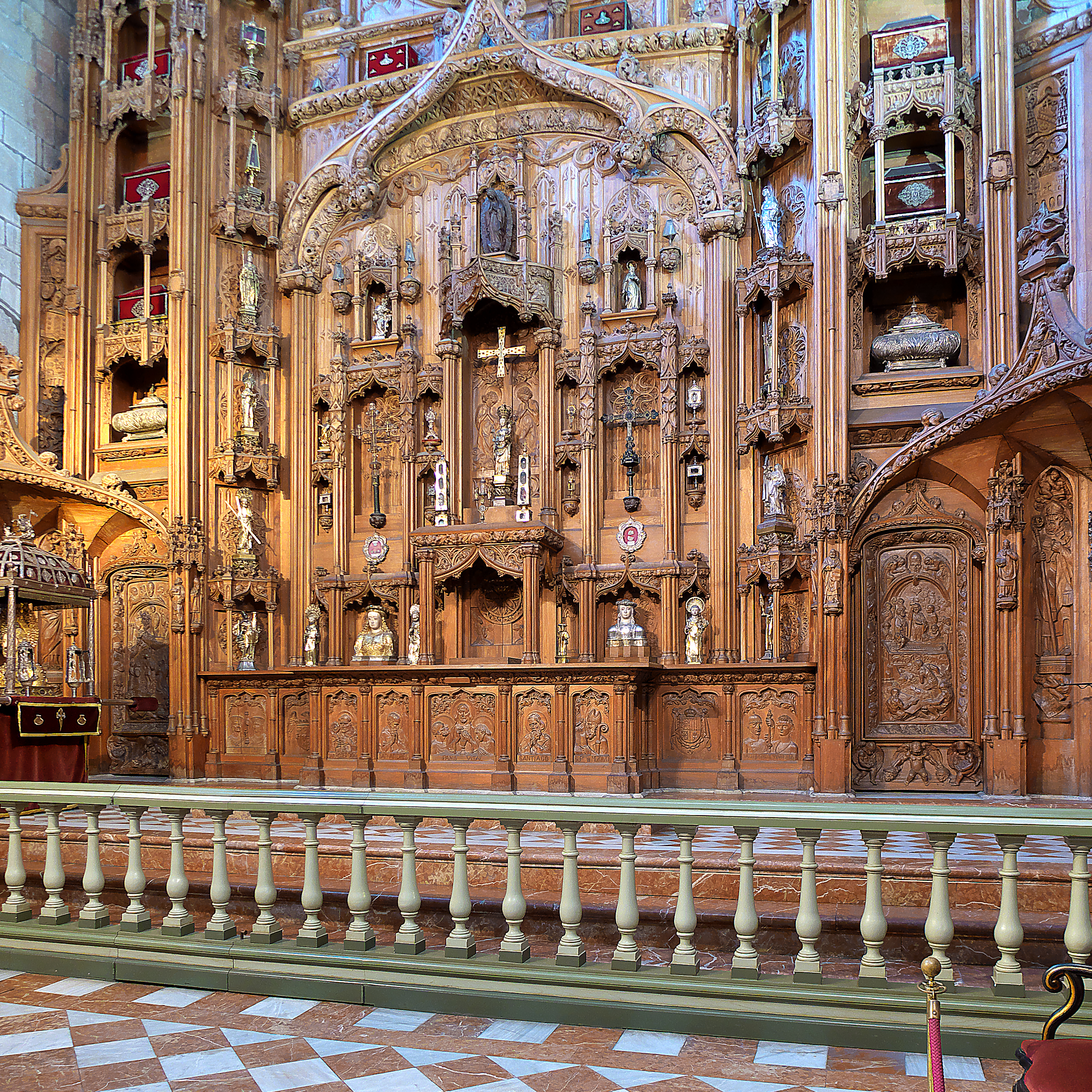
Retábulo da Capela das Relíquias
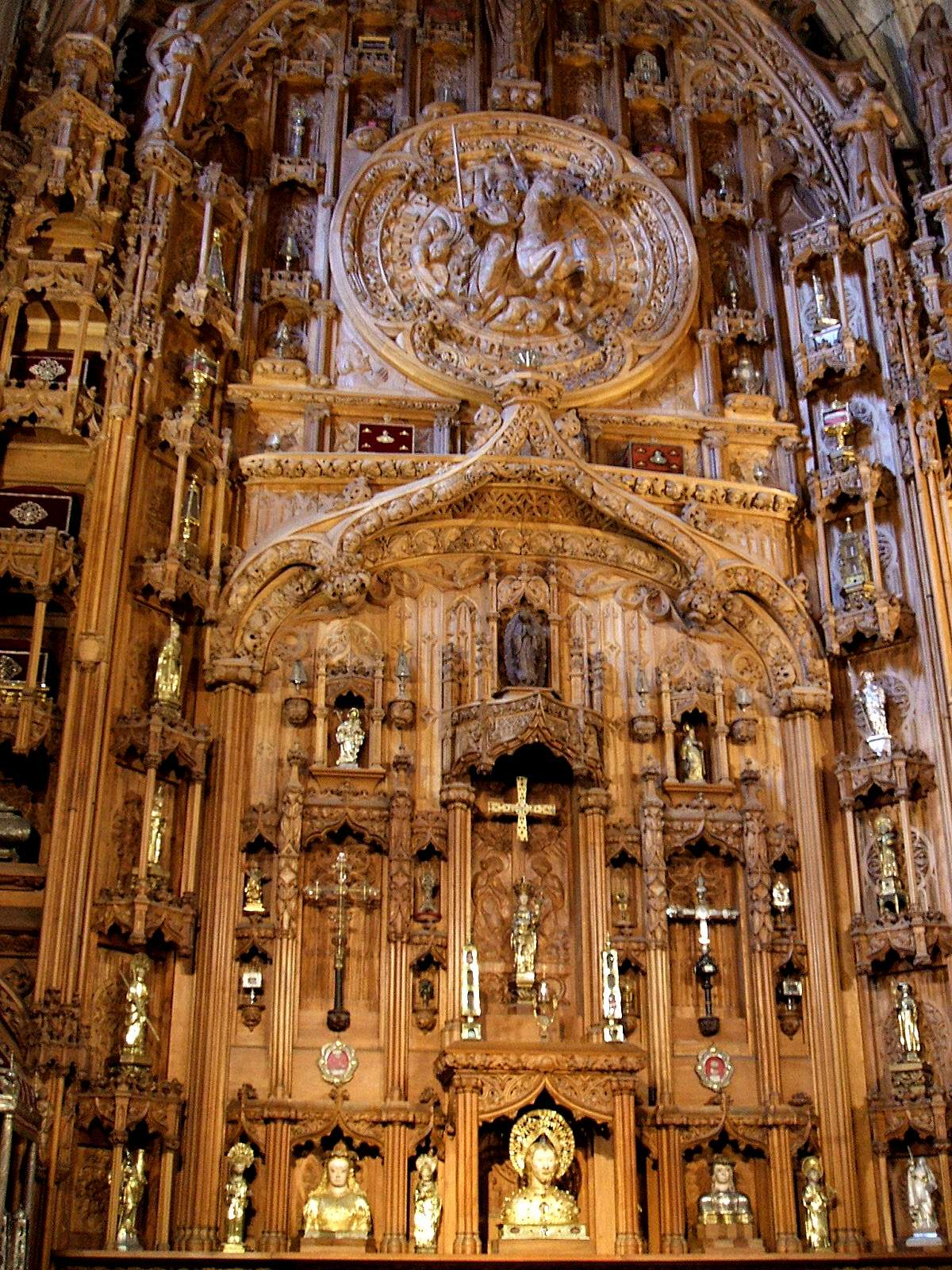
Retábulo da Capela das Relíquias
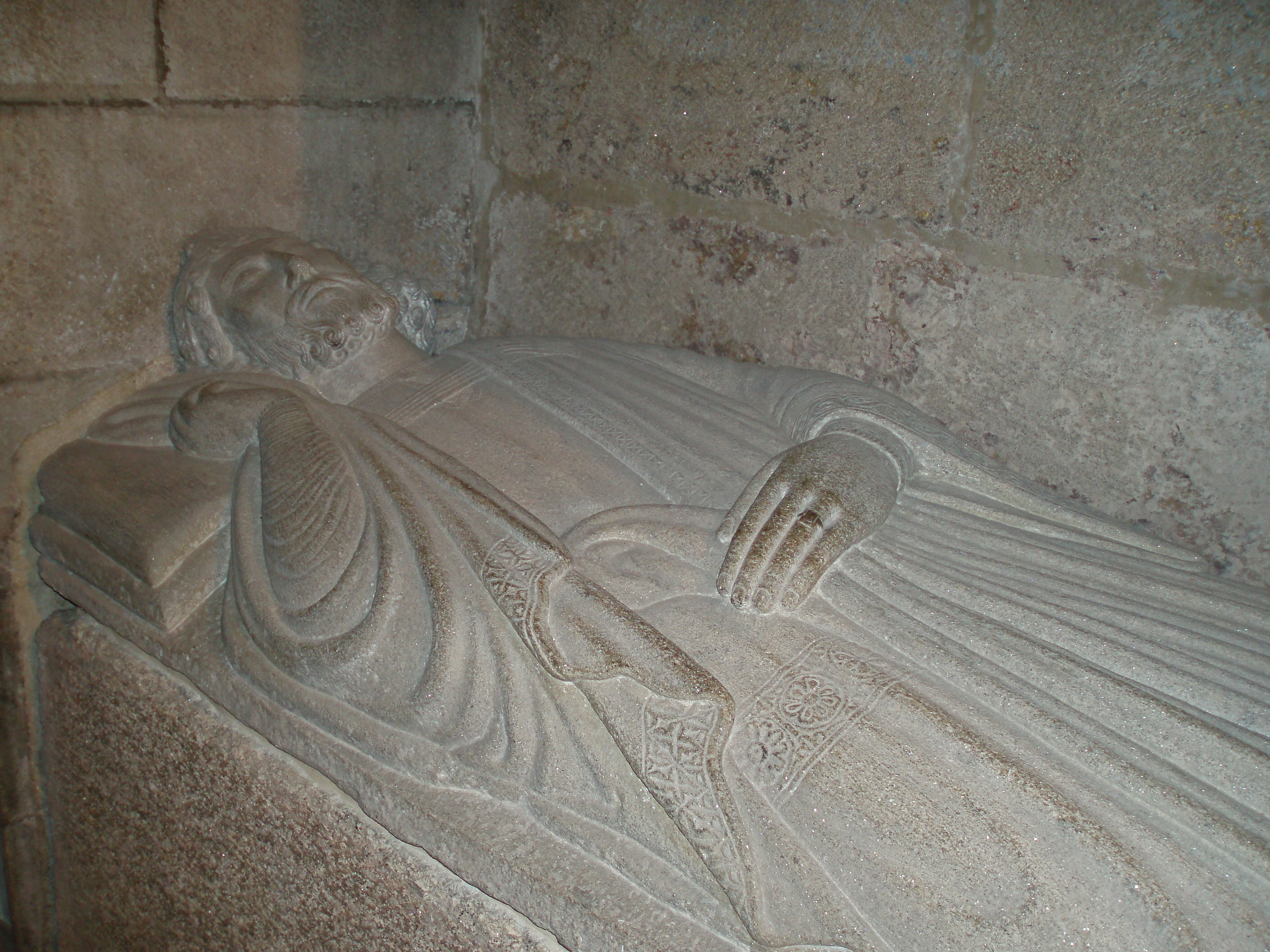
Túmulo de Afonso IX de Leão no Panteão Real
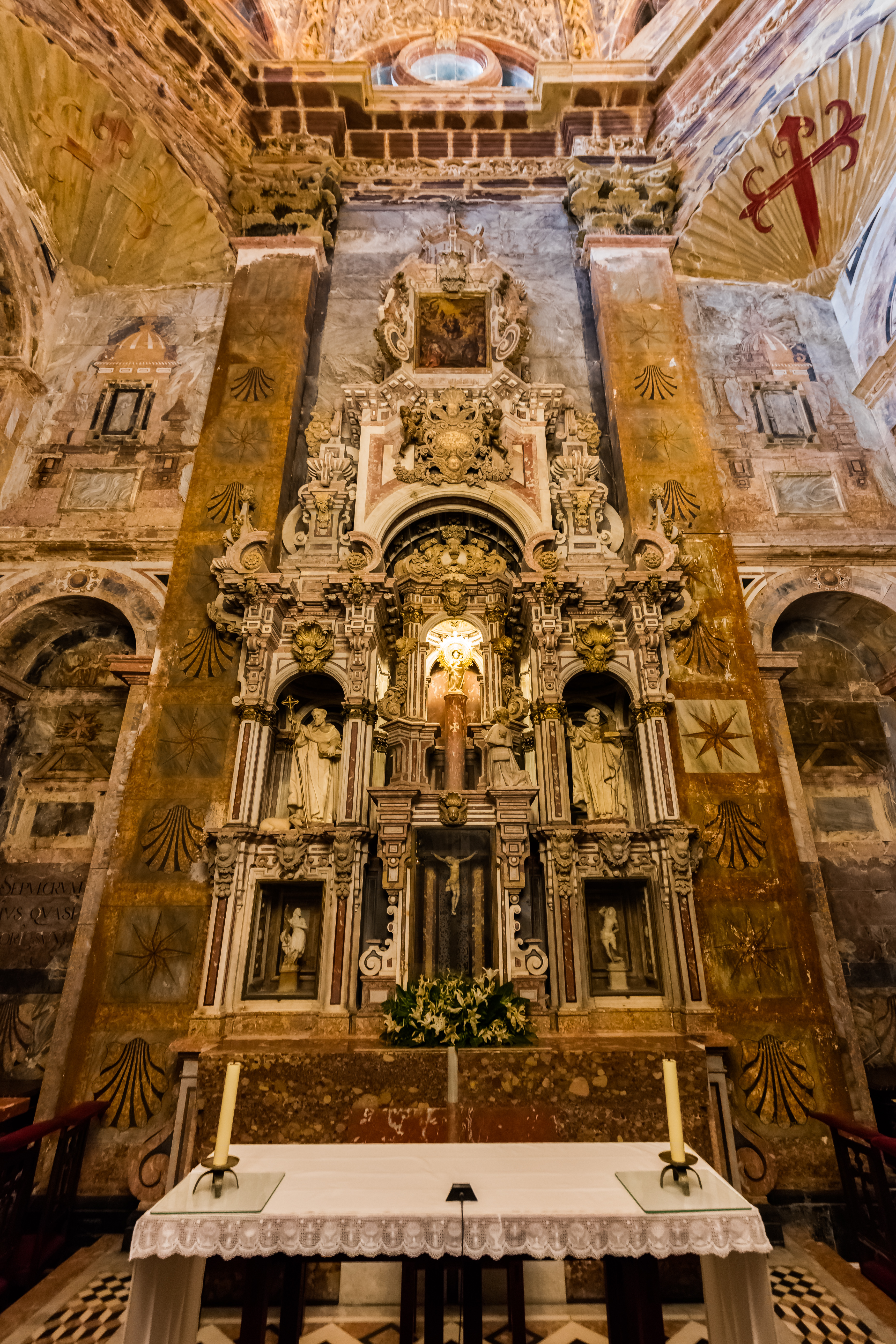
Capela do Pilar
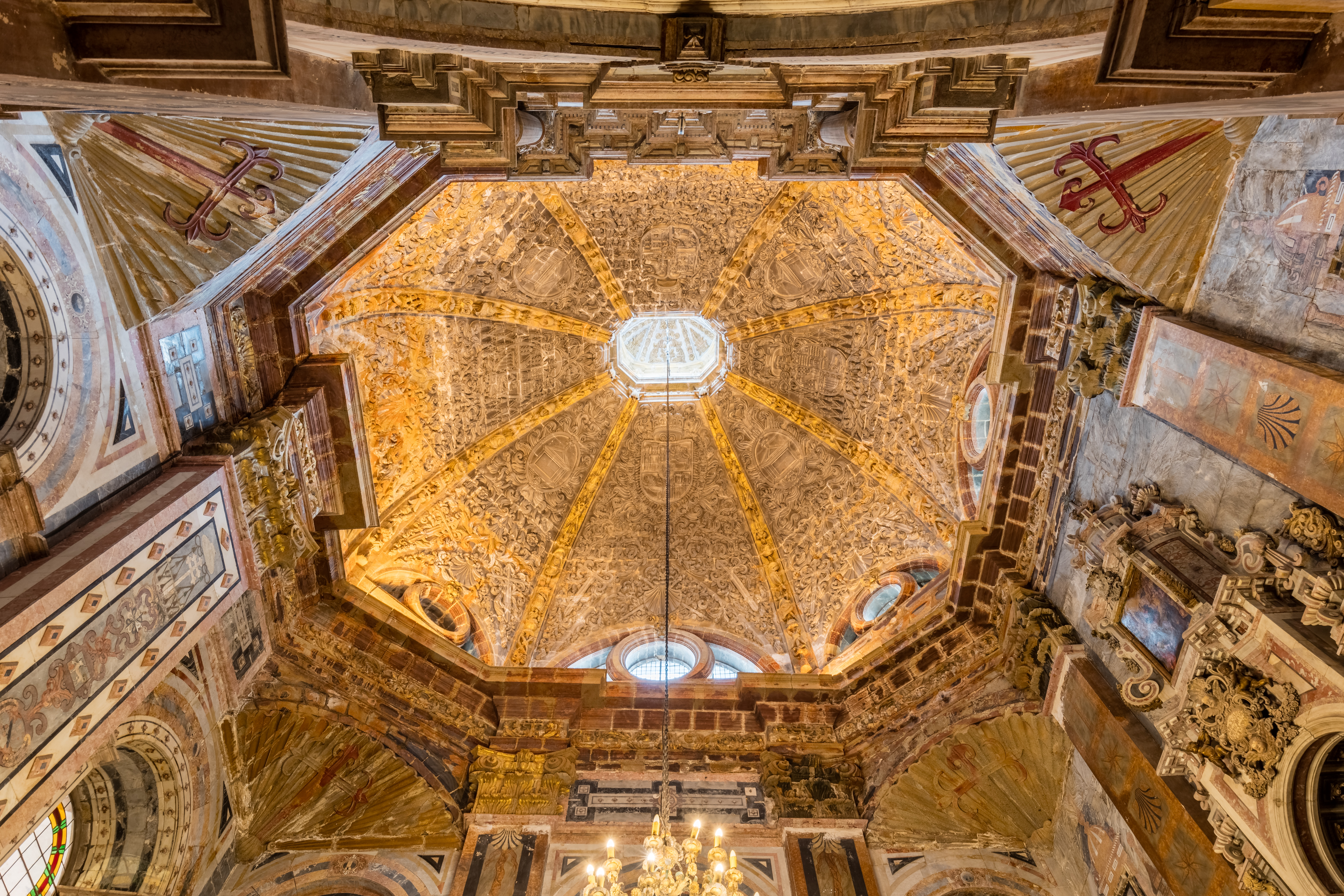
Capela do Pilar

Capela de Mondragón
Também conhecida como capela da Piedade ou da Santa Cruz, foi construída entre 1521 e 1522 em estilo gótico flamejante por iniciativa do cónego Juan Ibáñez de Mondragón com o aval do arcebispo Alonso III de Fonseca. As obras foram dirigidas por Xácome Garcia. Nela se destaca o retábulo com relevo em terracota da Deposição da Cruz ou Lamentação de Cristo, uma obra datada de 1526 de Miguel Perrin, conhecido pelos seus trabalhos na Catedral de Sevilha.
É possível que no local da capela se situasse outrora a Porta de São Paio, uma das portas menores da catedral primitiva.[carece de fontes?]
Capela da Açucena
Situada no deambulatório, junto à Porta Santa, antigamente era chamada de São Pedro e atualmente é conhecida também como Capela Magistral, por estar a cargo do cónego com esse título. Foi fundada por Mencía de Andrade, cujo sepulcro com estátua jacente da autoria de Juan Bautista de Celma se encontra no interior. O retábulo barroco foi desenhado por Fernando de Casas Novoa e realizado por Francisco das Moas em 1731; nele podem-se ver as imagens da Virgem da Açucena, no nicho central, e de São Pedro, São José, São Judas Tadeu e Santa Rita de Cássia. Destacam-se ainda as pinturas murais, descobertas durante uma restauração levada a cabo em 1998, obra de Juan Bautista Celma que representa a Exaltação de São Pedro e a Conversão de São Paulo.[carece de fontes?]
Capela do Salvador
É a capela situada no centro do deambulatório, por onde se começou a construção da catedral românica no século XI pelo mestre Bernardo, o Velho, como demonstram as inscrições nos dois capitéis do arco da entrada da capela, datadas de 1075. Um desses capitéis tem uma representação do rei Afonso VI de Leão com dois anjos que seguram uma fita onde se pode ler: «REGNANTE PRINCIPE ADEFONSO CONSTRVCTVM OPVS» ("reinando o príncipe Afonso construiu-se esta obra"). No outro cpitel está representado o bispo Diego Páez com uma inscrição onde se lê: «TEMPORE PRESVLIS DIDACI INCEPTVM HOC OPVS FVIT» ("no tempo do prelado Diego começou-se esta obra").[carece de fontes?]
Na capela há um retábulo em mármore policromado de estilo plateresco da autoria de Juan de Álava e datado de 1532, encomendado pelo arcebispo Alonso III de Fonseca. O retábulo tem imagens do Salvador, no centro, de estilo gótico, da Mãe de Deus com o Menino e de Santiago peregrino. O retábulo oculta o fundo da capela, cuja janela central, com arco de volta perfeita, e duas janelas laterais com arcos em mitra; esta mesma disposição foi reproduzida pelo Mestre Mateus na capela central da cripta sobre a qual construiu o Pórtico da Glória.[carece de fontes?]
A Capela do Salvador recebia os antigos peregrinos a Santiago, e nela se podia confessar na sua língua e ali receber a compostela.[carece de fontes?]

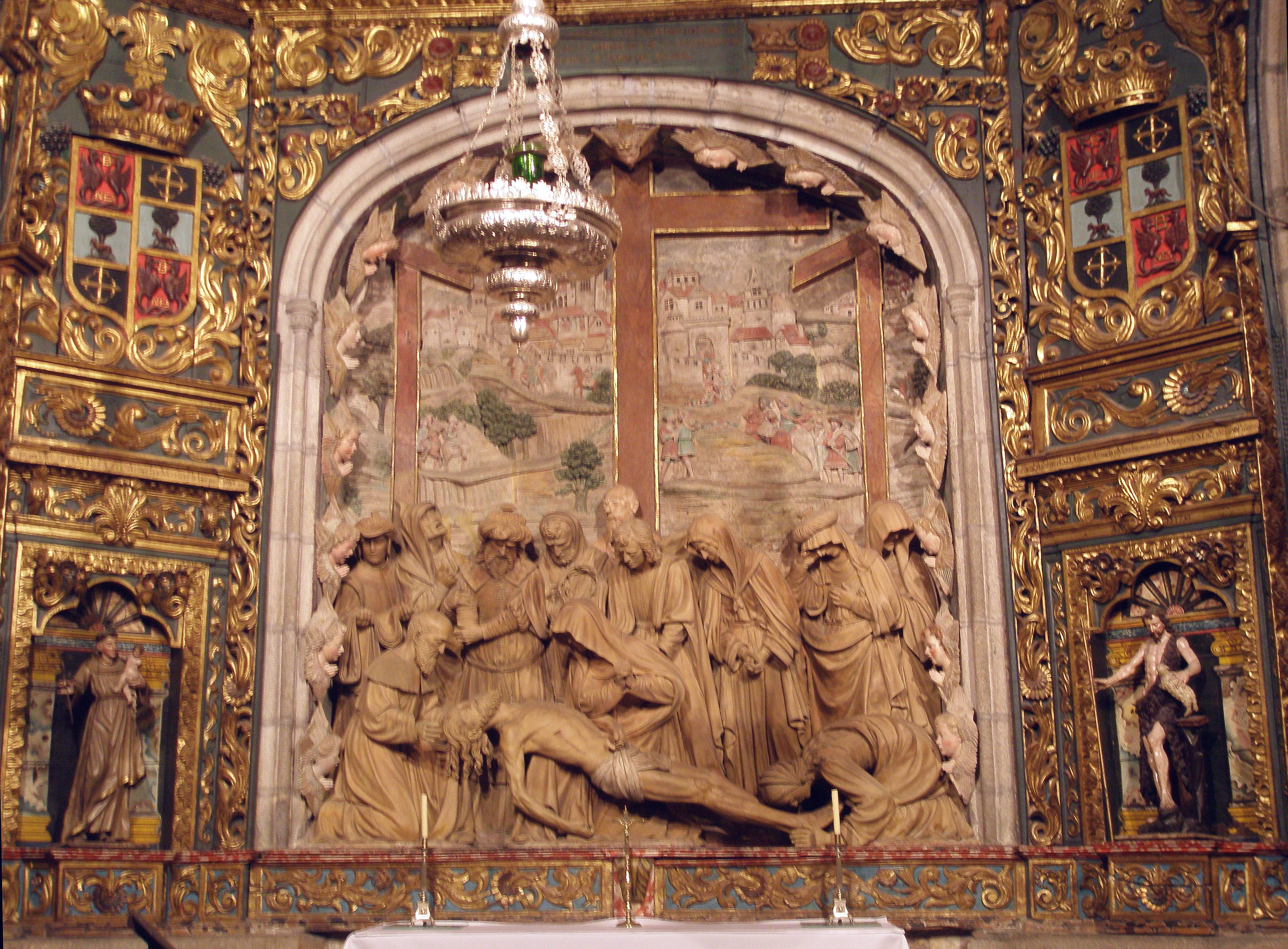
Lamentação sobre Cristo morto, um relevo em terracota na capela de Mondragón
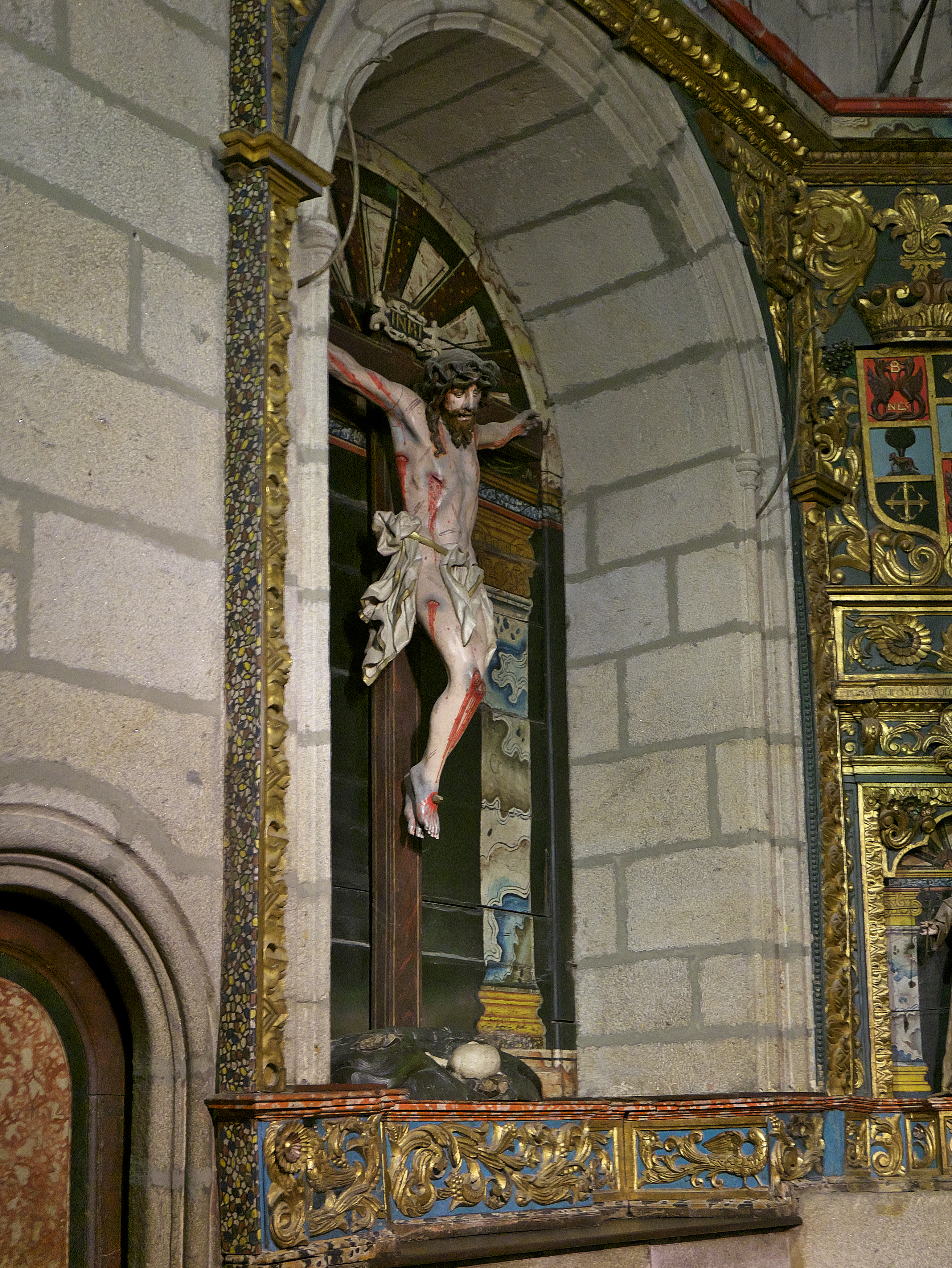
Capela de Mondragón
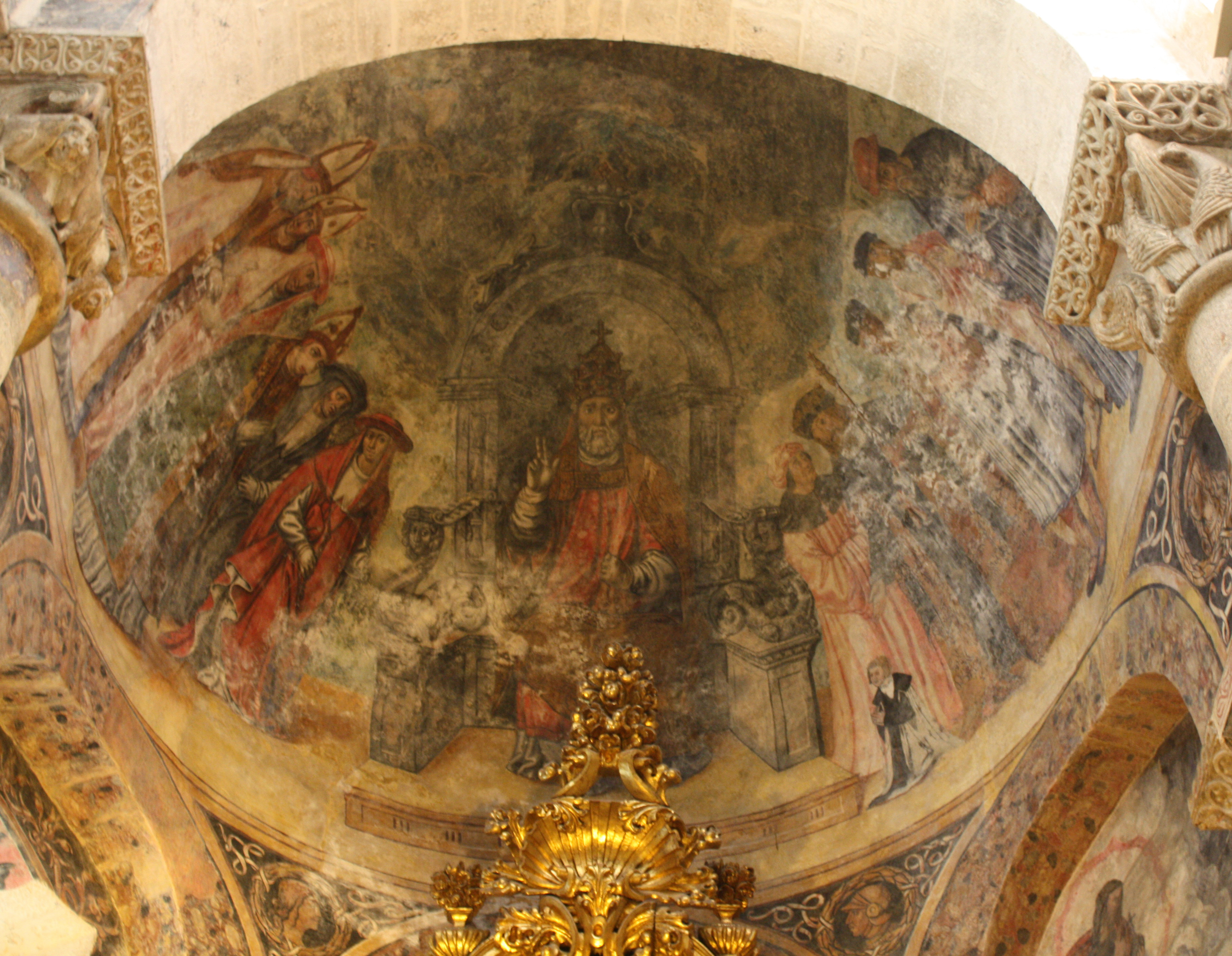
Capela da Açucena
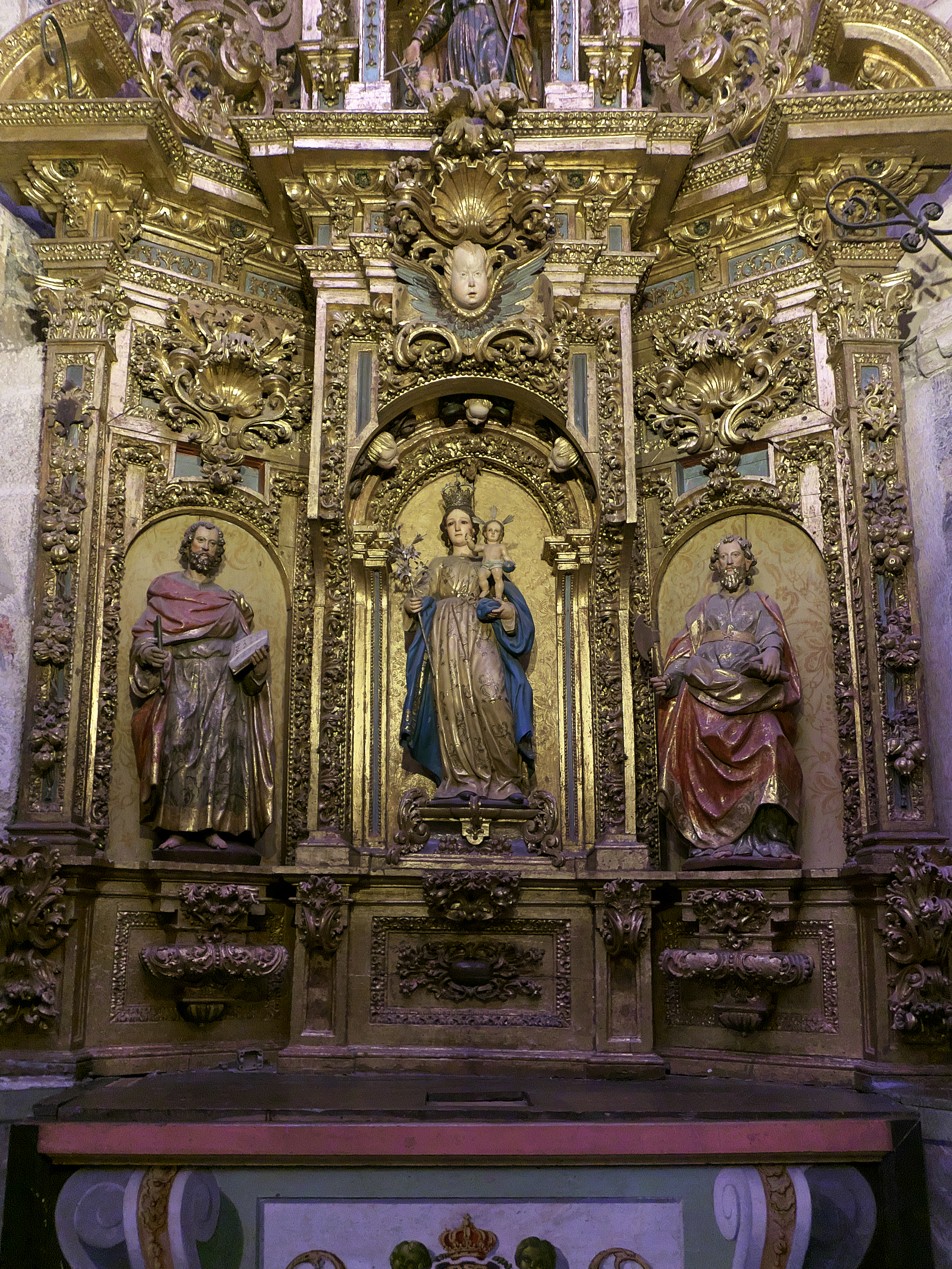
Retábulo da Capela da Açucena
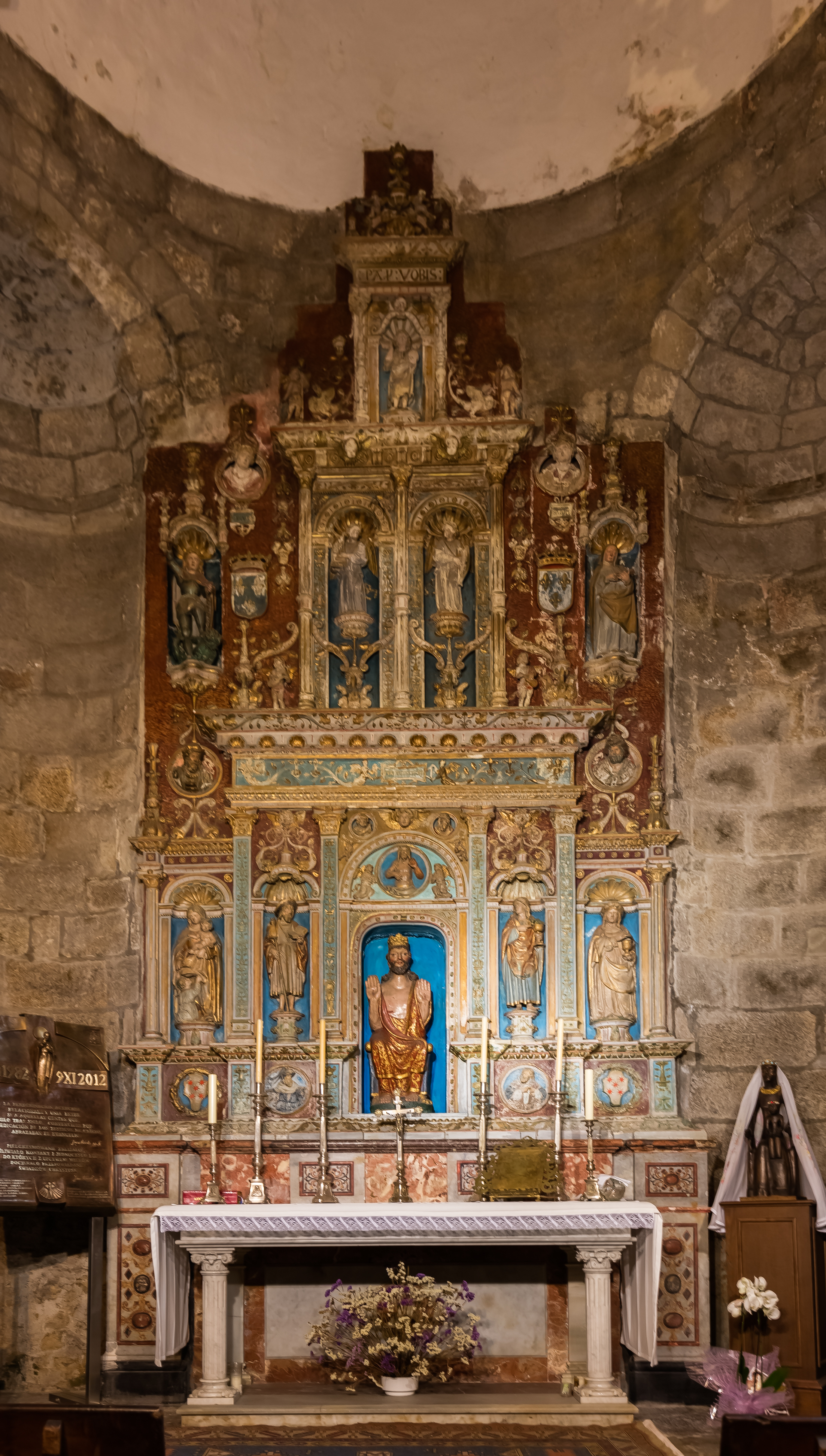
Capela do Salvador

Capela da Nossa Senhora, a Branca
Também conhecida como Capela dos Espanha, foi fundada em finais do século XIII em memória do seu fundador, João de Espanha, cujo sepulcro se encontra nesta capela, e da sua família. Depois da morte de João sem sucessores, foi cedida a Pedro de Arosa. A planta é um pentágono irregular porque teve que se adaptar às capelas românicas contíguas. Foi modificada no século XV, quando ficou com a estrutura atual.[carece de fontes?]
O seu retábulo neogótico é de 1906, talhado por Maximino Magariños. Tem no centro uma imagem barroca de Nossa Senhora, a Branca, obra de Gregorio Fernández Prieto de 1744; num dos lados encontra-se a imagem da Virgem de Montserrat e no outro a da Virgem de Walsingham. O grémio do ourives de prata presta culto a Santo Elói nesta capela.
Capela de São João
Antigamente dedicada a Santa Susana, foi fundada polo arcebispo Diego Gelmires para o culto daquele santo. Posteriormente foi ampliada pelo mestre Xácome García no século XVI e novamente no século XVII, o que é evidenciado pela abóbada românica primitiva a que se segue uma barroca em forma de concha de vieira. Supõe-se que esta última modificação foi obra do arquiteto Simón Rodríguez, que está enterrado na capela.[carece de fontes?]
O retábulo, também da autoria de Simón Rodríguez, contém as imagens de São João Evangelista, do século XV, e duas obras mais modernas, a de Santa Susana, realizada por Aniceto Marinas em 1902, e a de São Domingos da Calçada, de Lorenzo Frechilla e doada em 1960. Em 1917 o retábulo foi reestruturado para colocar no centro a imagem de Santa Susana, nomeada nesse ano co-padroeira da cidade, e deixou então de ser a sede da paróquia santiaguesa de São João Apóstolo.[carece de fontes?]
Além de Simón Rodríguez, estão sepultados na capela o bispo Miguel Novoa Fuente e da irmã do arcebispo João de Sanclemente.
Capela de São Bartolomeu ou da Santa Fé
Antigamente chamada da Santa Fé de Conques e atualmente de São Bartolomeu, tem um retábulo plateresco em mármore policromado, obra do flamengo Mateo Arnao, que contém uma imagem da Virgem do Bom Conselho no centro, flanqueada por imagens de São Bartolomeu e de Santiago peregrino. Devido à imagem central, a capela também é conhecida como Capela da Virgem do Bom Conselho. No frontão está representado o Varão de Dores (Vir dolorum), prefiguração de Jesus Cristo.[carece de fontes?]
Na mesma capela encontra-se a sepultura renascentista do cónego Diego de Castela, bisneto do rei Pedro I, o Cruel, falecido em 1521. O túmulo é também da autoria do mestre Arnao e tem a figura de um corpo jacente vestido com capa de chuva e adornos de bordado; a cabeça está sobre duas almofadas e os pés repousam sobre em leão. Em baixo há uma inscrição onde se lê: «É um elogio do defunto e configura parcialmente o seu retrato espiritual, salientando-se o cargo. prestígio e condição do personagem.» Sobre o sarcófago há um baixo-relevo da Ressurreição de Jesus e dois anjos que seguram uma coroa de louros para honrar o morto.[carece de fontes?]

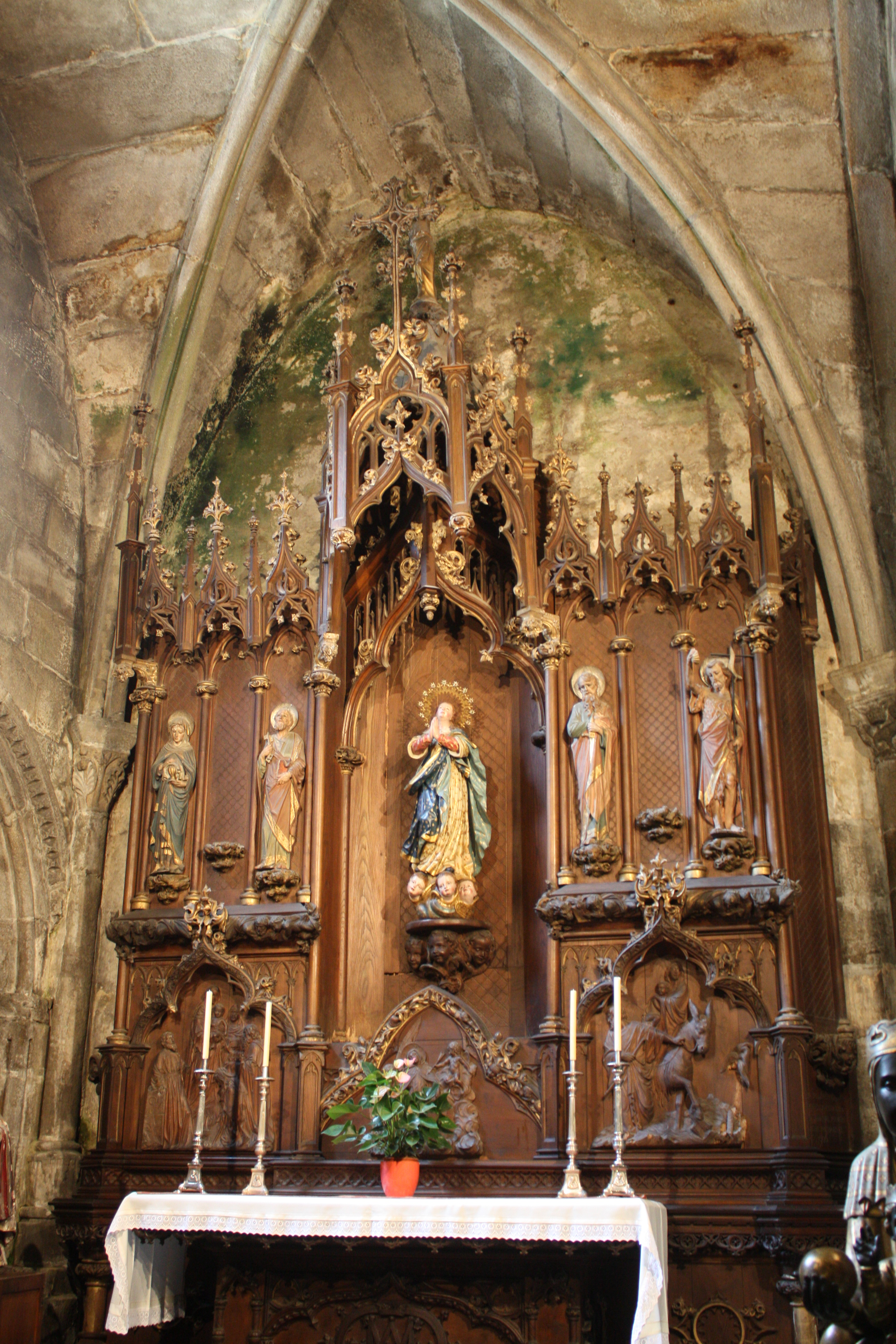
Capela da Nossa Senhora, a Branca
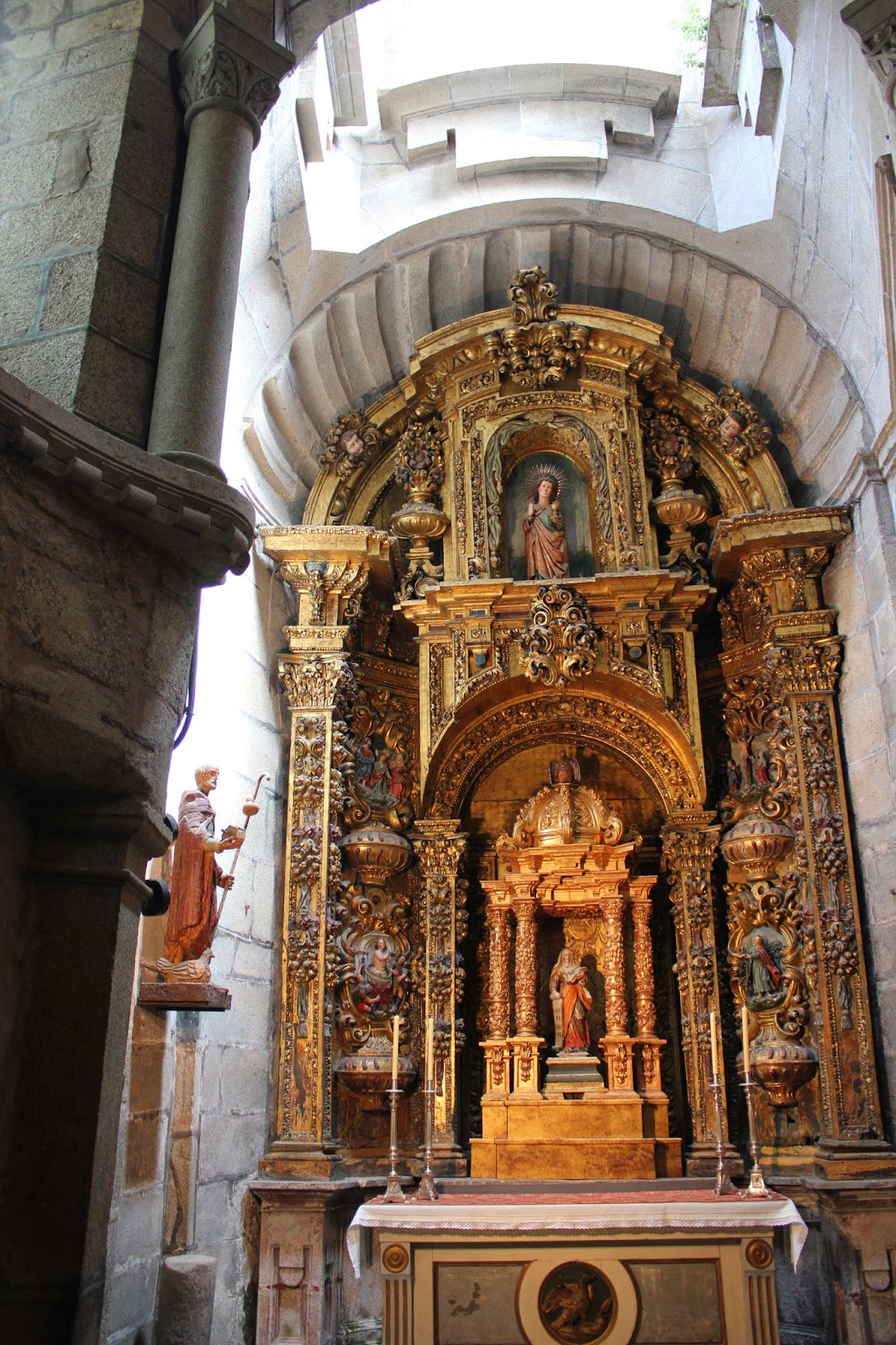
Capela de São João
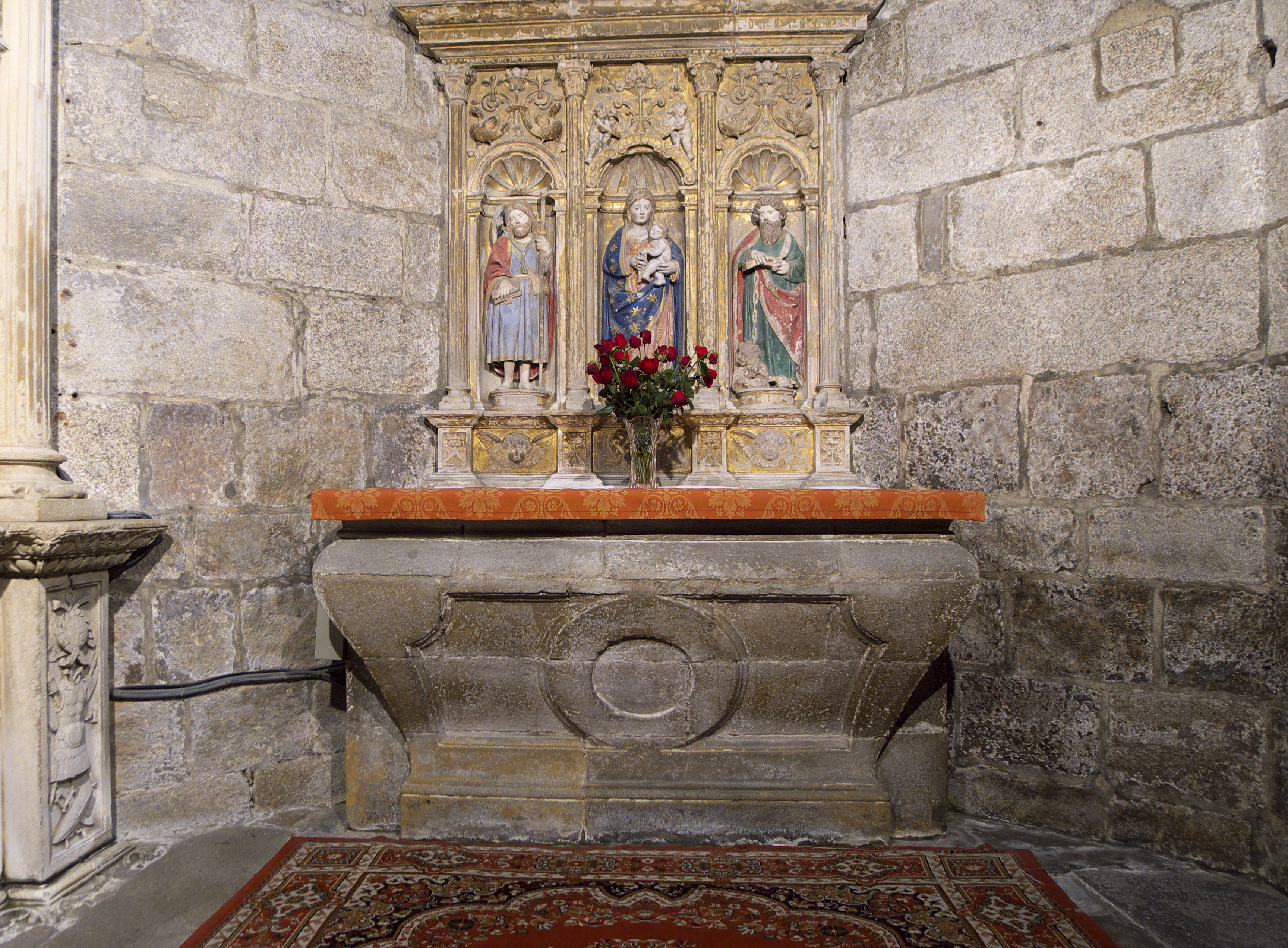
Capela de São Bartolomeu
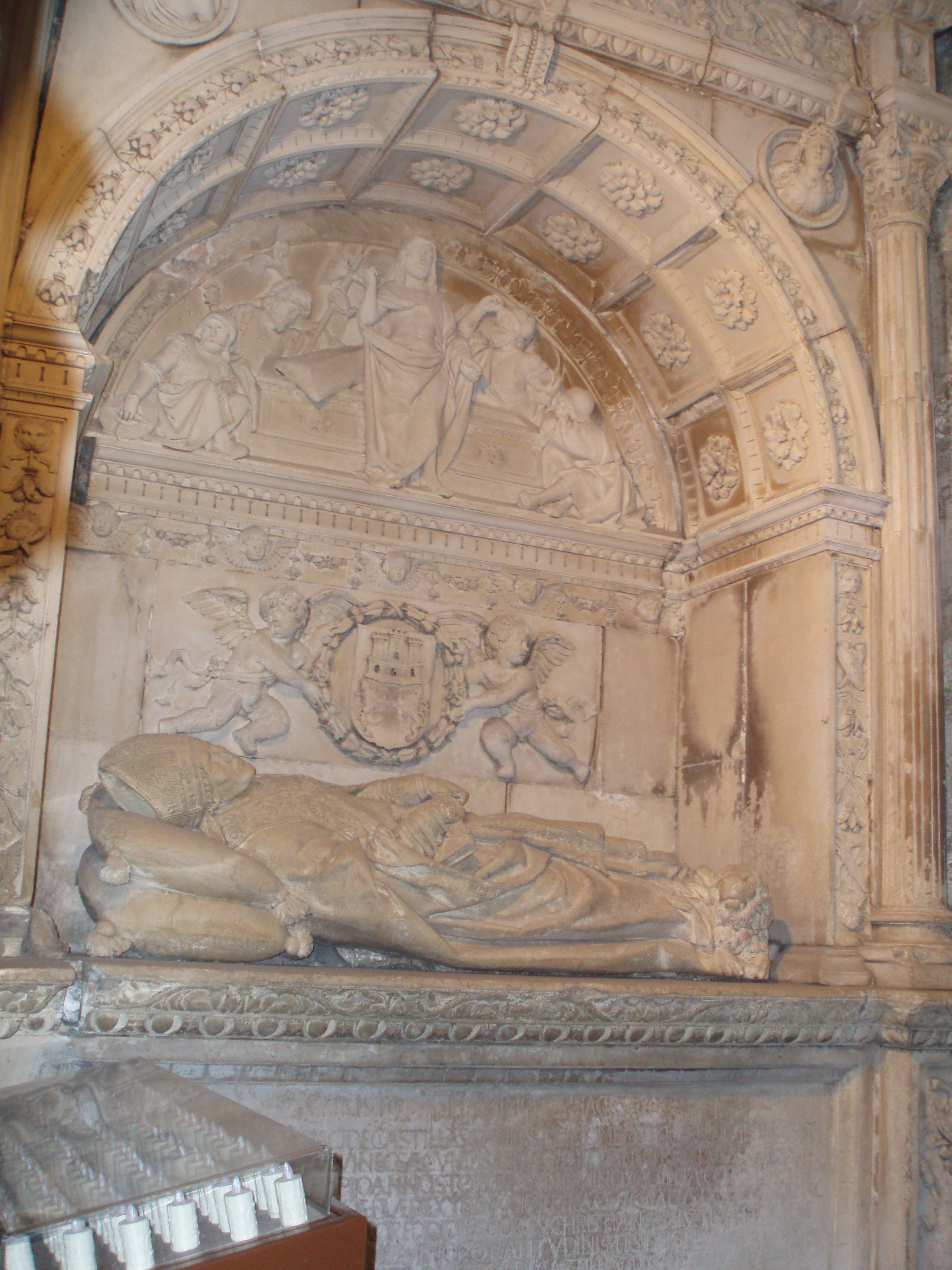
Túmulo de Diego de Castela

Capela da Conceição ou da Prima
A configuração atual da capela da Conceição de Maria, também chamada "da Prima" porque os cónegos nela celebravam a missa prima, foi projetada por Juan de Álava e realizada por Xácome García en 1523 ou 1525. Tem duas entradas: a primitiva, à esquerda, dava acesso à primitiva capela absidial da Santa Cruz; a da direita foi aberta quando a capela foi dedicada à Imaculada Conceição, na forma de Nossa Senhora do Ó, cuja imagem foi realizada em pedra policromada por Cornielles da Holanda no século XVI e repintada no século XVIII. Esta imagem é a única peça que se conserva do antigo retábulo realizado por Cornielles em 1528.[carece de fontes?]
O retábulo atual, com duplo altar, é obra de Simón Rodríguez e a imagem da Deposição da Cruz do altar da esquerda foi esculpida em 1721 por Diego Fernández de Sande. As restantes imagens são obras de Antonio Alfonsín e Manuel de Leis. No chão está enterrados o cónego Antonio Rodríguez Agustín[carece de fontes?] e o arquiteto Domingo de Andrade.
Capela do Espírito Santo
Situa-se junto à porta de entrada da igreja-capela da Corticela, na ala norte do cruzeiro. Foi fundada em finais do século XIII como capela funerária, com dotação para doze clérigos, aos quais, no século XV, o arcebispo Álvaro de Isorna outorgou o título de "racioneiros do Espírito Santo", com a obrigação, entre outras, de cantar todas as tardes a Salve Regina a Nossa Senhora. Foi ampliada no século XIV e reformada em várias ocasiões posteriores nos séculos XVI e XVII.[carece de fontes?]
A capela está ligada à família Moscoso, como se pode ver pelo escudo sobre a portada. Destacam-se os magníficos sepulcros dos séculos XIII ao XVI, entre eles o do próprio arcebispo Alonso Sánchez de Moscoso, morto em 1367, bem como as pinturas murais sobre a Deposição da Cruz, do século XVI. O túmulo do arcebispo Moscoso é decorado na frente com relevos de anjos turiferários debaixo de arcos trilobados, os quais, juntamente com o que faz de lintel na porta da capela, forma um baldaquino que imitava os dosséis do Coro Pétreo do Mestre Mateus e que pode ser anterior às reformas do século XVI. Na capela encontra-se o sepulcro do chantre Juan de Melgarejo, morto de 1534, uma obra da escola do mestre Arnao que replica o sepulcro de Diego de Castela na capela de São Bartolomeu.[carece de fontes?]
A imagem de Nossa Senhora da Soledade, realizada em 1666 em Madrid, foi trasladada do trascoro da catedral para esta capela em 1945. O manto bordado era um agasalho do arcebispo e monge capuchinho Frei Rafael de Vélez (1777–1850). O pedestal, os anjos e as peças ornamentais são também doações; o frontal de prata foi realizado por Antonio Morales em 1747. O quadro da Dolorosa é do pintor Marius, de 1872.[carece de fontes?]
Capela de São Nicolau
É uma das pequenas capelas absidiais româmicas da catedral. Realizada pelo Mestre Estevo em 1105, foi chamada paróquia dos estrangeiros, devido ao facto de ser a primeira capela com que os peregrinos se deparavam ao entrarem na catedral. Ainda hoje subsistem diversos elementos arquitetónicos originais. Desde o século XVII que constitui o acesso à capela da Corticela.[carece de fontes?]
Capela da Corticela
Teve a sua origem num oratório dedicado a Santa Maria, chamado da Corticela, que se situava fora da catedral e que foi destruído no século IX. Foi reconstruído em 1213 pela oficina do Mestre Mateus e foi integrado na catedral no século XVIII. Acede-se à capela por um corredor da ala norte do cruzeiro e desde 1527 que cumpre o papel de paróquia dos estrangeiros, substituindo nessa função a capela de São Nicolau.
A porta é românica, com várias arquivoltas com colunas e capitéis decorados com motivos vegetais e zoomorfos; no tímpano há uma representação da Adoração dos Reis Magos. Tem três naves separadas por arcos de meio ponto com colunas de capitéis também decorados com motivos vegetais. A abside da cabeceira tem uma janela com decoração axadrezada. Na nave lateral direita encontra-se a sepultura do cardeal Gonzalo Eans, morto em 1342, com uma estátua jacente instalada debaixo de um arco ogival com moldura decorada com pontas de diamante.

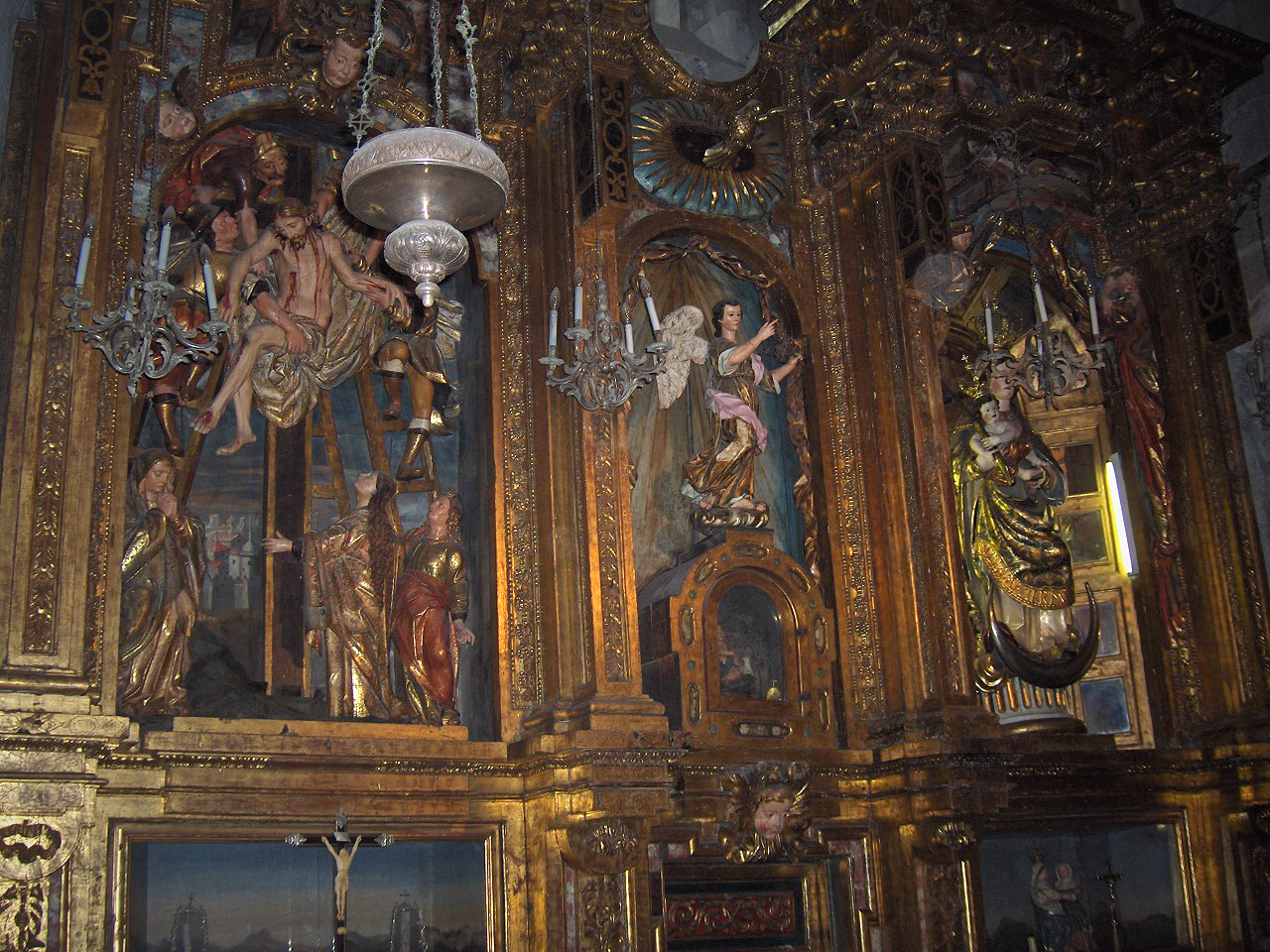
Capela da Conceição
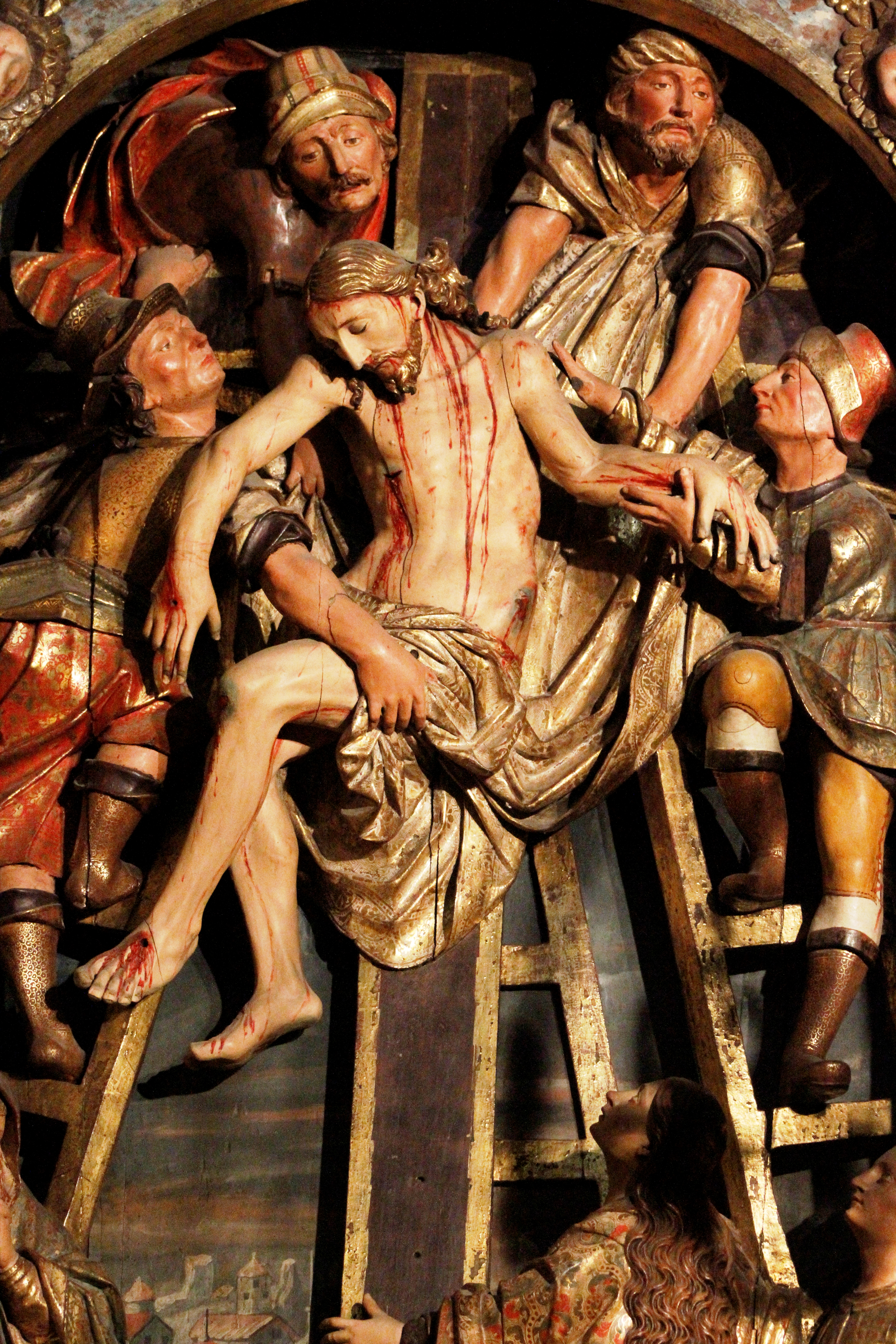
Capela da Conceição [j]
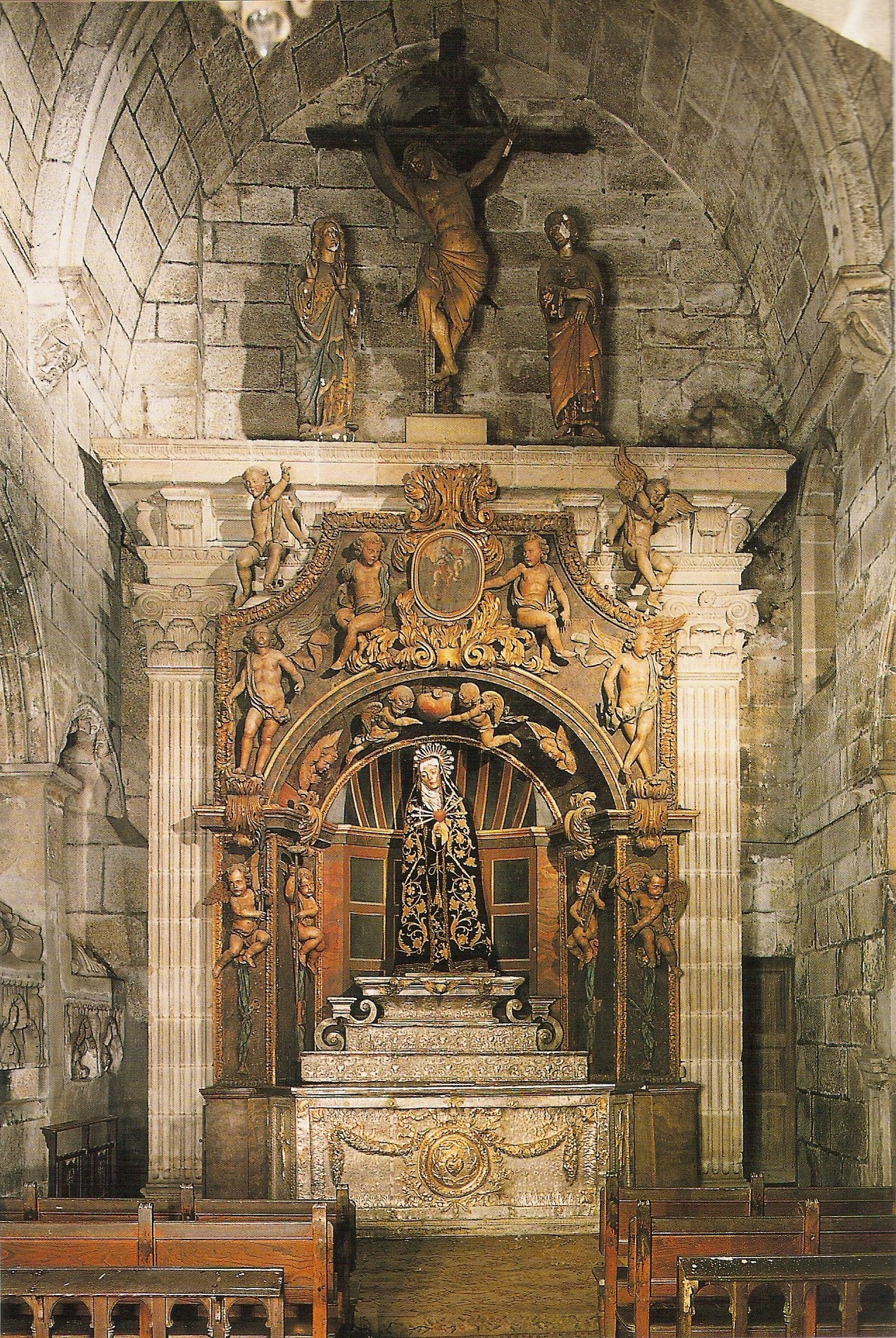
Capela do Espírito Santo
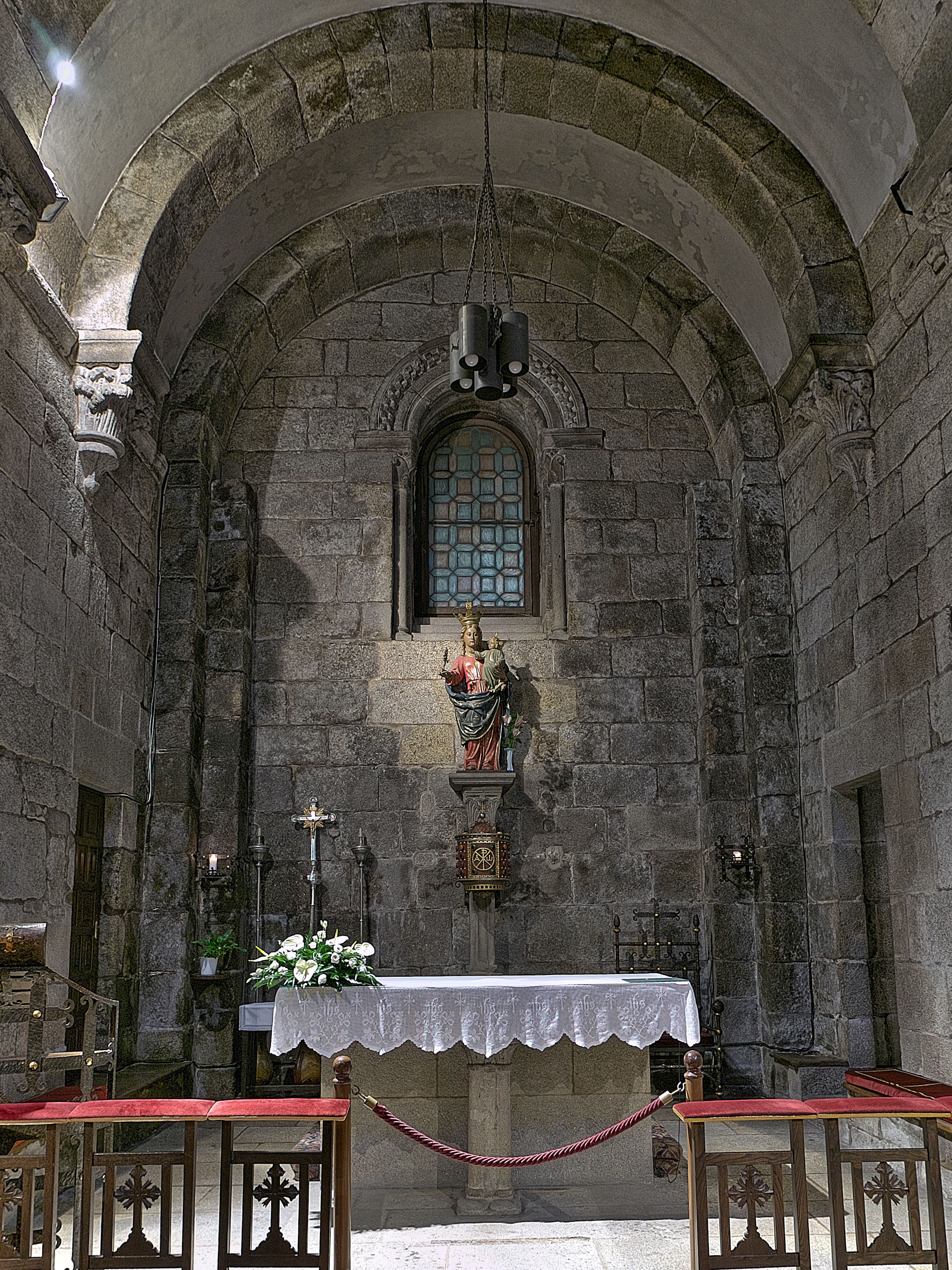
Capela da Corticela
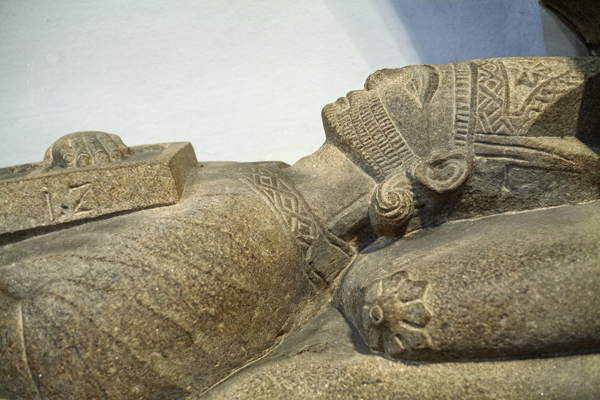
Túmulo do cardeal Gonzalo Eans na Capela da Corticela

[j] ^ Detalhe da imagem da Deposição da Cruz no retábulo da Capela da Conceição.

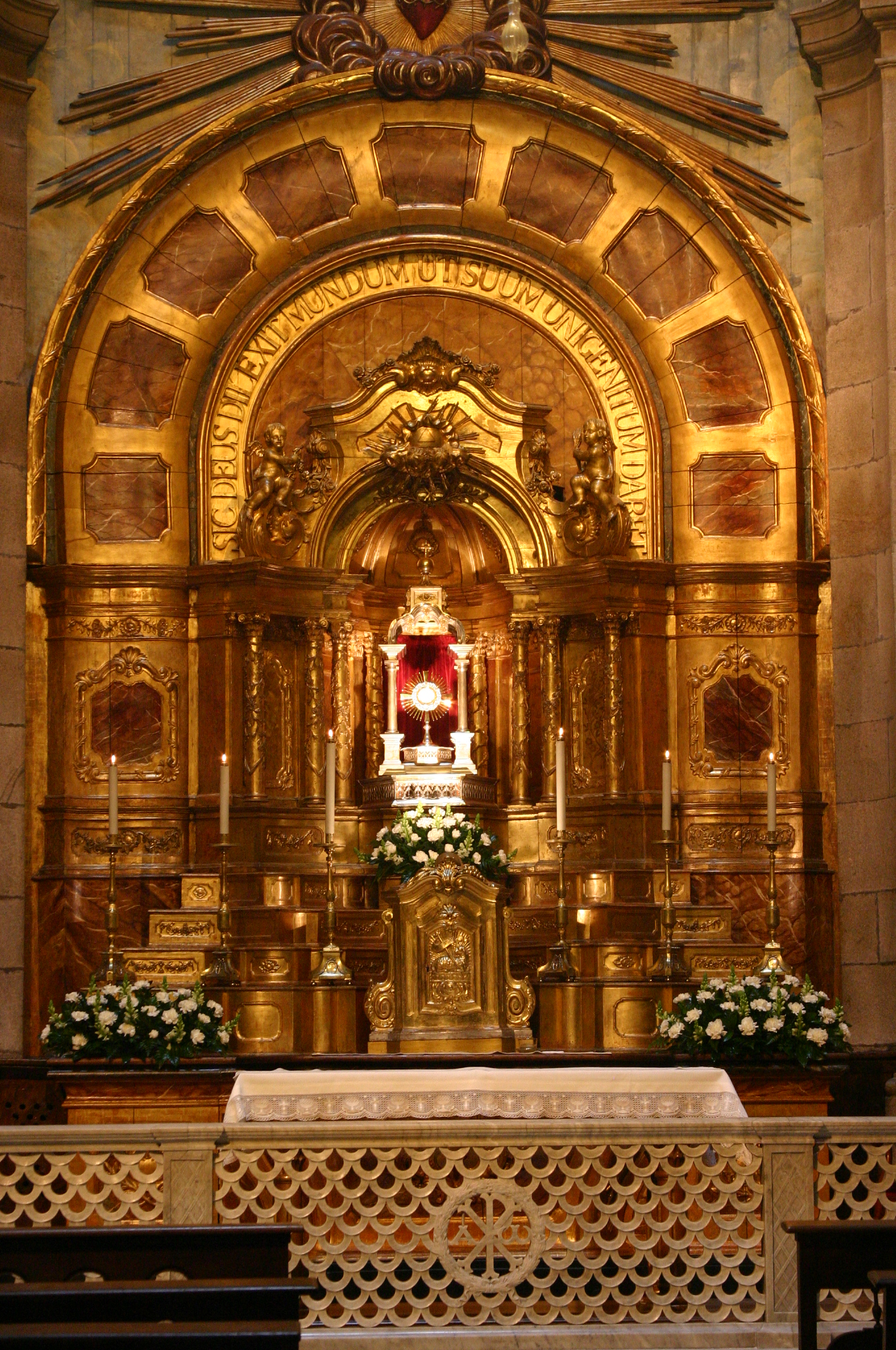
Capela da Comunhão
Situa-se na nave do lado do Evangelho (norte). Também é chamada do Sagrado Coração, de Nossa Senhora do Perdão (na parede da entrada há uma imagem em alabastro da Virgem do Perdão) e dos Mendoza (a capela foi fundada por  Lope de Mendoza, arcebispo de Compostela entre 1399 e 1445, para sua sepultura).[carece de fontes?]
A capela atual foi construída em 1769 por ordem do arcebispo Bartolomé de Raxoi. O arquiteto Miguel Ferro Caaveiro (filho de Lucas Ferro Caaveiro) transformou grande parte da capela ao estilo neoclássico, com planta redonda e com uma cúpula assente em oito grandes colunas de ordem jónica, com o grande óculo no zénite. Nos espaços entre as pilastras abrem-se nichos para altares, sepulturas e portas para as sacristias. O retábulo, com a imagem do Sagrado Coração de Jesus, é da autoria de Francisco de Lens e originalmente estava na Capela das Relíquias. Contém quatro imagens de doutores da Igreja, realizadas pelo astorgano Gregorio Español e Xoán Davila, que também executaram o cadeirado do coro da catedral entre 1599 e 1608 que atualmente se encontra no Mosteiro de São Martinho Pinário. A capela tinha ainda outra estátua, da Virgem, Santa Ana e o Menino, datados de cerca de 1500, que atualmente se encontra exposta no Museu da Catedral.[carece de fontes?]
O sepulcro do arcebispo Raxoi encontra-se no lado direito da capela e no lado oposto está o do arcebispo Lope de Mendoza, ajoelhado aos pés da Virgem, obra de Ramón Constenla (1900). Há outros sepulcros: do bispo de Ourense Álvaro López de Valladolid e de Martín López (1477), cónego da catedral.[carece de fontes?]
Capela de Santo André
Foi construída en 1674 e foi inicialmente usada como sala de guardas, por ter uma porta exterior. Em 1695 passa a ser a capela de Santo André e sede da paróquia com o mesmo nome, substituindo nesta função a capela atualmente chamada do Pilar. O retábulo maior é uma obra de Fernández Espantoso de 1707. Num altar lateral encontra-se Nossa Senhora do Carmo e no outro São José.
Capela de Santo Antão
É uma pequena capela situada junto da Porta da Acibechería. Foi associada a São Nicolau quando a capela deste santo foi demolida para dar acesso à Corticela. O retábulo é obra de Manuel de Leis de 1729. Na capela há uma imagem de Nossa Senhora de Fátima que foi trazida daquela localidade portuguesa em 1948.[carece de fontes?]
Capela de Santa Catarina

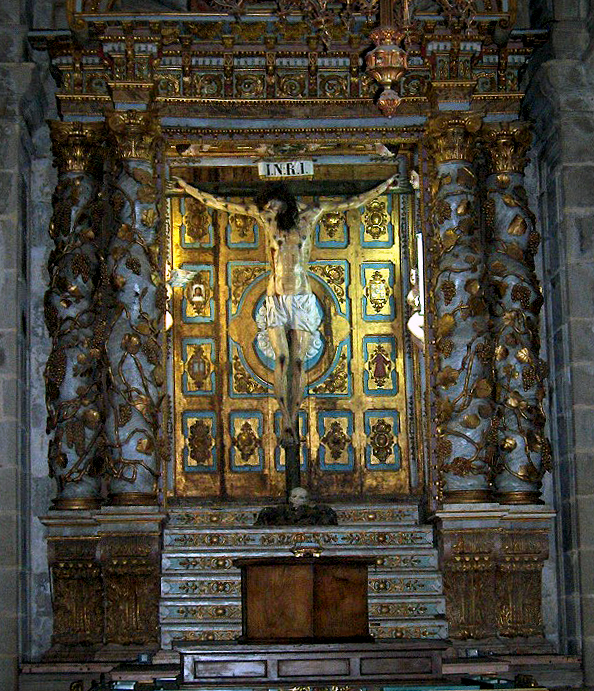
Cristo de Burgos

É dedicada a Santa Catarina de Alexandria e também se encontra junto à Porta da Acibechería, no local onde esteve o Panteão real até 1536, ano em que foi trasladado para a sua localização atual, na Capela das Relíquias. Sofreu várias reformas e o retábulo atual é de finais do século XVIII. Tem uma imagem de Santiago Cavaleiro da autoria de José Gambino.[carece de fontes?]
Capela do Cristo de Burgos
Deve o seu nome à imagem de um Cristo talhado em madeira em Burgos em 1974 por um autor anónimo, cópia da imagem homónima que se encontra na Catedral de Burgos. Foi fundada pelo arcebispo Pedro Carrillo y Acuña como capela funerária (daí o seu outro nome de capela de Carrillo) e nela encontra-se a escultura desse arcebispo em atitude de oração, na parte esquerda da capela, da autoria de Pedro del Valle.[carece de fontes?]
A sua construção foi dirigida por Melchor de Velasco y Agüero entre 1662 e 1664. Tem planta em cruz grega e uma cúpula de artesoado. Conta com dois altares laterais de estilo barroco executados por Melchor de Prado. No altar da direita representa-se a cena evangélica de Maria Salomé intercedendo pelos seus filhos Santiago e João diante de Cristo. No altar da esquerda mostra-se a cena do lamento de São Pedro após negar Jesus. Nas paredes laterais encontram-se os sepulcros dos arcebispos Carrillo e Miguel García Cuesta e no chão o do arcebispo Zacarías Martínez Núñez.[carece de fontes?]

### Coros
Coro de pedra

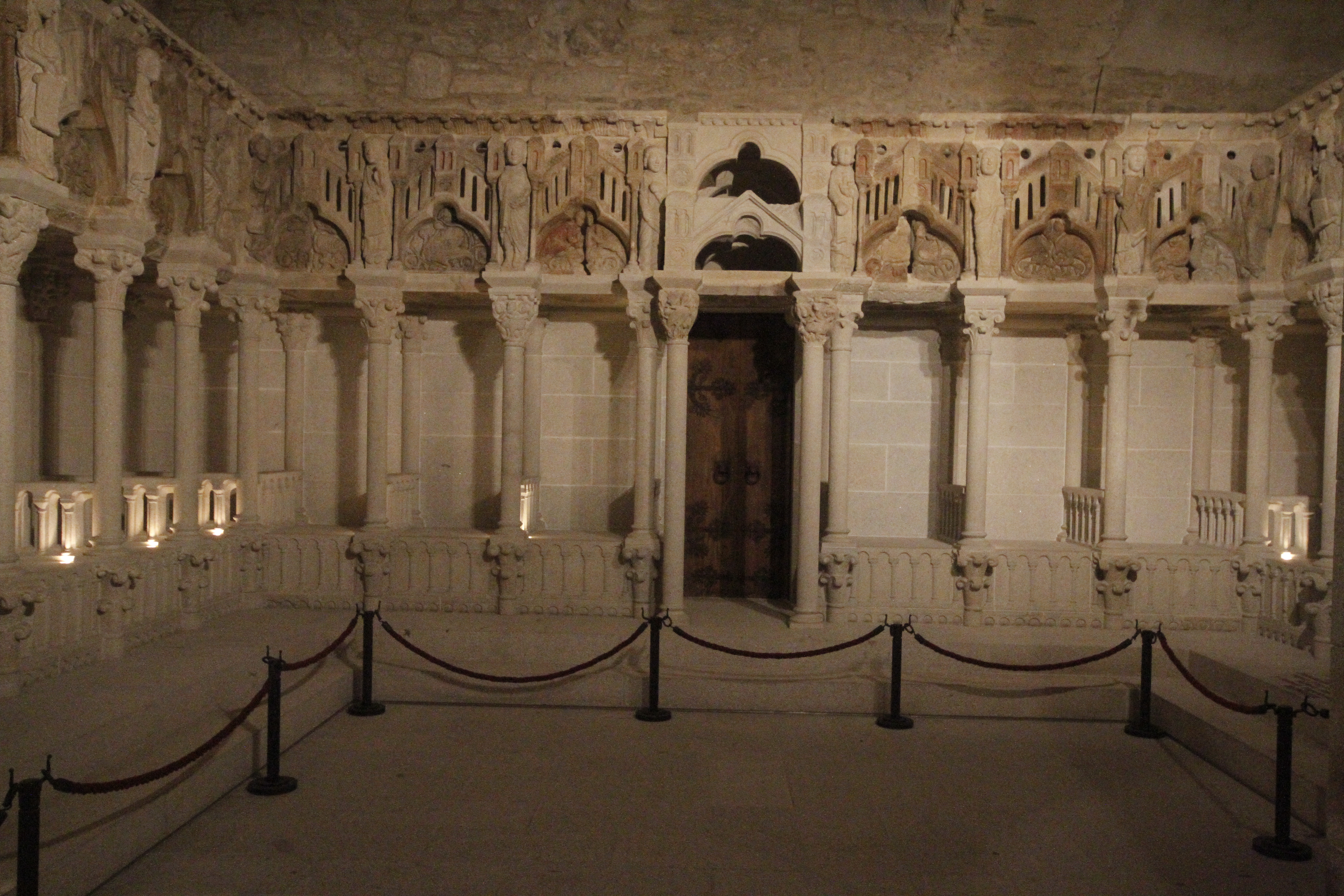
Reconstituição do coro de pedra do Mestre Mateus, desmantelado em 1603

Realizado pelo Mestre Mateus e pela sua oficina cerca de 1200, ocupava quatro tramos da nave central, era de forma retangular com ameias. Os assentos cerimoniais eram decorados com imagens de apóstolos e profetas que se encontravam entre edifícios, numa representação da Jerusalém Celestial. Foi desmantelado e removido da catedral em 1603 para ser substituído por outro de madeira e a suas peças foram utilizadas para outros fins, nomeadamente alvenaria. Vinte e quatro esculturas de apóstolos, profetas e patriarcas procedentes deste coro encontram-se na fachada da Praça da Quintana. Em diversas escavações e obras de restauro foram-se encontrando peças que pertenciam ao coro, que atualmente estão expostas no Museu da Catedral e noutros lugares. O militar e cronista do Apóstolo Santiago Mauro Castellá Ferrer, que testemunhou a sua destruição, escreveu: «foi desfeito o mais lindo coro antigo que havia em Espanha».
Coro de madeira
O coro atual, de madeira, é uma obra dos escultores Xoán Davila e Gregorio Español, encomendada pelo arcebispo Juan de Sanclemente no início do século XVII, que decidiu desmantelar o anterior para a colocação da cátedra arcebispal que não existia e para adequá-lo às disposições do Concílio de Trento. O desenho foi de Davila, com duas filas de assentos, a primeira com 35 cadeiras cujas costas apresentam figuras a meio corpo, e a segunda com 49 cadeiras decoradas com personagens de pé representando apóstolos, profetas, doutores da Igreja, mártires e outros santos fundadores e locais. A cadeira arcebispal, colocada no centro da fila superior, preside ao conjunto.
Inicialmente o coro foi instalado na nave central da catedral, mas em 1945 foi decidido demontá-lo e trasladá-lo para o Mosteiro de São Martinho Pinário. Em 1973 foi novamente trasladado, desta vez para o Mosteiro de Santa Maria do Sobrado. Estas movimentações provocaram graves danos ao conjunto do cadeirado, que levaram a que fosse restaurado e novamente transferido para o Mosteiro de São Martinho Pinário, processo que decorreu entre outubro de 2002 e novembro de 2004.

### Cruzes de consagração

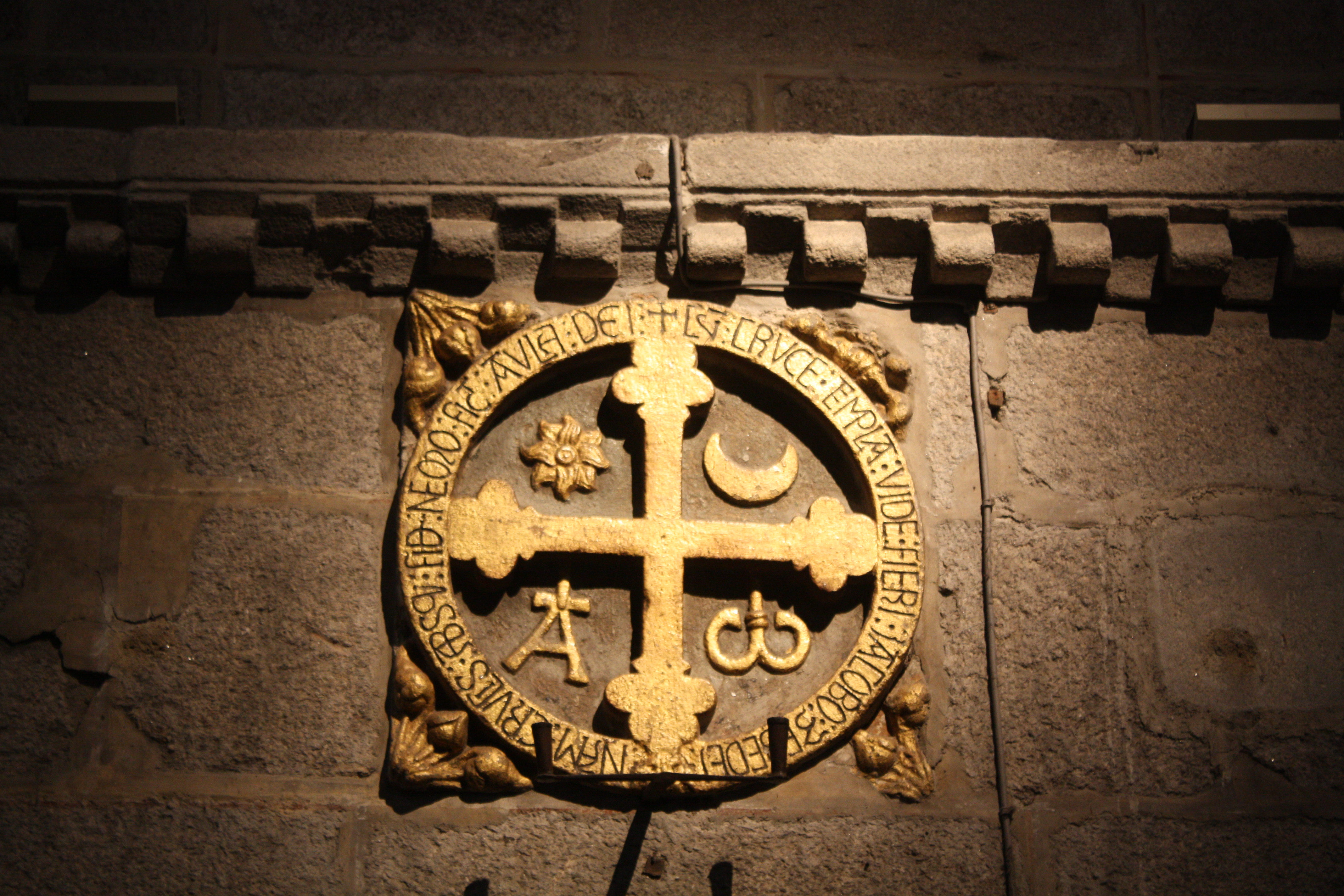
Uma das cruzes de consagração, junto à Porta Santa

Nas paredes da nave podem ver-se doze cruzes que foram usadas no dia da consagração, em abril de 1211. Estão distribuídas simetricamente: seis na nave principal, (três em cada lado), duas em cada um dos braço do cruzeiro (igualmente uma em cada lado) e as restantes duas no deambulatório, em ambos os lados da capela do Salvador. Quase todas estão no local onde foram originalmente colocadas, embora algumas tenham sido elevadas ou deslocadas: as duas mais próximas do Pórtico da Glória e a que está sobre a porta da capela do Espírito Santo.
Em todos os casos trata-se de uma cruz inscrita num círculo com um texto gravado, sempre com os braço iguais, como era usual no românico final. Sobre os braços horizontais são representados o Sol e a Lua (porque no Céu não há dia nem noite) e por baixo figuram o alfa e o ómega (princípio e fim, símbolo da eternidade de Deus). No braço inferior há uma cunha que servia para segurar as cruzes a uma haste. Todos os elementos (cruz, círculo, Sol, Lua, alfa e ómega) estão pintados a ouro (originalmente eram dourados com folha de ouro). As inscrições da auréola circular das cruzes — em alguns casos repetidas — registam fórmulas litúrgicas e doutrinais. Três delas fazem referências à data de consagração e ao sacerdote oficiante.[carece de fontes?]
Segundo o historiador Xosé Carro Otero, o ritual começou com uma vigília. O arcebispo Pedro Muñiz percorreu o exterior da igreja antes de entrar nela, desenhando no chão com o seu báculo as letras alfa e ómega. Em seguida depositou as relíquias no altar e consagrou este para finalmente percorrer o interior da igreja ungindo com óleos as doze cruzes, que também foram incensadas uma a seguir à outra, ao mesmo tempo que se acendeu um círio debaixo delas.[carece de fontes?]

### Botafumeiro

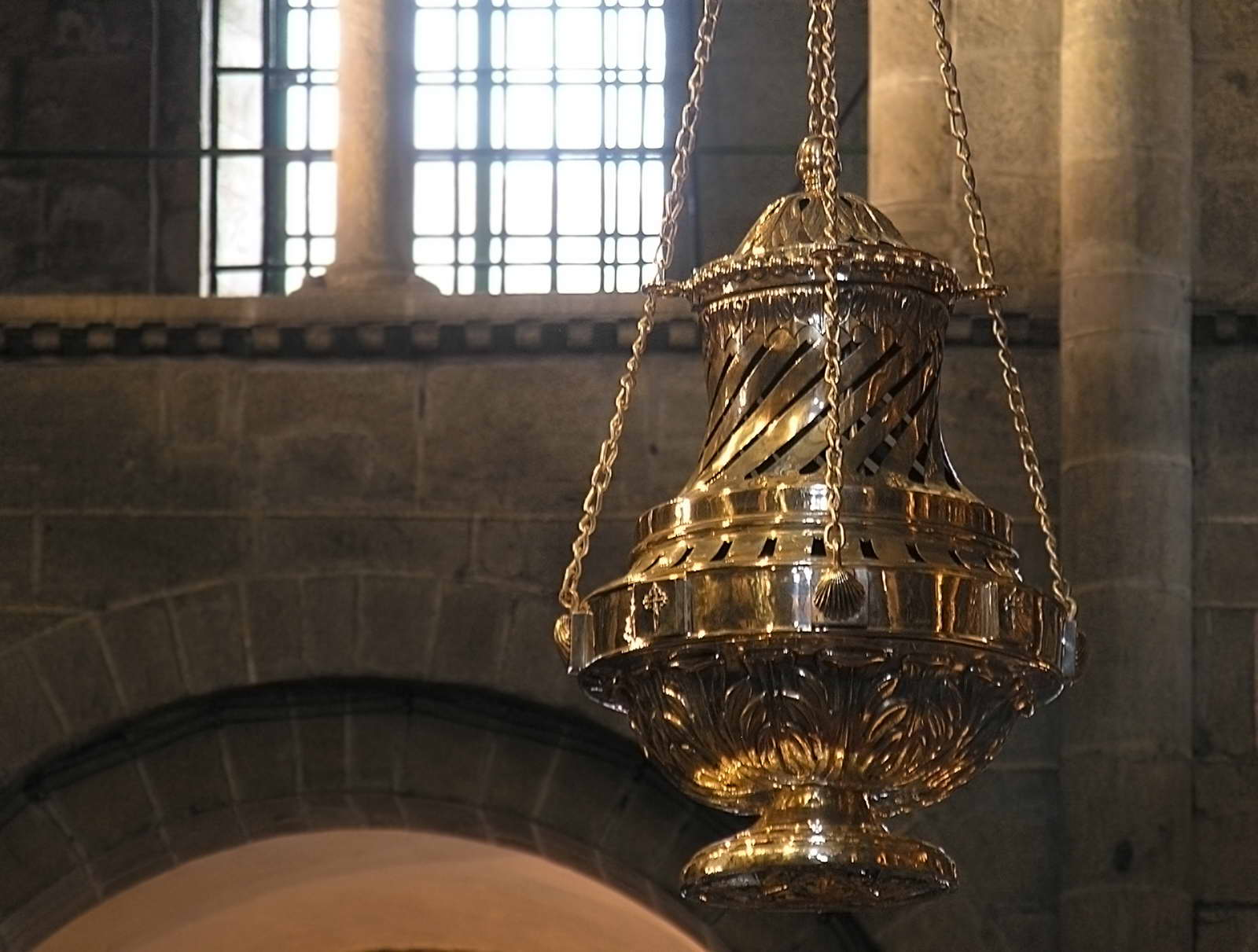
Botafumeiro

O botafumeiro é um enorme incensário de latão banhado a prata, que pesa 62 kg vazio e mede 1,60 m de altura. É o maior incensário do mundo. Numerosas fontes apontam outros pesos, referindo-se ao peso quando está carregado, a modelos anteriores ou a simples erros. O botafumeiro atual pesava 60 kg, mas em 2006 um banho de prata fez aumentar sua massa para os 62 kg atuais.[carece de fontes?]
A corda que o suspende, presa ao cimo do cruzeiro da catedral, é atualmente de um material sintético, mede 65 metros, tem 5 cm de diâmetro e pesa 90 kg. Anteriormente as cordas eram feitas de cânhamo ou de esparto. O botafumeiro é enchido com cerca de 40 kg de carvão e incenso e é atado à corda. É elevado e movido ao longo da nave mediante um mecanismo de roldanas. Para tal, um grupo de oito homens, os chamados "tiraboleiros", começam por empurrá-lo para pô-lo em movimento e depois puxam cada um cabo preso à corda para ir conseguindo e mantendo a velocidade pendular.[carece de fontes?] O movimento pode alcançar 68 km/h de velocidade durante o percurso ao longo do cruzeiro, desde a porta da Acibechería à porta das Pratarias, descrevendo um arco de 65 metros e uma altura máxima de 21 metros (com um ângulo de 82º). Para alcançar essa altura máxima são necessários 17 percursos completos.
Segundo a tradição, o uso do incensário na catedral remonta ao século XI, tendo como objetivo perfumar a igreja e eliminar o mau cheiro que deixavam os peregrinos, suados e sujos, muitos deles doentes. Em 1200 o sistema inicial de roldanas foi substituído por um sistema que permitia o deslocamento lateral numa extensão de 150 cm, a distância permitida pela corda. Em 1400, o rei Luís XI de França doou à catedral dinheiro para substituir o incensário medieval, o que só viria a concretizar-se em 1554. O mecanismo atual foi instalado em 1604. O incensário de 1554, feito integralmente em prata, foi roubado pelas tropas de Napoleão em abril de 1809, durante a Guerra Peninsular. Foi substituído pelo atual, fabricado pelo pelo ourives Xosé Losada em 1851. Uma prova da importância simbólica do botafumeiro em Espanha é o facto dele figurar nas moedas de cinco pesetas de 1993.[carece de fontes?]

### Outros elementos de interesse

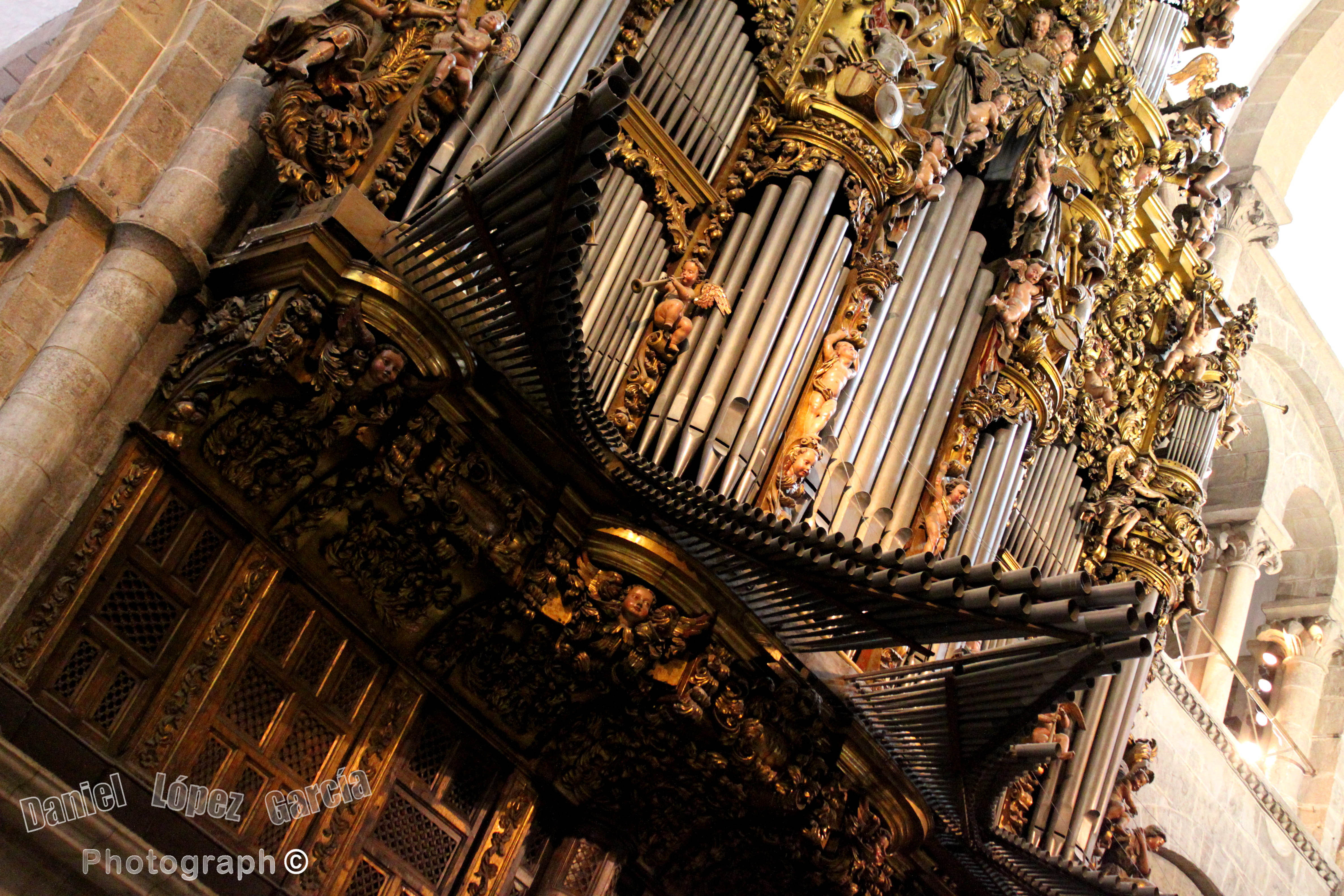
Um dos dois órgãos da catedral

A catedral dispõe de dois grandes órgãos, situados na parte central, abarcando dois tramos altos da nave principal. Foram doados pelo arcebispo Monroy e foram fabricados entre 1708 e 1712 por encomenda do capítulo catedralício ao mestre Manuel de la Viña. A caixa é da autoria do arquiteto Antonio Afonsín e do escultor Miguel Romay. Em 1978 os dois órgãos foram fundidos num só; a consola foi então substituída e forma incluídos mecanismos eletrónicos e digitais. Os órgão são coroados por uma imagem de Santiago Matamoros, à esquerda, e da aparição da Virgem a Santiago, à direita.[carece de fontes?]
Junto aos pilares que flanqueiam a capela-mor há duas estátuas com função de caixa de esmolas: Santiago Alfeu num dos dos lados e Maria Salomé, mãe do apóstolo Santiago, no outro. A estátua do primeiro é do século XIV e tem uma cartela onde se lê «Ecce arca Hoperis Beati Iacobi Apostoli» ("arca da esperança do apóstolo Santiago"). A estátua de Salomé é de 1527.[carece de fontes?]
Num pilar do cruzeiro há uma pequena coluna adossada de bronze, do século XIII, que segundo a tradição contém o báculo do apóstolo e o do italiano São Franco de Sena, peregrino de Santiago que recuperou a vista graças ao apóstolo.[carece de fontes?]
A basílica está coberta por um telhado de placas de granito escalonadas que foram cobertas de telha no século XVIII. Os telhados foram pensados com usos rituais, e neles se encontra a Cruz dos Farrapos, uma grande cruz em bronze do século XIV ou XV colocada sobre um Agnus Dei diante da qual era tradição que os peregrinos queimassem a sua roupa velha uma vez alcançado o fim da peregrinação. Hoje é possível visitá-los em percursos organizados pelo cabido.[carece de fontes?]
A catedral conta com uma coleção de tapeçarias, a qual está exposta em cinco salas. Numa dessas salas encontram-se as doze tapeçarias da autoria de Francisco de Goya que foram legados à catedral em 1814 por Pedro Acuña y Malvar, produzidos na Real Fábrica de Tapetes de Santa Bárbara entre 1776 e 1780 por encomenda do rei Carlos III de Espanha. Nas outras salas estão expostas diversas tapeçarias de David Teniers, Mariano Salvador Maella, Ramón Bayeu e Rubens.

## Museu da Catedral e tesouro catedralício

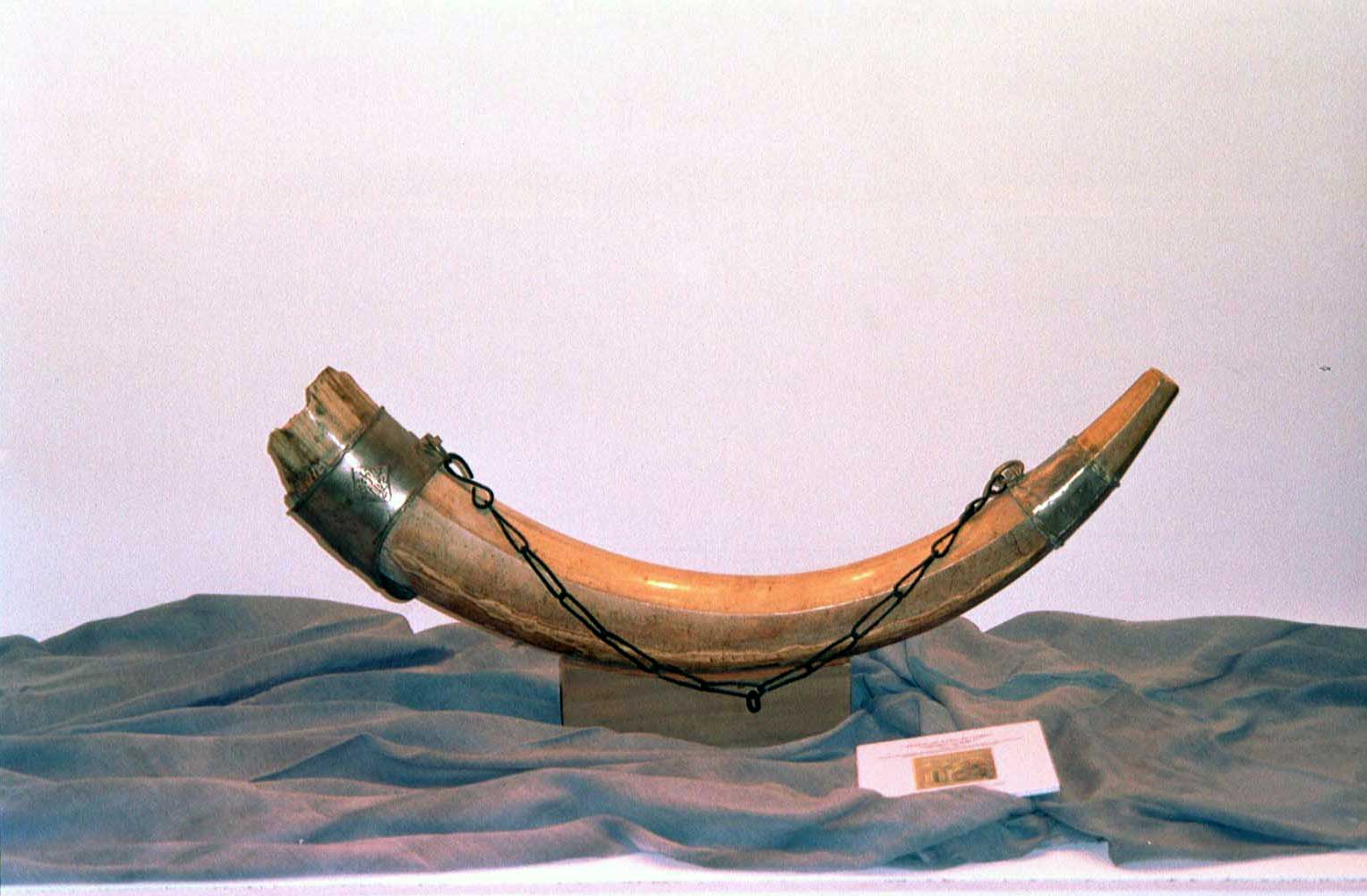
Olifante de Rolando em exposição no Museu da Catedral

Fundado em 1928, o Museu da Catedral de Santiago de Compostela é uma instituição que acolhe e expõe diversas obras artísticas e arqueológicas que são propriedade da sé compostelana e que abarcam desde a época romana até à atualidade. A coleção do museu divide-se num bloco arqueológico num bloco artístico-religioso. O primeiro é formado pelos restos encontrados nas escavações levadas a cabo na catedral e por peças que foram retiradas durante as sucessivas reformas e modificações. O segundo bloco é constituído por diversas peças acumuladas ao longo dos séculos, provenientes de oferendas e doações.[carece de fontes?]
O museu situa-se na própria catedral e distribui-se por vários espaços:
- O claustro, ao qual se acede pelo lado sul da Praça do Obradoiro.
- A cripta do Pórtico da Glória, cuja entrada se situa na escadaria de acesso à catedral na mesma praça.
- Tesouro e Panteão Real, aos quais se acede pela mesma entrada do claustro.
- Paço de Gelmires, dedicado a exposições temporárias e ao qual se acede pelo lado norte da fachada do Obradoiro.

Junto à Capela das Relíquias encontra-se uma capela gótica que contém diversos tesouros da catedral, entre os quais se destaca a custódia processional realizada em 1544 pelo ourives Antonio de Arfe. Com um metro e meio de altura, essa custódia tem quatro andares formados por colunas de estilo plateresco com numerosas figuras dos apóstolos e um Cristo ressuscitado; na base estão gravadas cenas da vida do apóstolo Santiago. A exposição consta ainda diversas cruzes pertencentes a vários arcebispos e de diferentes épocas, imagens de prata dos séculos XVI e XVI, crucifixos de marfim e uma Virgem do mesmo material, do século XVI.

## Claustro e arquivo

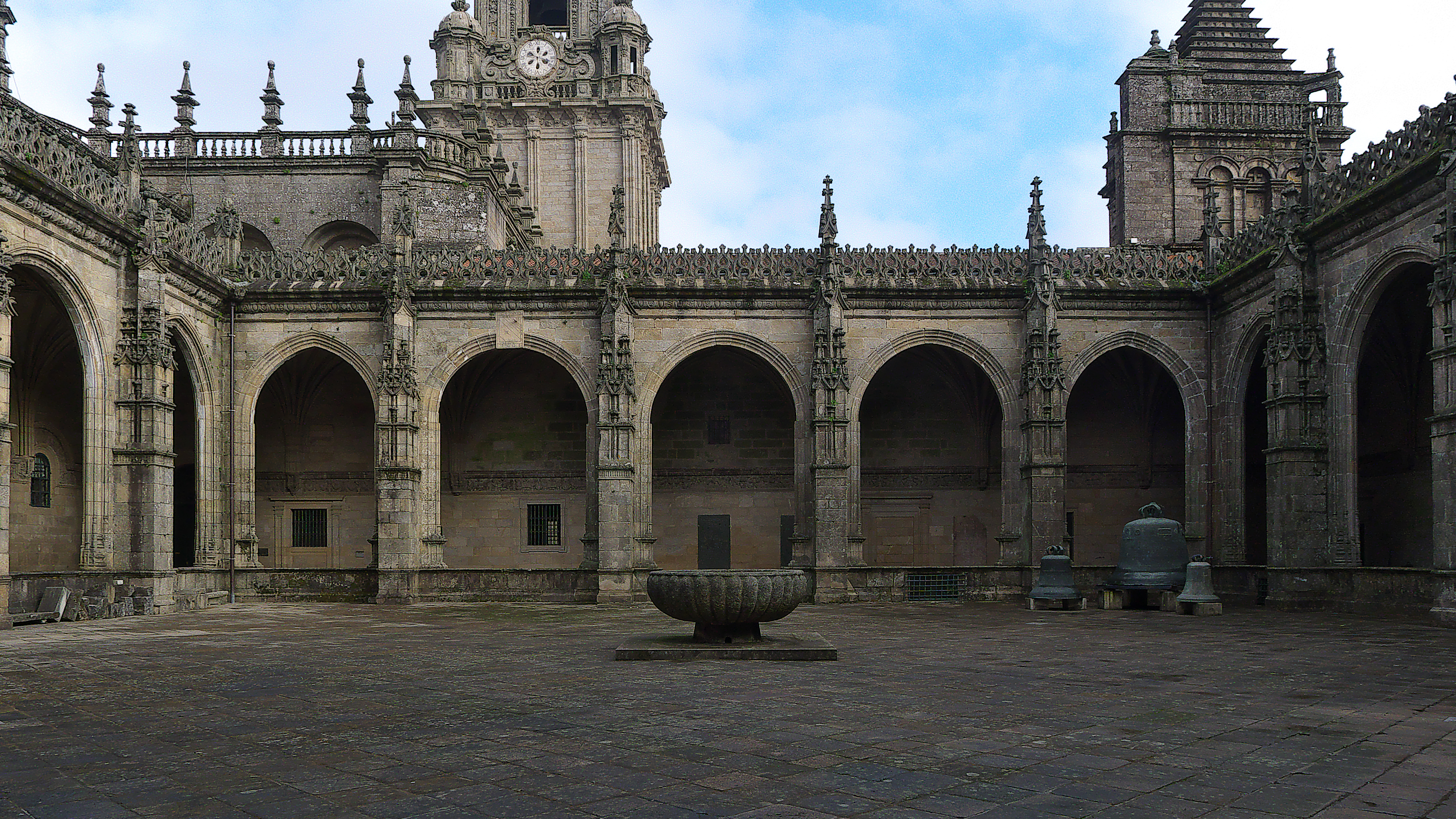
Claustro

O claustro atual foi construído entre 1521 e 1559 sobre um claustro anterior do século XIII, segundo planos dos arquitetos Juan de Álava e Rodrigo Gil de Hontañón, e foi reformado no século XVIII por Casas Novoa. É de estilo gótico na sua estrutura e renascentista da escola castelhana no seu desenvolvimento e decoração. É coroado por uma balaustrada com pináculos. Como é habitual nos claustros antigos, serviu de cemitério de cónegos e outras personagens ligadas à catedral.[carece de fontes?]
Tem planta quadrada com 34 metros de lado e acolhe num dos ângulos os sinos originais da Torre Berenguela, que foram substituídas em 1990. No centro encontra-se a Fons mirabilis ("fonte maravilhosa"), construída em 1122 pelo mestre Bernardo para acolher os peregrinos que chegavam à catedral pela Porta Francígena (no que é hoje a fachada da Acibechería). No lado norte do claustro situa-se a capela de Alba, fundada em 1530, que guarda no seu interior um retábulo com a Transfiguração de Jesus, uma obra do século XVIII.[carece de fontes?]
Desde o claustro acede-se à Sala Capitular, reconstruída por Lucas Ferro Caaveiro a partir de 1751, e ao arquivo-biblioteca da catedral, obra de Clemente Fernández Sarela. O arquivo conserva numerosos e valiosos manuscritos como o Códice Calixtino do Liber Sancti Iacobi, entre muitos outros livros e documentos que fazem referência à catedral e à história da Galiza desde a Idade Média até aos nossos dias.[carece de fontes?]